# Válka v Pásmu Gazy
Válka v Pásmu Gazy je ozbrojený konflikt mezi Izraelem a palestinskými ozbrojenými skupinami vedenými Hamásem, který probíhá v Pásmu Gazy a Izraeli. Jde o pátý rozsáhlejší ozbrojený konflikt v Pásmu Gazy od roku 2008. Současně je to největší vojenský konflikt v regionu od jomkipurské války v roce 1973, který navíc vedl k širší regionální krizi. Izrael v první den války zaznamenal nejvíce obětí během jednoho dne v ozbrojeném konfliktu ve své historii. Pro Palestince jde o válku s nejvíce oběťmi za celou dobu vzájemného konfliktu.
Válka začala 7. října 2023, kdy Hamás a další ozbrojené skupiny provedly útok na Izrael, při kterém bylo zabito 1 195 lidí (810 civilistů, včetně 36 dětí, a 380 příslušníků bezpečnostních sil) a dalších 251 lidí (civilisté i vojáci) bylo uneseno do Pásma Gazy jako rukojmí. Podle představitelů Hamásu byl útok politicky motivovaný (mělo jít o odvetu za dřívější vojenské operace Izraele v Pásmu Gazy, okupaci Západního břehu Jordánu, blokádu Pásma Gazy, útoky izraelských osadníků na Palestince a protesty u jeruzalémské mešity al-Aksá). Představitelé Izraele útok označili za nevyprovokovaný terorismus a vyhlášení války. V následujících dnech izraelské bezpečnostní složky zlikvidovaly palestinské militanty na území Izraele a armáda zahájila intenzivní bombardování Pásma Gazy. Dne 27. října armáda spustila pozemní invazi do pásma, jejímiž deklarovanými cíli bylo zničení Hamásu a osvobození rukojmí. Během války izraelská armáda provedla řadu vojenských operací (mezi nimi ofenzívu do města Rafah, bitvy u města Chán Júnis nebo obléhání měst na severu pásma). V listopadu 2023 bylo dojednáno dočasné příměří, během kterého došlo k propuštění 105 civilních rukojmí a 240 palestinských vězňů. V lednu 2025 bylo dojednáno další příměří. V jeho průběhu došlo do března 2025 k propuštění 33 izraelských rukojmí a pěti thajských občanů výměnou za 1 777 zadržených nebo vězněných Palestinců.
Od začátku izraelské ofenzívy bylo hlášeno zabití 60 tisíc Palestinců (dle výzkumů je ale počet přímých obětí přibližně 100 tisíc, mezi oběťmi bylo podle izraelské vlády zhruba 17 tisíc militantů, ale z většiny šlo o civilisty a z více než poloviny o ženy a děti). Dalších 146 tisíc Palestinců bylo zraněno a 1,9 milionu obyvatel Gazy muselo opustit své domovy a uprchnout na jih území. Válka v Pásmu Gazy patří mezi nejkrvavější války 21. století dle poměru zabitých bojovníků k civilistům a také dle míry úmrtnosti v poměru k velikosti populace. Jedním z důvodů vysokých civilních ztrát bylo bombardování hustě zalidněných oblastí, ve kterých se podle izraelské armády pohybovali příslušníci Hamásu. Podle analýz byla do konce ledna 2024 izraelskými nálety a armádou zničena nebo zásadně poškozena polovina budov v Pásmu Gazy. Izraelská vláda v rámci své strategie uvalil na Pásmo Gazy dočasnou úplnou blokádu dodávek vody, elektrické energie a blokoval přísun humanitární pomoci ze svého území, a to včetně základních léků. To vyvolalo mezinárodní kritiku. Již v listopadu 2023 izraelské autority pod mezinárodním tlakem začaly částečně obnovovat dodávky energií a povolovat kontrolovaný vjezd konvojů s humanitární pomocí. Podle představitelů humanitárních organizací ale byl povolený počet konvojů nedostatečný a energetická infrastruktura již byla zásadně poškozena. Totální blokáda byla obnovena 2. března 2025. Nejpozději v březnu začaly OSN a různé země varovat před vážnou hrozbou hladomoru v Pásmu Gazy. I díky práci humanitárních organizací a mezinárodnímu tlaku, ale zůstalo u reálné hrozby. Přesto bylo zaznamenáno velké množství případů podvýživy, a to také u dětí. Válka vedla k rozsáhlé destrukci sídel, infrastruktury i zemědělské půdy v Pásmu Gazy. Podle izraelské armády ve válce (po 7. říjnu) padlo zhruba 500 vojáků a bylo zabito dalších 100 civilistů. Zraněno mělo být celkově přes 10 tisíc Izraelců.
Válka vedla k rozsáhlým protestům v řadě zemí světa. Lidé demonstrovali za příměří, propuštění rukojmí, ale také proti postupu izraelské vlády a armády. Došlo k nárůstu projevů antisemitismu, antisionismu, antiarabismu a islamofobie. Někteří odborníci a organizace na ochranu lidských práv prohlásili, že izraelské ozbrojené složky a Hamás spáchaly různé válečné zločiny, a podle některých byly události v Pásmu Gazy genocidou, což je stále předmětem mezinárodního právního vyšetřování.
Dne 21. listopadu 2024 Mezinárodní trestní soud rozhodl o vydání zatykačů k soudnímu líčení k obviněním z válečných zločinů a zločinů proti lidskosti na představitele Hamásu i Izraele. Zatykače byly vydány na izraelského premiéra Benjamina Netanjahua (Likud), v té době čerstvě odvolaného ministra obrany Jo'ava Galanta (Likud) a velitele ozbrojeného křídla Hamásu Muhammeda Dajfa, u něhož nebylo jasné, zda stále žije. Soud tím také v této fázi odmítl podané námitky izraelských úřadů a úřadů spojeneckých zemí. Dva další představitelé Hamásu (Jahjá Sinvár a Ismáíl Haníja), kteří podle květnové žádosti vrchního žalobce měli také být povoláni před Mezinárodní trestní soud, byli v listopadu 2024 již mrtví. Izraelská vláda tato obvinění opakovaně odmítala.

## Pojmenování
Palestinské militantní skupiny nazvaly svou operaci Povodeň Al-Aksá (arabsky عملية طوفان الاقصى‎), zatímco Izraelské síly oznámily zahájení ofenzívy s názvem operace Železné meče (hebrejsky מבצע חרבות ברזל‎). Některé tiskové agentury a pozorovatelé označili probíhající konflikt za třetí intifádu.

## Pozadí

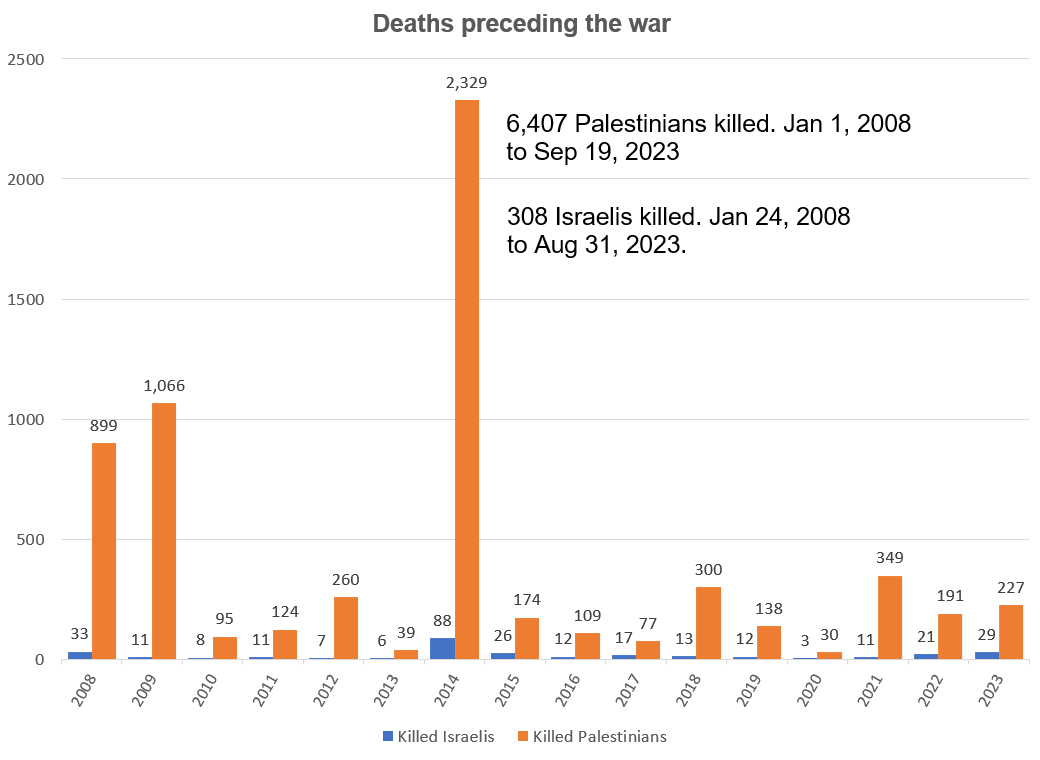
Porovnání počtu zemřelých Izraelců (modře) a Palestinců (oranžově) v izraelsko-palestinském konfliktu mezi rokem 2008 a říjnem 2023 (před válkou). Počty slučují zabité civilisty i militanty/vojáky.

Tento konflikt představuje první přímou válku na izraelském území od roku 1948. Izrael naposledy oficiálně vyhlásil válku během jomkipurského konfliktu v roce 1973.
Islamistické hnutí Hamás bylo založeno v roce 1987 během první intifády jako odbojové hnutí proti izraelské okupaci. V roce 2005, po skončení druhé intifády, se izraelská armáda stáhla z Pásma Gazy, které bylo od roku 2007 pod kontrolou Hamásu a současně pod izraelskou a egyptskou blokádou, vedoucí k ekonomickému kolapsu a omezenému přístupu ke zdrojům a cestování, což vedlo organizaci Human Rights Watch k označení území jako „vězení pod širým nebem“.
Mezi lety 2006–2023 docházelo k pravidelným střetům mezi izraelskou armádou a Hamásem. Mezi nejničivější izraelské ofenzívy patří Operace Lité olovo (2008) a Operace Ochranné ostří (2014). V květnu 2021 eskalovalo napětí kvůli plánovanému vystěhování palestinských rodin z východního Jeruzaléma.

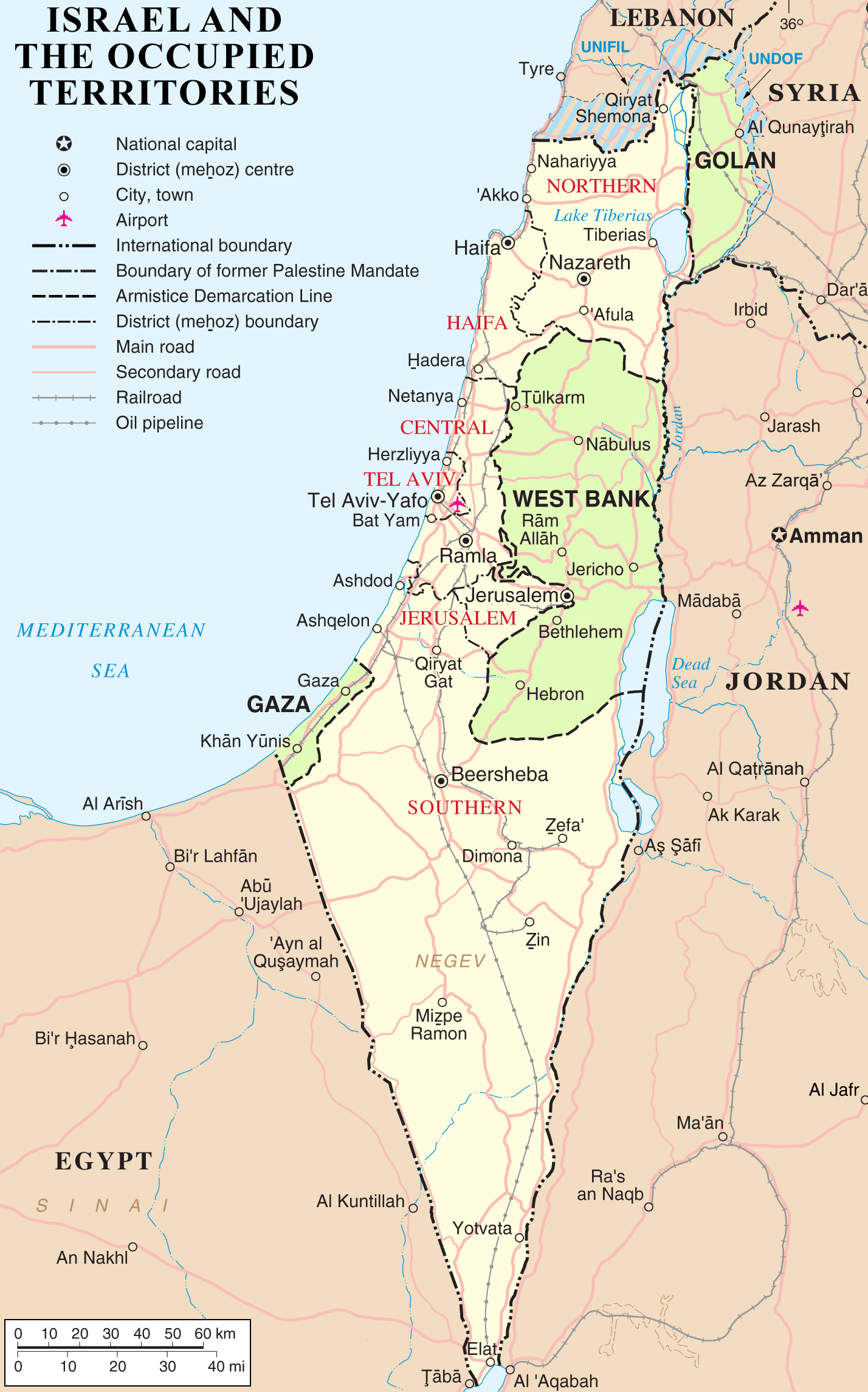
Území okupovaná Izraelem v roce 2018. Kvůli izraelské blokádě Gazy považují OSN a Mezinárodní soudní dvůr Izrael za okupační mocnost Pásma Gazy.

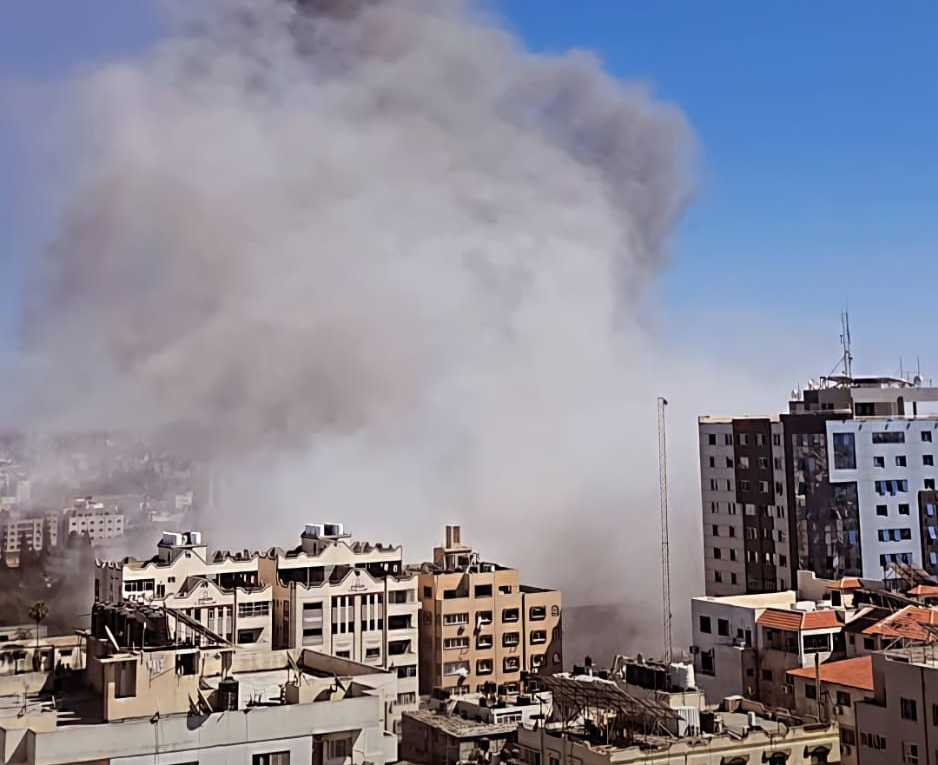
Střety mezi Hamásem a Izraelem eskalovaly v květnu 2021 v důsledku plánovaného vystěhování palestinských rodin ze čtvrti Šejch Džarach v okupovaném východním Jeruzalémě.

Od začátku okupace do roku 2023 prošlo izraelským vězeňským systémem přibližně 750 000 Palestinců, přičemž před říjnem 2023 bylo vězněno asi 4 500 až 5 200 Palestinců, včetně dětí. V roce 2023 rostlo napětí, zejména po nástupu pravicové nacionalistické vlády Benjamina Netanjahua podporované osadnickými radikály a ultraortodoxními náboženskými stranami, která posílila výstavbu osad na okupovaném Západním břehu Jordánu. Pravidelně probíhaly střety na Západním břehu, v Pásmu Gazy i kolem mešity al-Aksá. Radikální političtí představitelé osadníků pořádali pochody na plošinu u mešity al-Aksá, která je posvátným místem muslimů a kterou má dle zákona ve správě Jeruzalémský islámský vakf, což Hamás označil za provokace. Rostlo i násilí izraelských osadníků. Před útokem bylo Izraelskými obrannými silami zabito nejméně 247 Palestinců, přičemž palestinskými militantními skupinami bylo zabito 32 Izraelců a dva cizinci. Viz také izraelské operace Štít a šíp a operace Domov a zahrada.
Hamás tvrdil, že útok ze 7. října 2023 byl odvetou za dlouhodobou blokádu Gazy, izraelské razie na Západním břehu, násilí osadníků a náboženské napětí. Podle Hamásu šlo o odpověď na „znesvěcení mešity al-Aksá“ a represivní izraelskou politiku. Izraelský premiér Netanjahu označil útok za válečný akt a slíbil zničení Hamásu.
Podle zprávy The New York Times, ve které se deník odkazoval na dokumenty předané izraelskou armádou, které měla najít v úkrytu Hamásu ve městě Chán Júnis, se Hamás na útok připravoval několik let a konzultoval jej s Íránem a Hizballáhem. Termín útoku ovlivnilo ustavení Netanjahuovy vlády, plánovaná izraelská vojenská opatření a postupující normalizace vztahů mezi Izraelem a Saúdskou Arábií. Izraelské tajné služby nedokázaly útok včas odhalit – zaznamenaná pohybová aktivita Hamásu byla mylně vyhodnocena jako cvičení.
Později vyšlo najevo, že Benjamin Netanjahu umožňoval tok katarských finančních prostředků do Gazy, které částečně využíval i Hamás. Tento přístup měl podle médií účelově podpořit rozdělení Palestinců mezi Hamás v Gaze a Fatah na Západním břehu, čímž by se oslabila jejich společná politická reprezentace. Podle izraelských médií měl Netanjahu tuto taktiku uplatňovat nejméně od roku 2014, kdy po tehdejší válce odmítl plán Saúdské Arábie na odstavení Hamásu od moci v Pásmu Gazy a obnovu pásma ze saúdských finančních zdrojů. Netanjahu naopak podpořil katarskou nabídku měsíčních převozů peněz pro vládu v Pásmu Gazy, i přesto, že před tímto postupem premiéra opakovaně varoval například Mosad.
K útoku došlo během židovského svátku Simchat Tóra o šabatu a den po 50. výročí zahájení jomkipurské války, která rovněž začala překvapivým útokem.

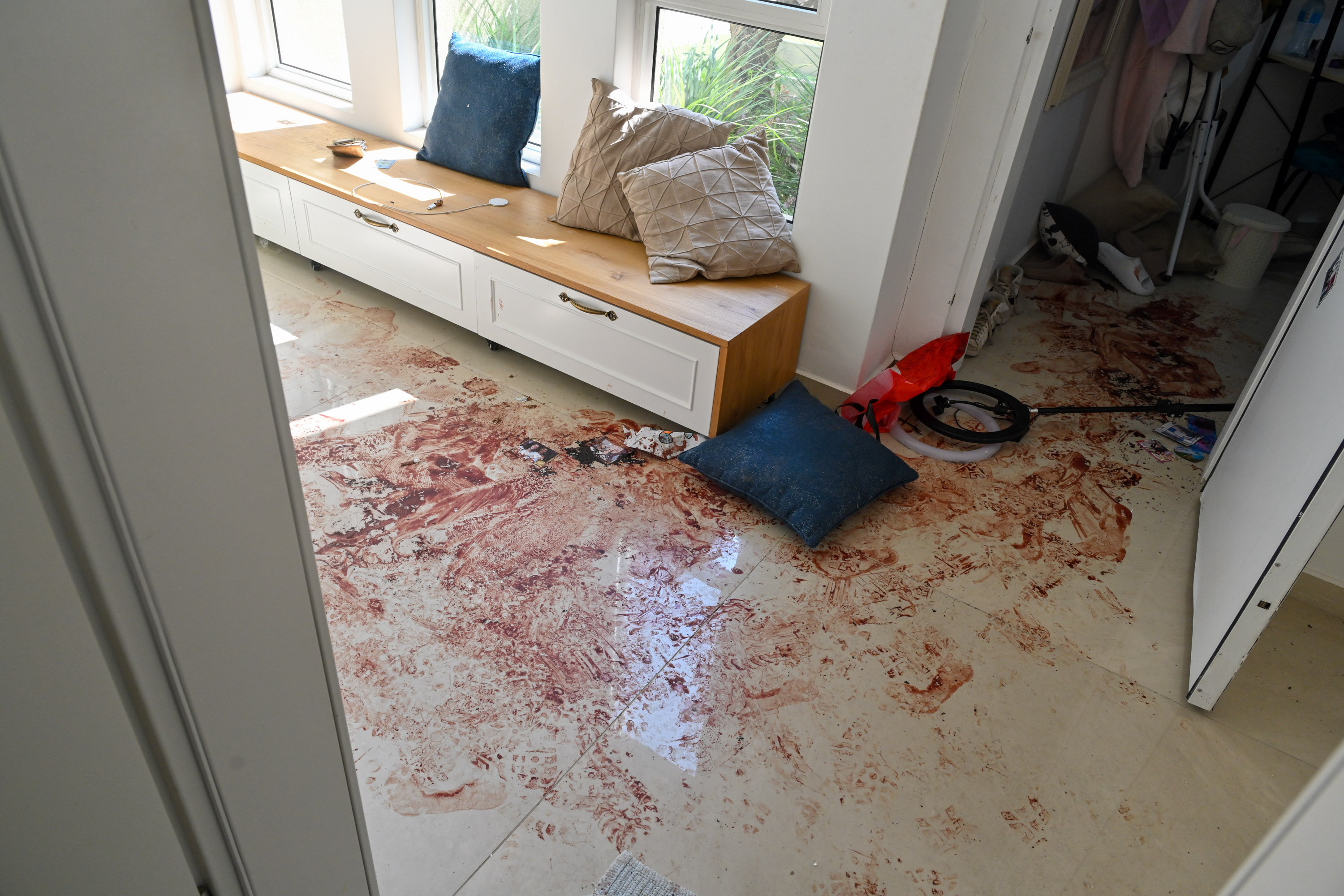
Zakrvácená podlaha po útoku na kibuc Nachal Oz v Izraeli

## Průběh

### Útok Hamásu na Izrael (7. října 2023)

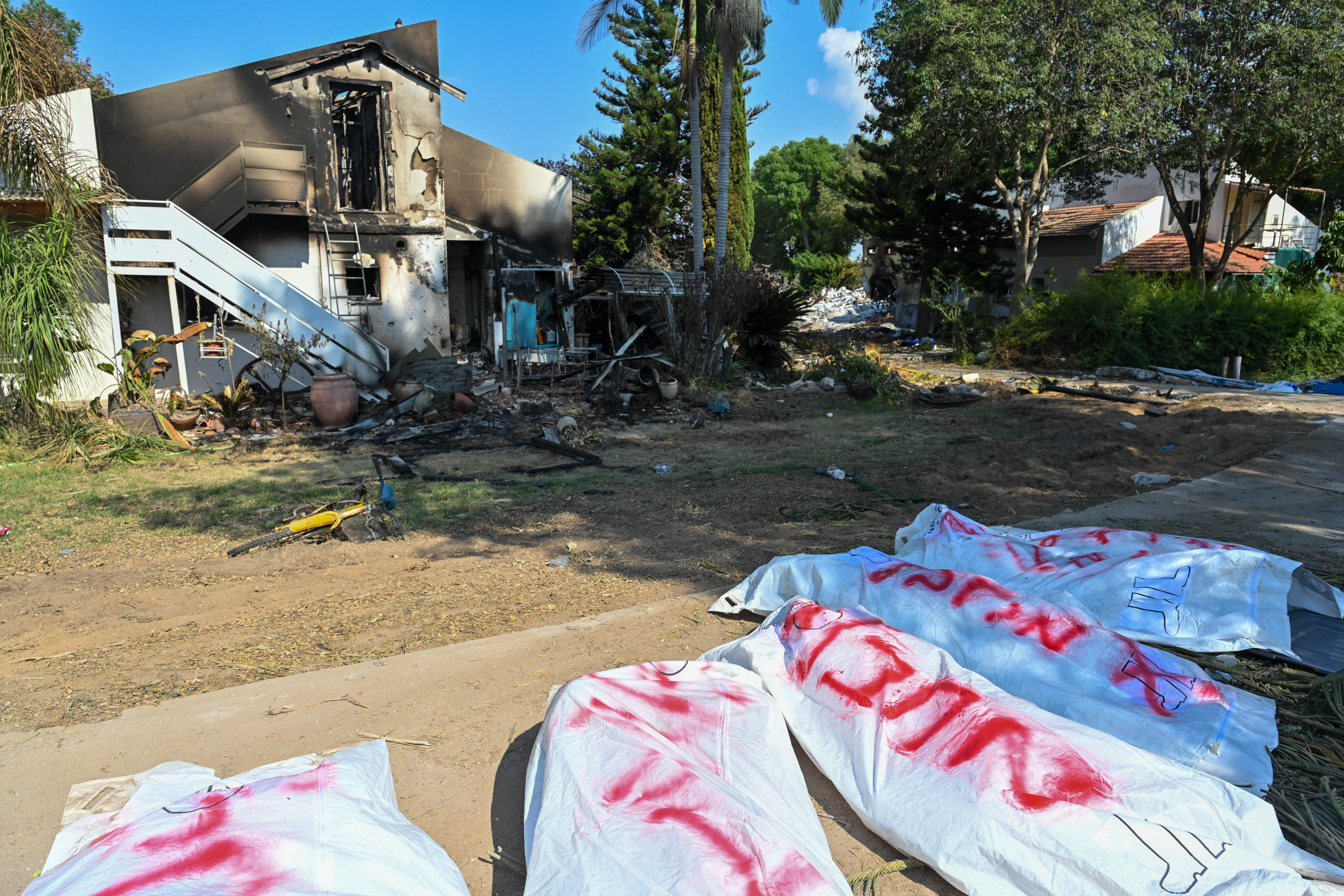
Zakrytá těla zabitých příslušníků Hamásu po masakru v Be'eri

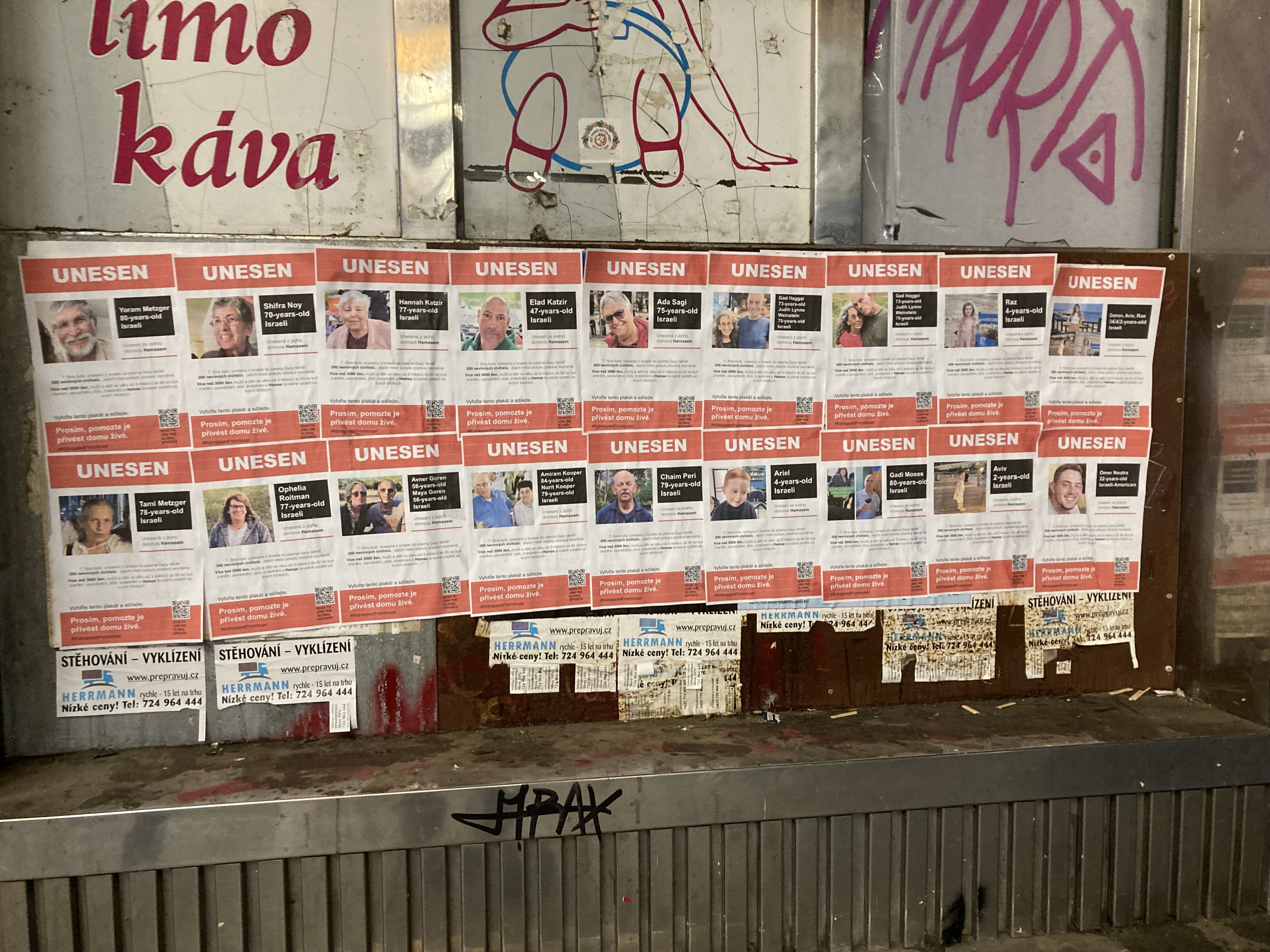
Fotografie některých unesených izraelských civilistů (ofoceno 17. října, Praha-Palmovka)

Dne 7. října 2023 ráno zahájil Hamás a další ozbrojené skupiny raketovou palbu z Pásma Gazy na Izrael, vypálily více než 5000 raket. Izraelský protiraketový systém Železná kopule zadržel většinu útoků. Během útoku ovšem proniklo přibližně 1000 ozbrojenců přes hraniční bariéru do Izraele, kde útočili v obcích a na vojenské cíle. Zabíjeli vojáky i civilisty. Pozemní útoky byly vedeny na Nir Oz, Be'eri a Netiv ha-Asara, Ofakim a Sderot a kibucy v okolí Pásma Gazy (mj. Kerem Šalom, Nirim, Cholit, Nir Am, Nachal Oz, Nir Jicchak, Magen, Urim). Největší masakr se odehrál na hudebním festivalu Supernova v Re'im, kde bylo zabito 364 civilistů a desítky dalších byly uneseny.
Izraelská armáda odpověděla leteckými útoky na objekty Hamásu v Pásmu Gazy, při nichž bylo zabito 232 lidí. Izraelská vláda vyhlásila výjimečný stav a v prohlášení premiéra Benjamina Netanjahua bylo potvrzeno, že Izrael je ve válce. Izraelská vláda reagovala schválením útoků na raketové odpaliště a velitelská centra Hamásu, která se často nacházela v blízkosti civilních objektů, jako například v nemocnici Šífa, která poskytovala uprchlické útočiště až 50 000 civilistů.
V průběhu války se objevila obvinění (například od OSN), že izraelské jednotky při potlačování útoku aktivovaly Hannibalovu směrnici, což vedlo k zabití izraelských civilistů izraelskou armádou. Některé incidenty, jako například v kibucu Be'eri, vedly k obětem mezi izraelskými rukojmími. V lednu 2025 byly zveřejněny závěry z armádního vyšetřování zabití dvou izraelských civilistů (ženy a nezletilého chlapce) v kibucu Nachal Oz během říjnového útoku Hamásu. Vyšetřování došlo k závěru, že oba civilisty zastřelili izraelští vojáci, kteří si je spletli s útočníky. To svědčilo o jisté míře chaosu v reakci armády.

### První měsíc války

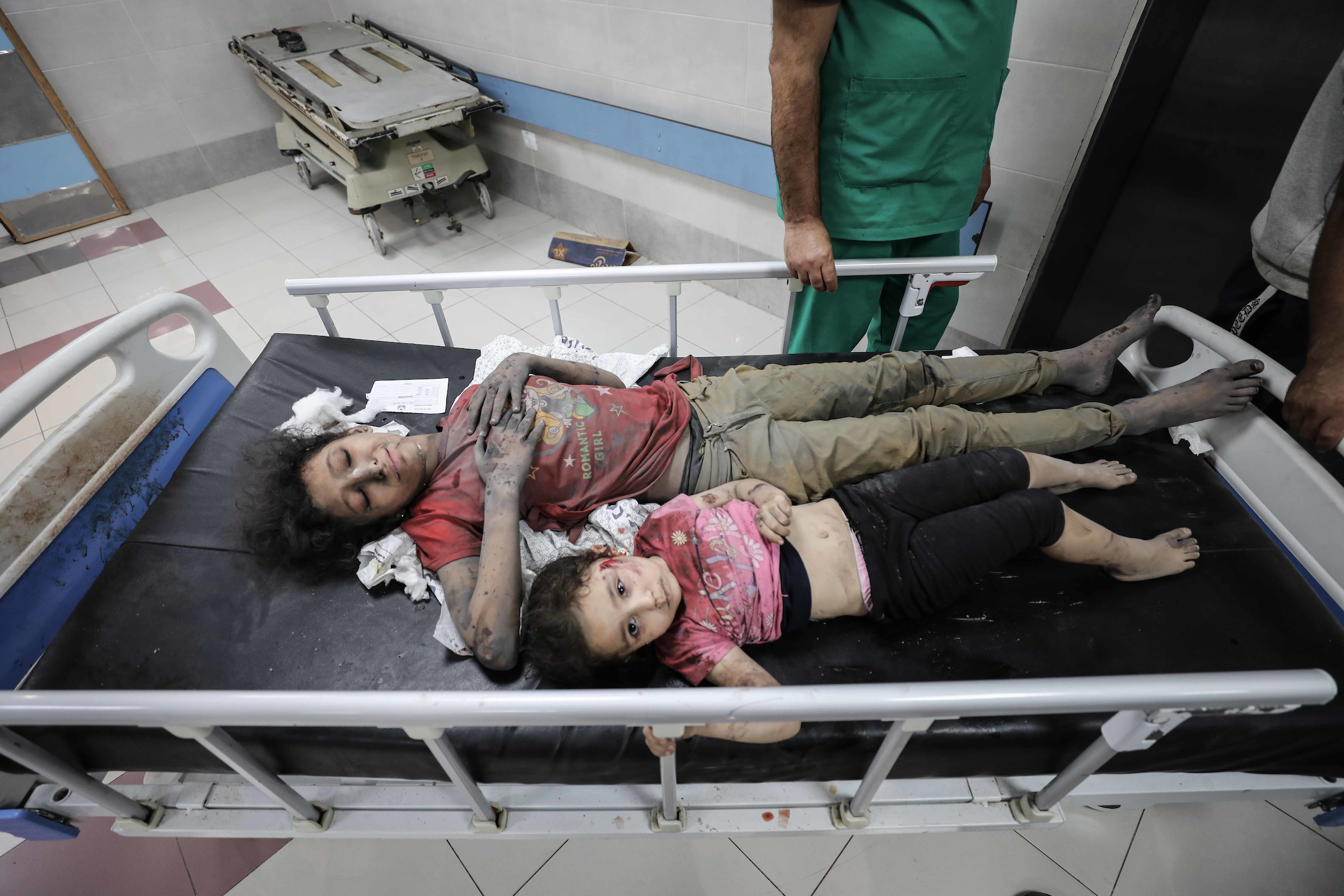
Zraněné palestinské děti čekají na ošetření v nemocnici Šífa v Gaze

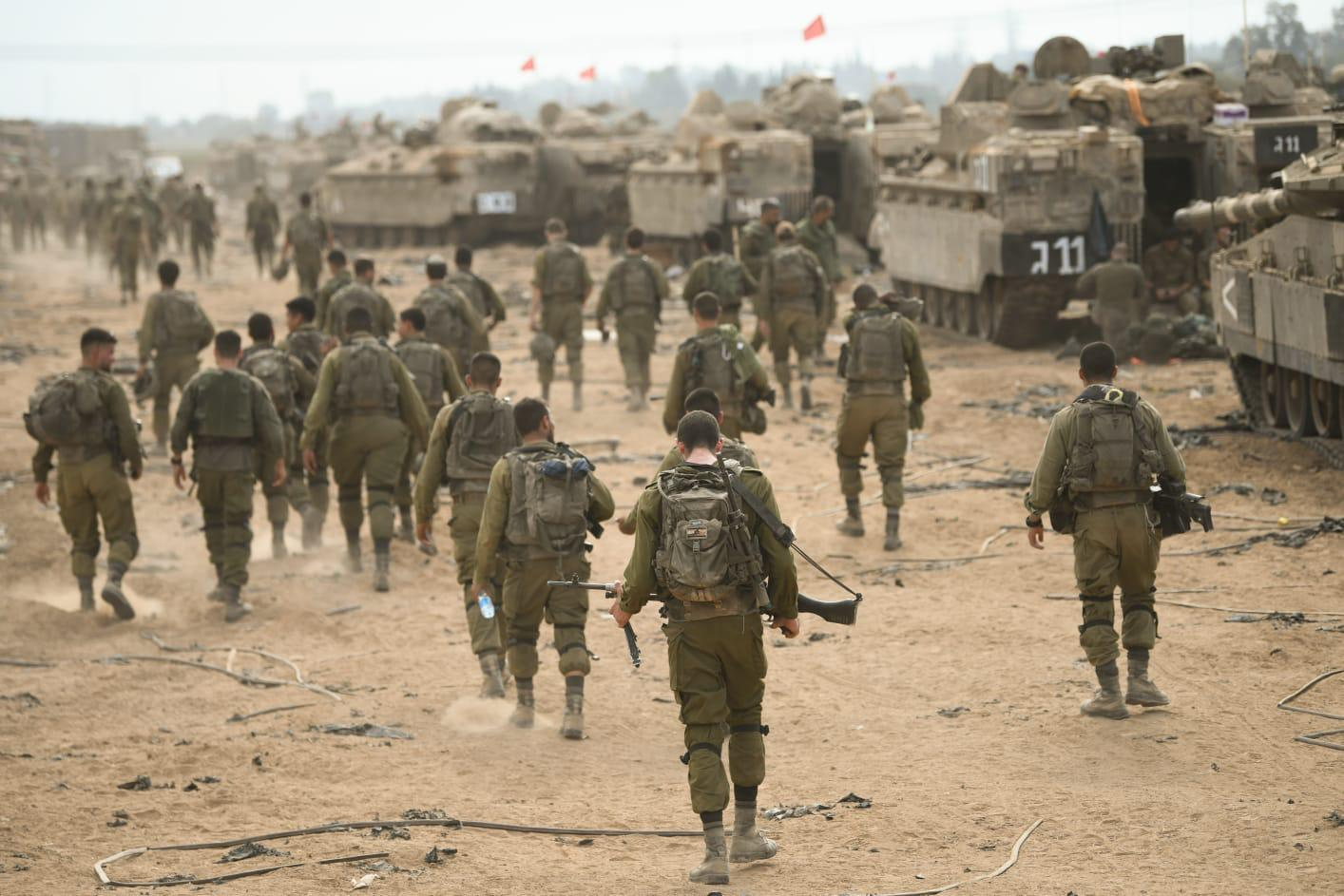
Izraelští vojáci se připravují na pozemní invazi do Pásma Gazy 19. října 2023

Boje pokračovaly i v dalších dnech. Izraelské letectvo útočilo na cíle v Pásmu Gazy a pozemní jednotky se střetávaly s oddíly palestinských ozbrojenců, které 7. října získaly kontrolu nad několika izraelskými obcemi a vojenskou základnou. Plnou kontrolu nad izraelským územím získala izraelská armáda až 9. října. Po dvou dnech bojů vzrostl počet obětí na 700 izraelských a 413 palestinských civilistů. Na území Izraele byly při bojích zabity stovky ozbrojenců.
Izraelský ministr obrany Jo'av Galant 9. října zahájil úplnou blokádu Pásma Gazy (zastavení veškerých dodávek vody, potravin, energií nebo paliv) a pokračoval v leteckých útocích. Během projevu označil nepřítele dehumanizačním označením „lidská zvířata“. Palestinské ozbrojené skupiny ještě několik dní pokračovaly v raketovém ostřelování Izraele. Dne 10. října byla zahájena částečná mobilizace 360 000 záložníků a pokračovaly nálety. 11. října vznikla izraelská úzká vláda národní jednoty, zaměřená na řízení války. Izraelská armáda podnikla pozemní útoky s cílem likvidovat ozbrojence a zajistit unesené rukojmí. Přikázala Palestincům, ať opustí území, zatímco OSN varovala před nemožností evakuace civilistů z Pásma Gazy.
Dne 14. října izraelský prezident Jicchak Herzog ve svém projevu řekl, že za útok na Izrael „je odpovědný celý palestinský národ“ a že Izrael bude bojovat, dokud nepříteli „nezlomí vaz“. Tento projev byl později součástí odůvodnění, proč se Mezinárodní soudní dvůr v Haagu zabývá podezřením z páchání genocidy v Pásmu Gazy. Mělo jít o projev uvalování kolektivní viny a etnické nesnášenlivosti. Herzog to odmítl jako překroucení svých slov, kdy trval na tom, že současně uvedl, že „přes všechno se Izrael bude řídit mezinárodním právem“.
Dne 17. října došlo k výbuchu v Gaze poblíž nemocnice Al-Ahlí Arabi, při kterém bylo zabito podle ministerstva zdravotnictví v Gaze 471 civilistů. Ačkoli palestinská strana okamžitě obvinila izraelskou armádu z bombardování nemocnice, pozdější šetření odhalilo, že výbuch způsobila závadná raketa odpálená z Gazy, s největší pravděpodobností Palestinským islámským džihádem, a počty obětí zveřejněné ministerstvem zdravotnictví v Gaze byly navíc ve velké míře nadsazené. Několik vyšetřování včetně toho od organizace Human Rights Watch ukázalo (závěry zveřejněny 28. listopadu 2023), že při útoku byl použit typ rakety, který používají palestinské ozbrojené skupiny.
Během konfliktu se do bojů zapojil Hizballáh, který ostřeloval izraelské pozice z Libanonu, na což izraelská armáda odpověděla dělostřeleckou palbou a nálety. Vzrostla i aktivita Hútíů, kteří odpálili rakety na Izrael z Jemenu. Izraelské bezpečnostní složky naopak vstoupily na palestinská území na Západním břehu Jordánu a začaly s masivním zátahem a preventivním zatýkáním tisíců osob. Preemptivními útoky proti Izraeli pohrozil Írán ústy íránského ministra zahraničí Hosseina Amirabdollahiana. Dále pak přislíbila Izraeli další vojenské vybavení a munici.
Dne 28. října zahájila armáda rozsáhlou pozemní invazi do Pásma Gazy ve směru na města Bajt Hanún a Bureij.

### Příměří z listopadu 2023

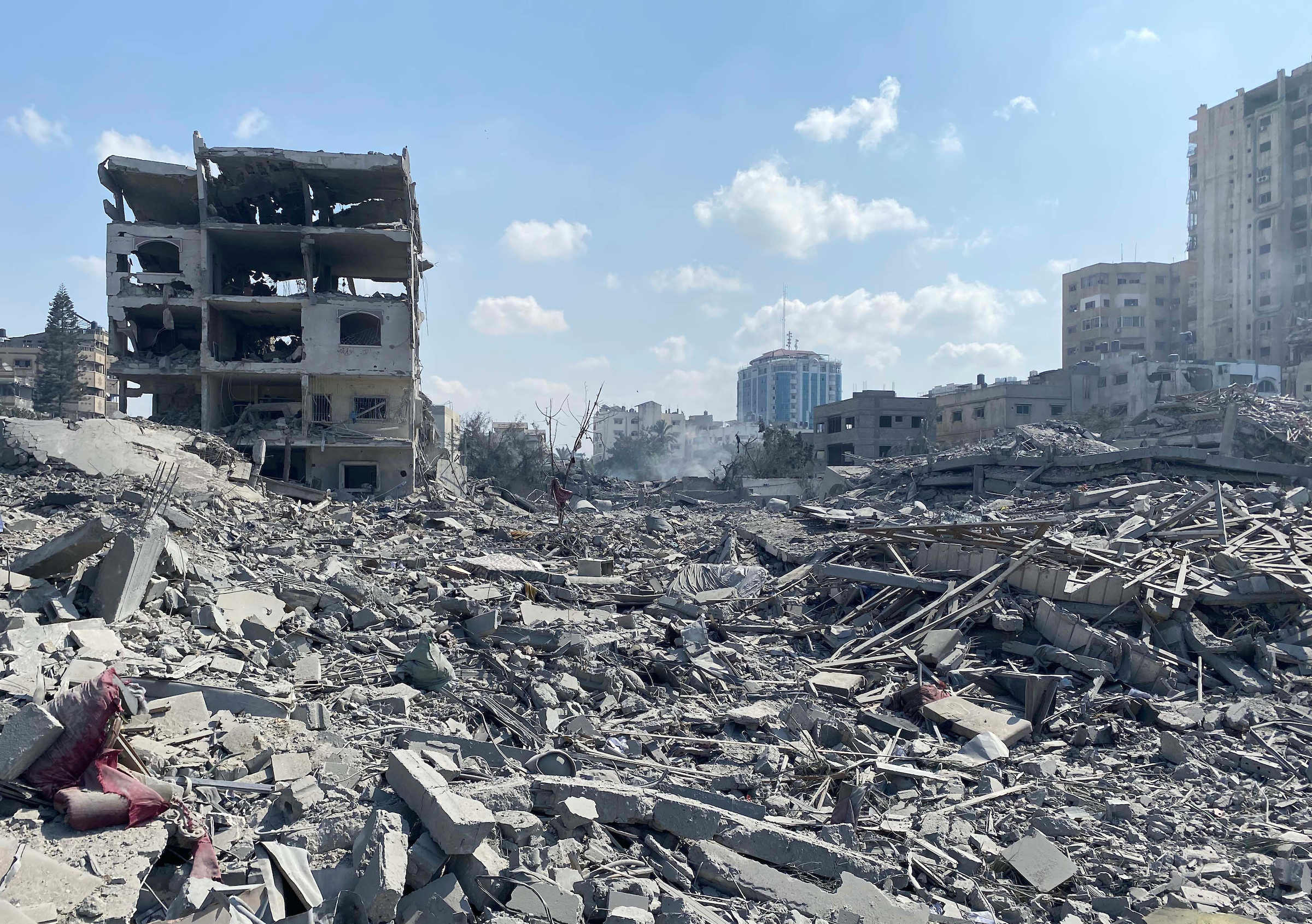
Následky leteckého úderu Izraele (říjen 2023)

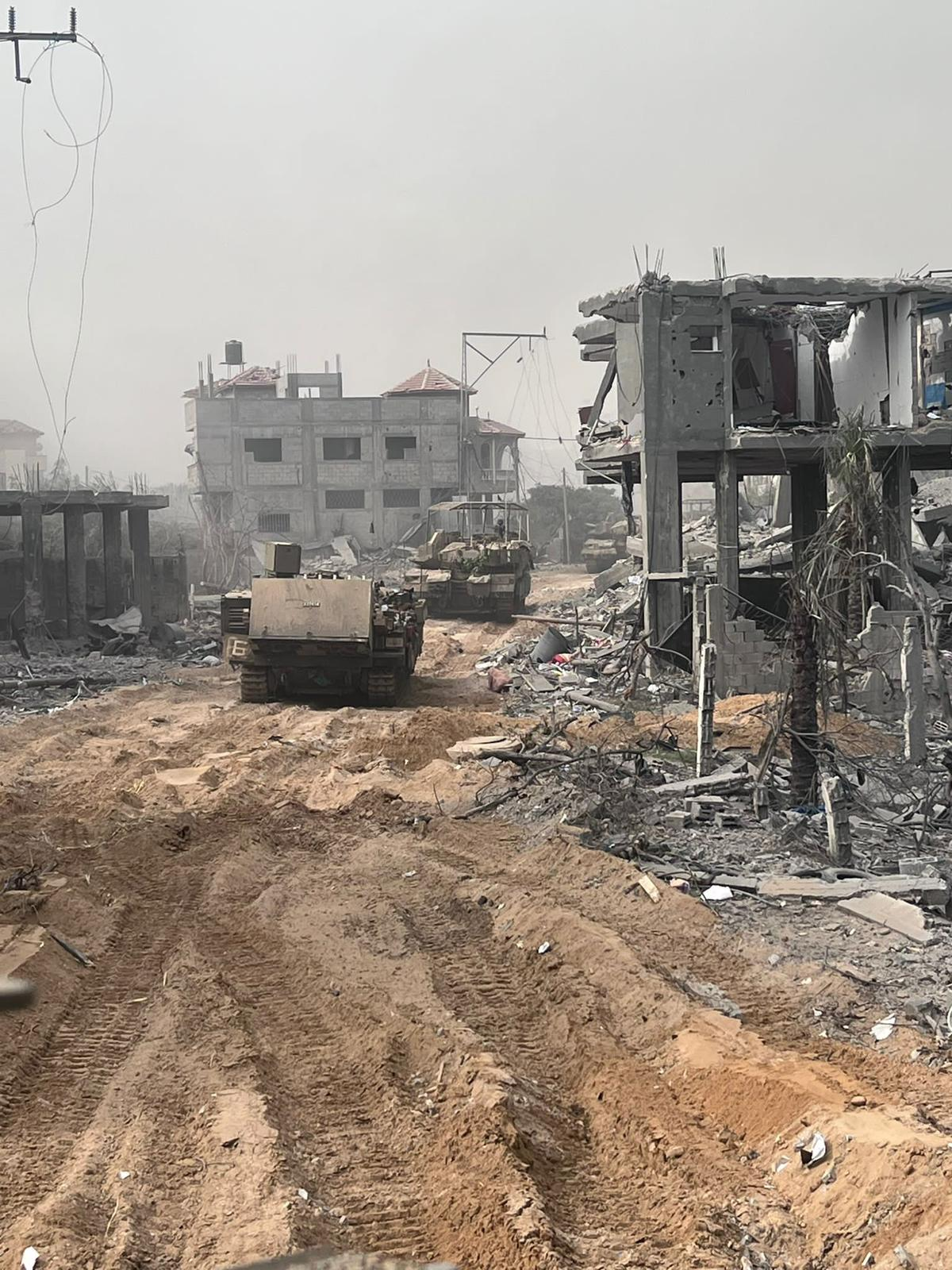
Následky bojů, v pozadí jsou patrná izraelská vojenská vozidla (listopad 2023)

Dne 24. listopadu vstoupilo v platnost čtyřdenní příměří. Kromě zastavení bojů se obě strany dohodly na výměně zadržovaných civilistů. Palestinské skupiny měly propustit 50 žen a dětí zadržovaných jako rukojmí po útoku ze 7. října. Izraelská vláda měla schválit propuštění 150 žen a dětí zadržovaných v izraelských věznicích. Podle izraelského prohlášení za každých dalších 10 propuštěných rukojmí bude příměří prodlouženo o jeden den. Podle prohlášení Hamásu dohoda obsahovala podrobnosti o bezletové zóně nad jihem Pásma Gazy a částečné bezletové zóně nad severní částí Pásma Gazy a o dodávkách humanitární pomoci, včetně paliva a lékařské pomoci. Hamás byl jedinou palestinskou skupinou uvedenou v dohodě. Hizballáh uvedl, že bude respektovat uzavřené příměří za podmínky, že Izrael nebude útočit na jižní Libanon.
Dohoda byla dosažena po intenzivním vyjednávání zprostředkovaném Katarem, Egyptem a USA. Izraelská vláda podmínky příměří a propuštění zadržených osob schválila 22. listopadu. Izraelský premiér Netanjahu prohlásil, že se jednalo o... těžké rozhodnutí, ale správné rozhodnutí. Zároveň ale dodal, že... jsme ve válce a budeme ve válce, dokud nedosáhneme všech svých cílů, zničit Hamás a vrátit naše zajatce a pohřešované osoby. Dne 27. listopadu katarská diplomacie oznámila, že... v rámci probíhajícího zprostředkování bylo dosaženo dohody o prodloužení humanitárního příměří o další dva dny...
Ředitel izraelské zpravodajské služby Mosad David Barnea, který zastupoval Izrael na jednáních o příměří v Dauhá, nařídil 2. prosince izraelským zástupcům, aby opustili jednání. Důvodem podle izraelských představitelů bylo, že Hamás měnil podmínky výměny rukojmí. Izraelská strana trvala na podmínce, že v první fázi propuštění má jít o všechny ženy a děti, přičemž Hamás odmítl zahrnout příslušnice izraelské armády. Hamás navíc požadoval změnu poměru počtu propuštěných rukojmí a vězňů ve prospěch Palestinců. Podle Hamásu jednání skončila do té doby, dokud Izrael neukončí své útoky.
Během výměny zajatců v listopadu 2023 došlo k propuštění 240 palestinských vězňů a Hamás propustil 105 civilních rukojmích.

### Porušení podmínek příměří
Podle podmínek příměří se IOS zavázaly nesledovat každý den na 6 hodin pohyb Hamásu v Pásmu Gazy. Pohyb Hizballáhu v jižním Libanonu sledován byl. To vedlo k tomu, že Hizballáh 25. listopadu vypustil proti izraelskému dronu raketu země-vzduch. Vzájemné útoky poté pokračovaly. Představitelé Hamásu Taher al Nunu a Usáma Hamdan obvinili izraelskou armádu ze blíže nespecifikovaného zabíjení Palestinců.

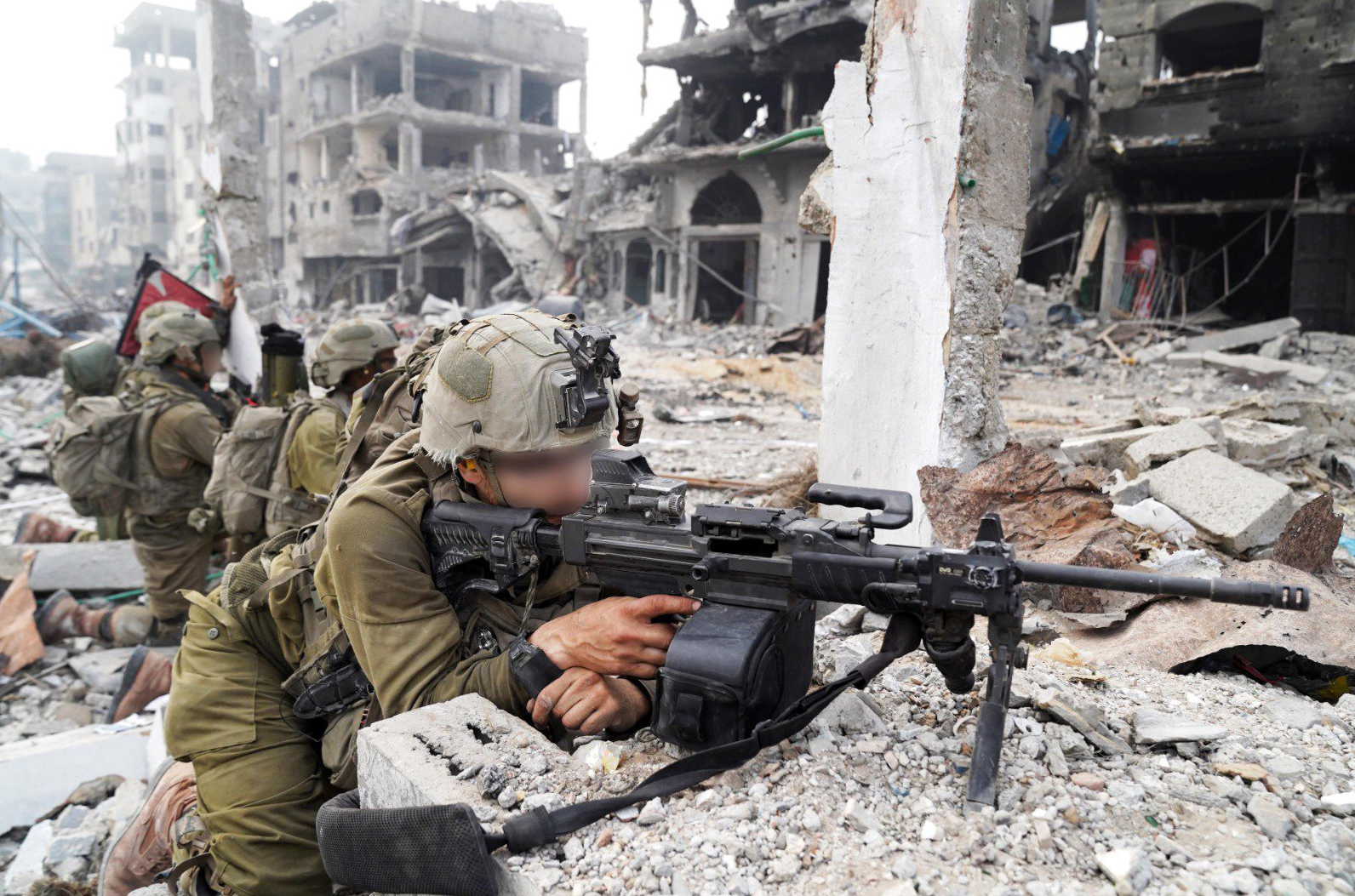
Izraelští vojáci operující v troskách Gazy

Dne 26. listopadu obvinil mediální poradce Hamásu Taher al Nunu Izrael, že neposkytuje dostatečnou pomoc severu Pásma Gazy. Opačný názor sdělili ředitel palestinského ministerstva zdravotnictví či představitelé Kataru. IOS zveřejnily snímek kontrolního stanoviště Hamásu, kde docházelo k přesměrování humanitární pomoci, tím podpořily hypotézu, že se Hamás snažil zadržet humanitární pomoc.
Dne 28. listopadu došlo na severu Pásma Gazy k ozbrojenému střetnutí izraelských jednotek s příslušníky Brigád Izz ad-Dína al-Kassáma. Podle IOS byly izraelští vojáci napadeni výbušnými zařízeními, přičemž několik izraelských vojáků bylo zraněno. Izraelské jednotky palbu opětovaly. Podle mluvčího Brigád Abú Obajdy se naopak porušení podmínek příměří dopustily izraelské síly.
Dne 1. prosince v 7 hodin ráno místního času obnovila izraelská armáda bojové operace v Pásmu Gazy. Podle izraelského prohlášení porušil Hamás dohodu, když zaútočil minometnou palbou poblíž komunity Nirim a zranil pět izraelských vojáků. Podle některých zpráv ale zároveň katarští a egyptští vyjednávači pokračují v rozhovorech.

### Boje na jihu Pásma Gazy (Chán Júnis a Rafah)

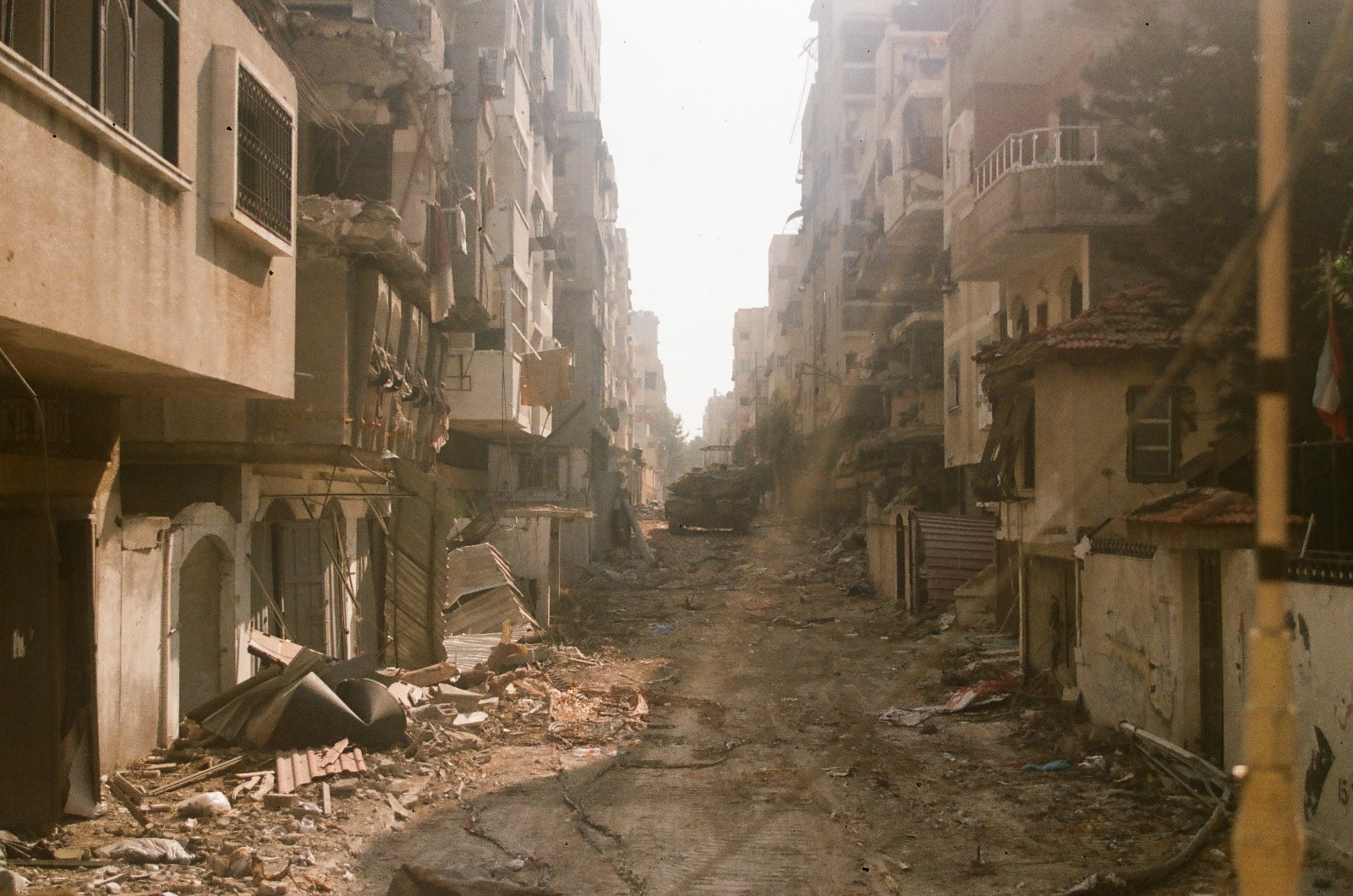
Izraelský tank Merkava v troskách města Gaza (leden 2024)

Na začátku ledna 2024 začala izraelská armáda stahovat své jednotky z některých částí severní Gazy, což podle analytiků znamenalo uvolnění intenzity bojů a přípravu na možný vpád do Libanonu, kde operoval Hizballáh. Dne 2. ledna zabil izraelský úder vůdce Hamásu v Libanonu Sáliha Arúrího, což Libanon označil za zločin a Hizballáh za akt agrese. Izraelské velení zároveň zaměřilo nové útoky na jih Pásma Gazy, zejména do města Chán Júnis. V Gaze se rychle zhoršovala humanitární situace, s nedostatkem potravin, vody a léků. Lidé byli podvyživení, což výrazně ohrožovalo kojence, malé děti a seniory. Humanitární pomoci se do země dařilo dostat jen jednu sedminu oproti době před válkou. Izraelská armáda oznámila, že zlikvidovala vojenské struktury Hamásu na severu Pásma Gazy a zabila asi 8000 jeho členů, přičemž celkový počet palestinských obětí přesáhl 20 000. Celkové ztráty na straně izraelské armády byly k začátku ledna cca 180 vojáků.
V lednu pokračovaly izraelské operace na Západním břehu Jordánu, kde byly zabity desítky lidí. Evropský parlament kritizoval nepřiměřenou vojenskou reakci izraelského státu, ale zároveň uznal jeho právo se bránit a nutnost propuštění rukojmí. Evropská unie současně zavedla nové sankce proti vedení Hamásu. Izraelská vláda obvinila Úřad OSN pro palestinské uprchlíky (UNRWA) z napojení na Hamás, což vedlo k dočasnému pozastavení financování úřadu několika zeměmi. Napojených pracovníků bylo nejméně sto. V závěru ledna Hamás nabídl výměnu všech rukojmích za propuštění všech palestinských vězňů a zastavení bojů. Současně došlo k incidentu, kdy protestující rodiny některých rukojmí blokovaly konvoje s humanitární pomocí pro Palestince. Rostla také mezinárodní kritika kvůli obětem mezi palestinskými dětmi. Podle zveřejněné zprávy od začátku války zemřelo přes 11 000 dětí a o rodiče přišlo již 24 000 dětí.
V únoru izraelská armáda pokračoval v útocích na jihu Gazy, zejména plánoval ofenzívu do města Rafah, kde se ukrývaly statisíce uprchlíků, což znepokojovalo OSN. Armáda přesto město ostřelovala. Mezitím pokračoval tlak na ochranu civilistů. Na začátku února přestala fungovat velká Násirova nemocnice v Chán Júnis, což zhoršilo humanitární situaci. Obětí konfliktu v Gaze bylo k polovině února kolem 29 000 s 65 000 zraněnými lidmi.  Izraelská vláda uvedla, že armáda zabila již 10 000 členů Hamásu. Podle armádních zpráv mělo být v této době již 31 rukojmích mrtvých. Vyjednávání o příměří probíhalo mezi USA, Egyptem, Katarem, Izraelem a Hamásem. V únoru se v Paříži dosáhlo obrysů dohody o dočasném příměří. Dále se o ní jednalo na začátku března v Káhiře, ale bez delegace Izraele, který účast odmítl. Oficiální jednání skončilo bez úspěchu. Po něm následovala další jednání v Dauhá a v dalších městech, kde byl Izrael již přítomen.
Izraelská armáda dále pokračovala v operacích proti Hamásu i na severu Pásma Gazy. Kvůli odříznutí od jihu, kde byly hraniční přechody, kterými se do území dostávala humanitární pomoc, byl sever více zasažen nedostatkem potravin a zdrojů. Došlo zde také k masakru, při kterém bylo izraelskou armádou zabito kolem 100 Palestinců, kteří se tlačili kolem humanitárního konvoje.
V polovině února palestinský prezident Mahmúd Abbás vyzval představitele amás, aby se s představiteli Izraele dohodli na podmínkách příměří a propustili rukojmí. Benjamin Netanjahu ovšem pronesl, že nikdy nehodlá uznat palestinský stát a podřídit se mezinárodnímu plánu poválečného vývoje, který by k tomuto cíli vedl. V téže době Netanjahu odmítl americký návrh, který počítal s normalizací vztahů Izraele se Saúdskou Arábií výměnou za postupné směřování ke vzniku palestinského státu.

### Příprava vpádu do Rafahu
Izraelské velení původně plánovalo útok na město Rafah do 10. března 2024, ale pod mezinárodním tlakem jej odložil. Požadavky na ochranu civilistů, zejména uprchlíků, vedly k nutnosti vypracování evakuačního plánu, který měl schválit izraelský premiér Netanjahu a potvrdil Spojené státy americké. Počet palestinských obětí v březnu dosáhl 32 000. Armáda pokračovala v operacích na severu Gazy a prováděl razie, včetně razie v nemocnici Šífa, kde zabil 200 bojovníků Hamásu. Ke konci března začala armáda obléhat a ostřelovat další dvě nemocnice na jihu Pásma Gazy. Šlo o nemocnice Amal a Násir ve městě Chán Júnis. Představitelé armády tvrdili, že nemocnice využíval k vojenským účelům Hamás. Představitelé Hamásu i lékařský personál nemocnic to ale popírali.
V polovině března Netanjahu uvedl, že jeho armáda v Pásmu Gazy zabila již přes 13 000 příslušníků Hamásu.
Ke konci března 2024 Evropská unie i Rada bezpečnosti OSN poprvé od vypuknutí války došly k jednomyslným prohlášením členských států na podporu příměří. Izraelská vláda tyto kroky mezinárodních společenství odsoudila a mezitím zveřejnila, že začátkem března při vzdušném úderu armáda zabila zástupce šéfa ozbrojeného křídla Hamásu Marvána Ísu, považovaného za třetího nejvýše postaveného představitele Hamásu.
V dubnu 2024 izraelská armáda opakovaně zasáhla konvoj humanitární organizace World Central Kitchen, což vedlo k úmrtí sedmi osob, včetně Evropanů. Za tento útok izraelská vláda sklidila mezinárodní kritiku. Představitelé armády poté uznali útok za chybu a zahájili vyšetřování. Armáda od října 2023 do dubna 2024 zabila 203 humanitárních pracovníků. Pro srovnání na celém světě za rok 2022 zemřelo 116 pracovníků humanitárních organizací.
Dne 7. dubna 2024 se izraelské pozemní jednotky stáhly z jihu Gazy, přičemž zůstaly v Necarimském koridoru (napříč od oblasti Beeri), který umožnil zásahy v severní části Pásma Gazy a poskytování humanitární pomoci. 10. dubna izraelská armáda zabila tři syny vůdce Hamásu Ismáíla Haníji při cíleném náletu na město Gaza. Při náletu zemřela také jeho čtyři vnoučata. Kolem 200. dnu války (23. dubna 2024), v situaci, kdy se po dubnových útocích začala uklidňovat vyhrocená situace mezi Izraelem a Íránem, se pozornost izraelského velení vrátila k Rafahu. K 23. dubnu se Izrael připravoval na ofenzívu v Rafahu. Ministr zahraničních věcí USA Antony Blinken zopakoval, že takto rozsáhlou vojenskou operaci do Rafahu Spojené státy nepodpoří. Satelitní snímky přesto naznačily přípravu stanového tábora v Chán Júnis pro palestinské uprchlíky.

### Ofenzíva do Rafahu

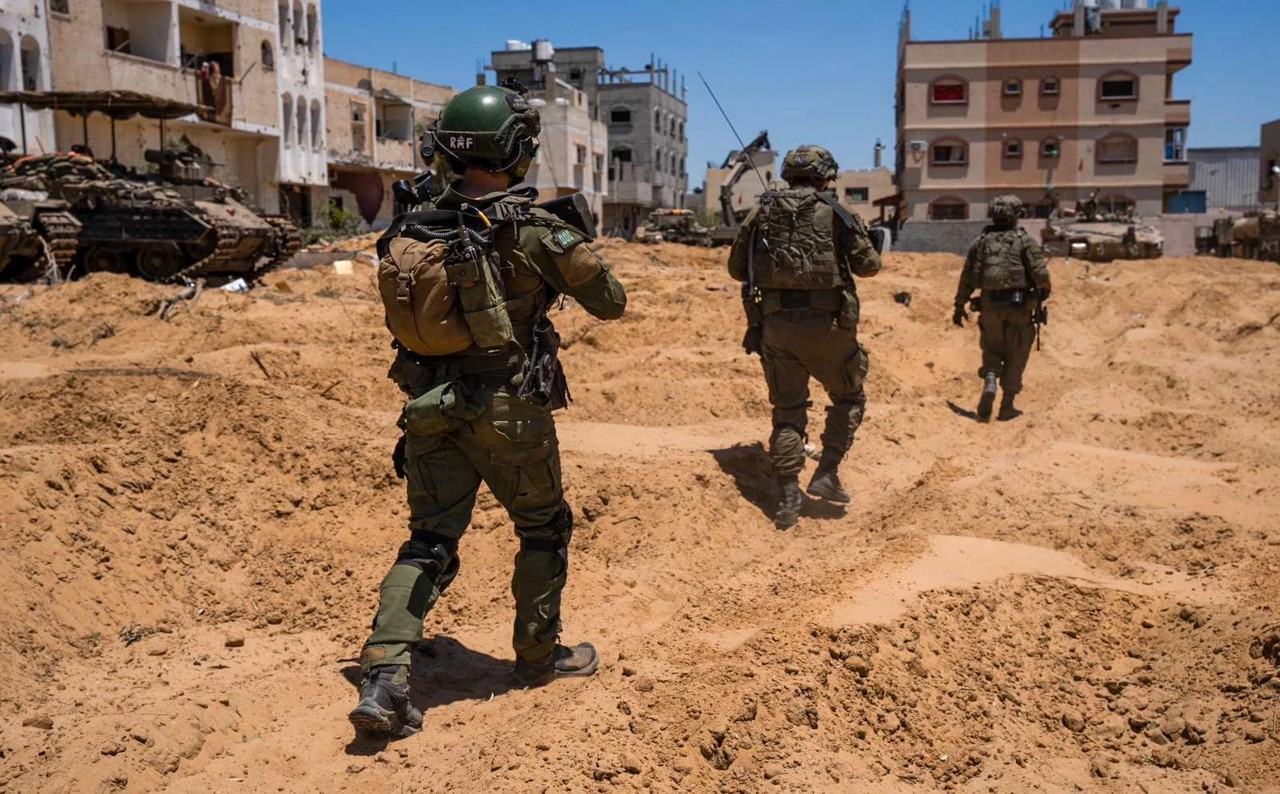
Izraelští vojáci při operaci v Rafahu (květen 2024)

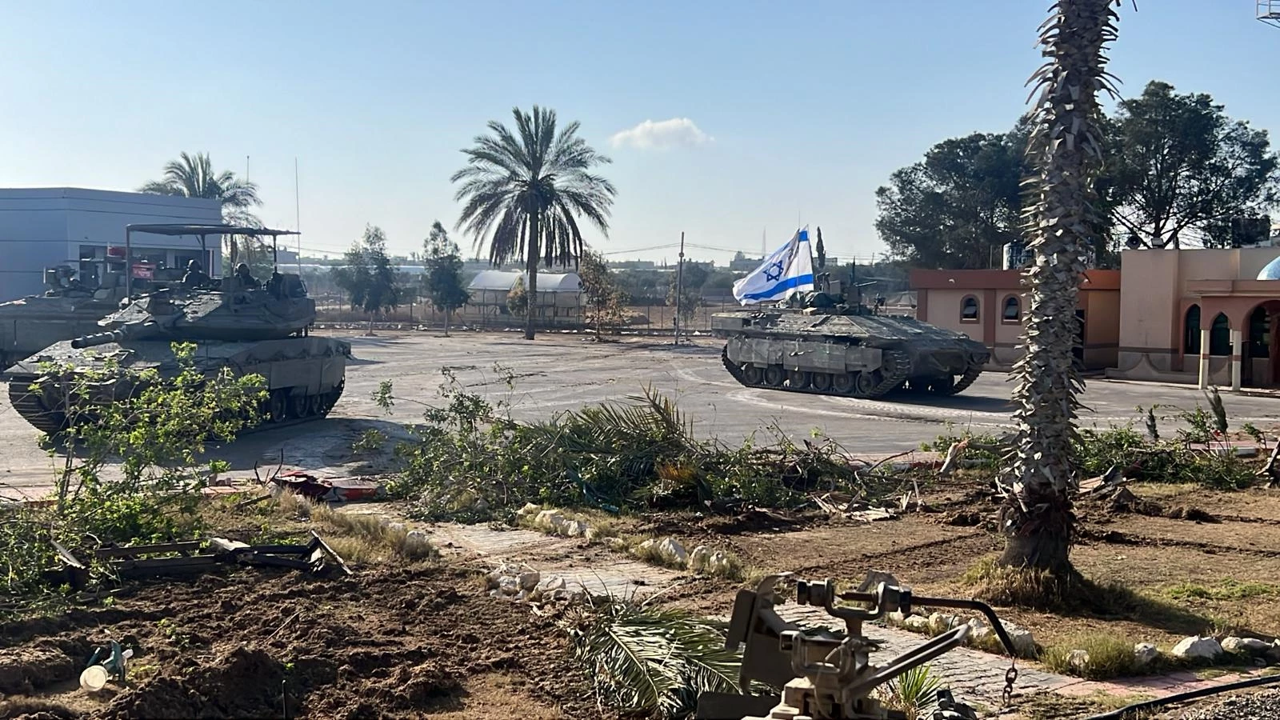
Izraelské tanky při operaci v Rafahu (květen 2024)

Ke konci dubna 2024 provedla izraelská armáda několik cílených náletů a vpádů do Rafahu, při nichž zemřely desítky lidí, včetně civilistů. 5. května došlo k dočasnému uzavření přechodu Kerem Šalom po raketovém útoku Hamásu, při kterém zahynuli tři izraelští vojáci. Téhož dne zabilo letectvo při náletu v Rafahu Imána Zareba, vůdce jednotek Islámského džihádu, a zahájil evakuaci civilistů z východu města. Spojené státy i nadále vyjádřily nesouhlas s izraelským útokem na Rafah. Izraelské velení přesto pokračovalo v náletech a 7. května vstoupil s armádou v omezených výpadech do východního Rafahu, přičemž zajistil a uzavřel tamní hraniční přechod s Egyptem, který podle izraelské armády využíval Hamás, čemuž svědčily střety s ozbrojenci. Byly tím ale také přerušeny transporty humanitární pomoci přes výše zmíněné dva hraniční přechody. Spojené státy následně odložily plánovanou dodávku munice Izraeli kvůli jeho operacím v Rafahu, stalo se tak poprvé od vypuknutí války.
Do 10. května uprchlo z Rafahu více než 110 000 lidí, přičemž Úřad pro koordinaci humanitárních záležitostí (UNOCHA) varoval před humanitární katastrofou. Izraelská armáda dokončila obklíčení východního Rafahu a zahájila postup do města, kde vedla boje s Hamásem. V květnu byla nalezena těla šesti rukojmích zavražděných v říjnu 2023. K 20. květnu opustilo Rafah již 950 000 osob.
Mezinárodní soudní dvůr nařídil izraelské vládě zastavit ofenzívu v Rafahu a umožnit přístup vyšetřovatelům OSN. Ta to odmítla. Ke konci května provedly Brigády Izz ad-Dína al-Kassáma raketový útok o síle osmi raket na střední Izrael, které z většiny sestřelil. Útok vedl k izraelské odvetě a náletům na uprchlický tábor u Rafahu, kde zahynulo více než čtyřicet lidí a dvě stovky byly zraněny (většinově civilistů).  Poté, co představitelé různých států světa izraelský útok odsoudili, Netanjahu označil útok za chybu a slíbil jeho vyšetření. V téže době došlo v Rafahu, na hranici s Egyptem, k přestřelce mezi izraelskou a egyptskou armádou, během které byl zastřelen egyptský voják. Obě země následně incident vyšetřovaly.
Dne 30. května izraelská armáda oznámila kontrolu nad Filadelfským koridorem, což byla podle ní klíčová oblast pro pašování zbraní do Pásma Gazy. Po více než měsíci bojů v Rafahu představitelé armády uvedli, že zneškodnili polovinu sil Hamásu v oblasti, zabili 550 bojovníků a nalezli rozsáhlou síť tunelů. Izraelský poradce pro národní bezpečnost Cachi Hanegbi ke konci května 2024 oznámil, že se předpokládá ještě sedm měsíců bojů.

### Pokračování operací napříč Pásmem Gazy
Dne 8. června izraelská armáda při záchranné akci v uprchlickém táboře Nusajrát osvobodila čtyři živé rukojmí. Při této akci byl zabit jeden izraelský voják. Počet palestinských obětí se lišil dle zdroje (podle izraelské armády šlo o desítky, zatímco podle Hamásu o 210 obětí, včetně desítek žen a dětí, a dalších více než 400 Palestinců bylo zraněno). Podle izraelských úřadů Hamás stále zadržoval 116 rukojmích zajatých 7. října 2023, přičemž ale zhruba čtvrtina z nich byla Izraelem považována již za mrtvé.
V červnu byl zabit významný člen Hamásu Muhammad Saláh. Ten byl zabit při dronovém útoku na kliniku Darádž v centru města Gaza. Ministerstvo zdravotnictví Pásma Gazy sdělilo, že při náletu zahynul i šéf záchranného a pohotovostního oddělení ministerstva Hání Džáfaraví. Podle ministerstva po útoku na kliniku počet zdravotnických pracovníků zabitých izraelskou armádou od začátky války překročil 500. Více než 300 dalších bylo zadrženo.
Dále izraelská armáda zabila 13 osob při útoku na členy Hamásu v táboře Šatí, včetně sestry představitele Hamásu Ismáíla Haníji. Jeho sestra Zahar neměla v hnutí žádné oficiální funkce. V červenci provedl Islámský džihád raketový útok na izraelské pohraniční obce. Útok se obešel bez obětí.
Izraelská armáda v reakci nařídila hromadnou evakuaci východní části města. Plánovala tak novou operaci ve městě, ze kterého se stáhla v dubnu. V téže době izraelská armáda uvedla, že zničila dosud největší výrobnu raket Hamásu ve městě Rafáh. Během ofenzívy v Chán Júnis izraelská armáda nalezla těla pěti rukojmích, které již dříve považovala za mrtvé. Červencová ofenziva v Chán Júnis trvala zhruba týden. V červenci armáda spustila novou ofenzivu, která cílila zejména na centrum města Gazy, nicméně jednotky byly dále aktivní i na jihu Pásma Gazy. Podle ministra obrany Galanta izraelská armáda do té doby zabila přibližně 60 % bojovníků Hamásu.
V téže době se odehrál izraelský vzdušný úder na oblast Mavásí, která byla dříve označena jako bezpečná humanitární zóna pro uprchlíky. Při útoku, jehož cíli podle izraelské armády byli druhý nejvýše postavený muž Hamásu v Gaze Muhammad Dajf a velitel brigády v Chán Júnisu Rafá Salámí, zemřelo podle gazských úřadů nejméně 90 Palestinců. Izraelská armáda smrt Dajfa, šéfa vojenského křídla Hamásu, při řečeném útoku potvrdila až na začátku srpna. Ke konci července zahynulo při izraelském vzdušném úderu na školu v Dajr Balahu v Pásmu Gazy nejméně třicet lidí. Mezi nimi byli příslušníci Hamásu, ale také civilisté včetně dětí. Další stovka osob byla zraněna.
Dne 31. července byl při bombovém útoku v íránském Teheránu zabit šéf politického křídla Hamásu a bývalý premiér Palestinské autonomie Ismáíl Haníja. K útoku se oficiálně nikdo nepřihlásil, Hamás ale obvinil Izrael.
V srpnu izraelská armáda znovu vyzvala k evakuaci z města Chán Júnis a pokračovala v úderech na město. Současně vedla údery na město Gaza, včetně na školu Al-Tabi'in, kde zemřely desítky až stovky civilistů. Za prvních osm měsíců války bylo podle OSN přímo zasaženo či poškozeno 477 z 564 škol v Pásmu Gazy. Školy byly obvykle využívány jako nouzová místa pro civilní uprchlíky.
V polovině srpna gazské úřady uvedly, že bylo zabito již přes 40 000 Palestinců, zejména civilistů. Izraelská armáda ve stejné době upravila svůj odhad zabitých militantů islamistických skupin v Pásmu Gazy z 14 000 (uvedených v polovině července) na 17 000. Současně tvrdila, že v Rafahu od květnového vpádu již eliminovala 1000 ozbrojenců a jen v první polovině srpna zničila kolem padesáti tunelů. V druhé polovině srpna izraelská armáda při operaci ve městě Chán Júnis nalezla těla šesti rukojmích. Rukojmí měli přijít o život již začátkem roku 2024 za původně nevyjasněných okolností. V prosinci 2024 však vyšetřování ukázalo, že rukojmí byli zastřeleni příslušníky Hamásu poté, co izraelský nálet způsobil zával tunelu, ve kterém se nacházeli. Koncem srpna armáda na jihu Pásma Gazy zachránila jednoho žijícího rukojmího a nalezla tělo vojáka zabitého 7. října 2023. Ke konci srpna velení izraelské armády prohlásilo ofenzívu v Rafahu za úspěšnou a kontrolovali 80 % pašeráckých tunelů.
V téže době se v Tel Avivu odpálil sebevražedný útočník. K neúspěšnému útoku (zemřel pouze útočník) se přihlásili Hamás a Palestinský islámský džihád. Šlo o první sebevražedný útok v Izraeli od roku 2016. Hamás se již dříve sebevražedných útoků zřekl, nicméně během války pohrozil, že se k této taktice vrátí.
V jednom z tunelů byla na konci srpna nalezena těla šesti rukojmí. Podle izraelské armády byla rukojmí zabita příslušníky Hamásu při jejich ústupu jen pár dní předtím. Premiér Netanjahu následně čelil tvrdé kritice pozůstalých, kteří vyzvali ke generální stávce. Odbory vyhlásily generální stávku na 2. září. V předvečer stávky vyšlo do ulic až půl milionu Izraelců. 300 000 z nich se mělo dle organizátorů účastnit demonstrace v Tel Avivu. Protestující volali po okamžitém přijetí dohody o příměří a propuštění rukojmích. Šlo o největší demonstraci od začátku války. V sobotu 7. září, na výročí jedenácti měsíců války, se podle organizátorů konala v Tel Avivu dosud největší demonstrace za přijetí dohody o propuštění rukojmích. V hlavním městě mělo vyjít do ulic půl milionu osob. Dalších 250 tisíc se mělo účastnit v jiných městech.
V září armáda provedla nálet na školu v Nusajrátu, která podle OSN sloužila jako úkryt pro 12 tisíc vysídlených lidí. Během úderu zemřelo šest zaměstnanců UNRWA, což bylo do té doby nejvíce obětí během jednoho útoku. Útok tvrdě odsoudil generální tajemník OSN António Guterres. Diplomat Izraele kritiku odmítl a uvedl, že cílili na příslušníky Hamásu, kteří v objektu také byli přítomni. Při útoku celkem zahynulo 18 osob a další byly zraněny.
Začátkem října izraelská armáda v koordinaci s USA zachránila z Pásma Gazy jezídskou ženu, která byla unesena v roce 2014 Islámským státem v Iráku a následně byla prodána muži do Pásma Gazy. V polovině října 2024 Palestinec z Pásma Gazy, který žil v Izraeli, provedl na dálnici u města Ašdod útok. Při něm střílel na hlídku policie a následně na civilisty. Při útoku zemřel jeden policista a čtyři osoby byly zraněny. Útočník byl na místě zastřelen. V téže době byl na jihu Pásma Gazy příslušníky izraelské armády zabit Jahjá Sinvár, který od srpna 2024 převzal vedení Hamásu.

### Operace na severu Pásma Gazy a obléhání tamních měst
V říjnu 2024 izraelská armáda zahájila ofenzívu na severu Pásma Gazy, obklíčila uprchlický tábor u města Džabálijá a plánovala evakuaci uprchlíků před útoky. V oblasti zůstalo již jen 200 tisíc Palestinců. Při náletu na Dajr al-Balah byla zasažena škola, která sloužila jako úkryt pro uprchlíky, při němž zahynulo nejméně 28 lidí. Izraelská armáda tvrdila, že útočili na ozbrojence v areálu školy. Podle jednoho důstojníka izraelské armády se armáda rozhodla místo osvobozování rukojmích začít s plánem anexe severu Pásma Gazy.  Na začátku listopadu izraelská armáda oznámila evakuaci civilistů ze severu území, ale tento plán později dementovala. V říjnu také došlo k dalším útokům, například na uprchlický tábor Džabálija, při němž zahynulo 33 Palestinců. Města Bajt Hánún, Džabálijá a Bajt Lahíja byla v této době zcela izolována jednotkami izraelské armády. Pohyb osob byl umožněn pouze rodinám, které měly povolení potřebné k evakuaci nařízené armádou.
V téže době se odehrál izraelský letecký útok na obytný komplex v Bajt Lahíji. Podle gazského ministerstva zdravotnictví při něm zemřelo nejméně osmdesát osob (včetně žen a dětí) a další desítky byly zraněny. Izraelská armáda reagovala, že údaj o počtu obětí byl „přehnaný“ a že šlo o „propagandu Hamásu“. O několik dní později při dronovém útoku v uprchlickém táboře Šatí u města Gaza bylo zabito nejméně dvanáct osob čekajících na humanitární pomoc.
V listopadu 2024 izraelská armáda tvrdila, že při bojích na severu Pásma Gazy zabil velitele operací Palestinského islámského džihádu Muhammada abú Sachila. V té době vyšla v deníku Ha'arec reportáž, která obvinila izraelskou armádu z etnických čistek na severu Pásma Gazy. Reportáž tvrdila, že armáda považovala všechny zůstávající osoby, které neuposlechly výzvu k evakuaci, za nepřátele. Izraelské armádě se ani po roce v Pásmu Gazy nedařilo rukojmí nacházet. V druhé polovině listopadu Netanjahu proto nabídl odměnu za stopy vedoucí k rukojmím. Za každé osvobozené rukojmí nabídl pět milionů dolarů a svobodný průchod z Pásma Gazy pro informátora a jeho rodinu.
Na konci listopadu 2024 začala izraelská vláda zvažovat možnost osídlování alespoň severní části Pásma Gazy. Ministr výstavby Jicchak Goldknopf (ultraortodoxní strana Sjednocený judaismus Tóry) prověřoval místa pro nové izraelské osady. Podporu této myšlence vyjádřili také krajně pravicoví ministři Becal'el Smotrič (Národní náboženská strana-Náboženský sionismus) a Itamar Ben Gvir (Ocma Jehudit). Analýzy satelitních snímků ukázaly, že izraelská armáda vytvořila nový koridor v severní části Pásma Gazy, který měl sloužit pro vojenskou kontrolu. Armáda zdemolovala stovky budov, aby oddělila města Bajt Hánún, Džabálijá a Bajt Lahíja od zbytku Pásma Gazy. Svědectví o vytváření koridorů pro trvalejší přítomnost izraelské armády v Pásmu Gazy přinesl v prosinci 2024 izraelský deník Times of Israel. Novináři z tohoto deníku byli za doprovodu vojáků provedeni částí Necarimského koridoru. Podle nich mu vojáci začali říkat po izraelském kibucu Be'eri, se kterým sousedí. Koridor se za dobu války změnil z provizorní cesty vyježděné izraelskými tanky v asfaltovou silnici obklopenou z obou stran pustou nárazníkovou zónou. Tu armáda vytvořila demolicí stovek budov a vymazala tak několik palestinských sídel. Celá zabezpečená oblast Necarimského koridoru v této době tvořila již 47 čtverečních kilometrů (tj. 13 % původní rozlohy Pásma Gazy). Na silnici se nacházela vojenská kontrolní stanoviště a v koridoru bylo několik vojenských základen. Podél cesty byly do základen přivedeny z území Izraele například vodovod a elektrické vedení.
V prosinci 2024 izraelská armáda vydala evakuační rozkaz pro uprchlický tábor Bureij, kde plánovala novou ofenzívu. V té době byla při izraelském náletu zabita pětice novinářů pracujících pro palestinskou televizi Al-Kuds Today, která má podle některých zdrojů blízko k Islámskému džihádu. Již týden předtím Syndikát palestinských novinářů uvedl, že od začátku války bylo zabito více než 190 novinářů a dalších nejméně 400 bylo zraněno. Izraelské letectvo v téže době provedlo nálety také na čtvrť Zajtún ve městě Gaza.
V prosinci také pokračovaly izraelské nálety na město Gaza a na raketové odpaliště v Bajt Hanún.  Na konci měsíce izraelská armáda provedla zátah v nemocnici Kamála Advána ve městě Bajt Lahíja, kde zadržela desítky zaměstnanců. Podle armády bylo během zátahu zadrženo v oblasti 240 osob podezřelých ze spolupráce s Hamásem. Podle agentury AP, ale armáda pro toto obvinění neposkytla žádné důkazy.
Na začátku ledna 2025, v době intenzivních jednání o přijetí dohody o příměří, izraelská armáda zintenzivnila nálety na cíle v Pásmu Gazy. Během jediného dne provedla sto náletů, při kterých bylo zabito přes sedmdesát lidí. Dne 8. ledna izraelská armáda nalezla těla dvou rukojmích, izraelských Arabů unesených z kibucu Cholit. Obě těla byla nalezena v tunelu ve městě Rafah. Příčina úmrtí nebyla zveřejněna.

### Příměří 2025

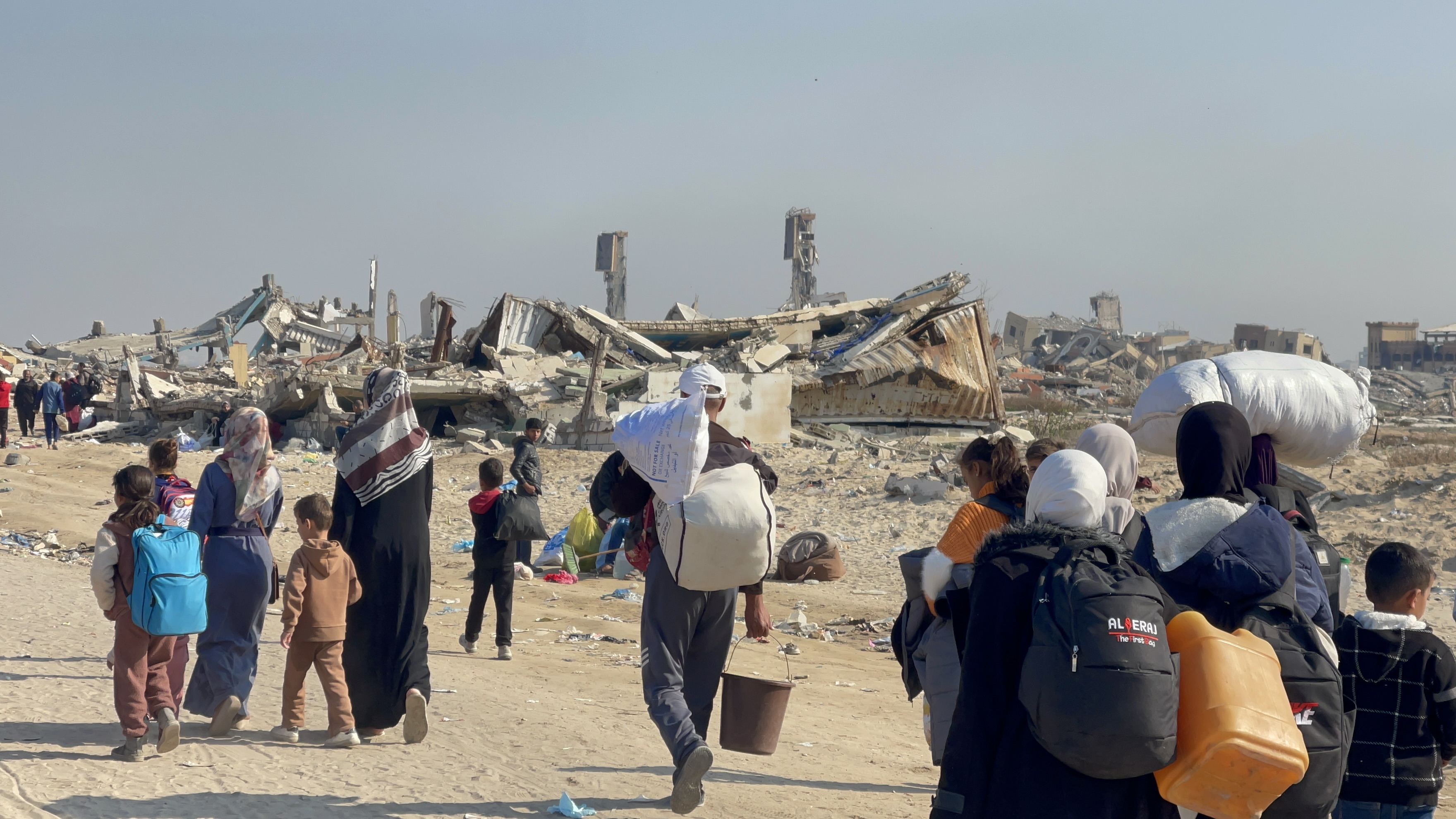
Vysídlení Palestinci v Gaze v lednu 2025

Dne 15. ledna 2025 podle vyjednávačů zástupci Izraele i Hamásu přistoupili na dohodu o příměří, které mělo začít platit 19. ledna. Dohoda má v první fázi zajistit přerušení bojů na šest týdnů, osvobození 33 rukojmích držených v Pásmu Gazy a propuštění až 1900 palestinských vězňů. Krátce poté Hamás potvrdil dojednání dohody. Netanjahu hodlal dohodu komentovat až po jejím schválení vládou. Ke schválení dohody vládou následně vyzval izraelský prezident Herzog. Dne 17. ledna v ranních hodinách dohodu v Dauhá podepsaly vyjednávačské týmy Izraele a Hamásu. Během 17. ledna dohodu akceptoval užší bezpečnostní kabinet. Izraelská vláda dohodu schválila krátce po půlnoci na 18. ledna. Pro hlasovalo 24 ministrů, proti osm, jeden ministr (Šlomo Kar'i z Likudu) se hlasování neúčastnil. Z Likudu proti hlasovali David Amsalem a Amichaj Šikli. Proti dále hlasovali ministři za strany Židovská síla (Itamar Ben Gvir, Jicchak Wasserlauf a Amichaj Elijahu) a Národní náboženská strana-Náboženský sionismus (Becal'el Smotrič, Orit Strook a Ofir Sofer). Před hlasováním jednání opustili také ministři za strany Šas a Sjednocený judaismus Tóry, kteří zastupovali ultraortodoxní charedim. Důvodem bylo, aby neporušili zákaz práce o šabatu. Nicméně zanechali pokyny, že hlasují pro přijetí dohody.
Po ohlášení dojednání dohody do doby účinnosti příměří izraelská armáda pokračovala v úderech. Při nich zemřely desítky Palestinců. Ministr obrany Jisra'el Kac před schválením dohody o příměří uvedl, že v reakci na propuštění palestinských vězňů propustí dříve zatčené radikální izraelské osadníky ze Západního břehu Jordánu. Příměří mělo začít platit 19. ledna v ranních hodinách. Izraelská vláda ovšem jeho platnost odložila poté, co Hamás nesplnil podmínku dodat s předstihem jmenný seznam prvních rukojmích k propuštění. Hnutí to zdůvodnilo „technickými problémy“. Boje tak pokračovaly a ještě téhož rána si vyžádaly další životy. Příměří nakonec vstoupilo v účinnost krátce před polednem místního času, kdy Hamás oznámil jména rukojmích k propuštění. Ihned poté strana Ocma jehudit opustila vládu.
Dne 19. ledna Hamás dle dohody propustil první tři ženy. Izraelská strana krátce po půlnoci na 20. ledna výměnou propustila prvních devadesát žen a mladistvých. Šlo o zatčené občany okupovaného Západního břehu Jordánu a Východního Jeruzaléma. Mezi nimi byla například vězněná palestinská politička Chálida Džarrár. Dle dohody má k výměnám docházet periodicky po celou dobu první fáze. Během prvních tří dnů příměří vjelo do Pásma Gazy přes 2400 kamionů s humanitární pomocí.
Původní trvání první fáze příměří vypršelo 1. března 2025. Během ní došlo k propuštění 33 izraelských rukojmí a pěti thajských občanů. Mezi vydanými rukojmími bylo osm mrtvých. Izraelská vláda výměnou schválila propuštění 1777 vězněných a zadržených Palestinců. Mezi nimi bylo 120 žen a dětí. Kolem 1000 z propuštěných osob bylo zadrženo preventivně po říjnu 2023. Během první fáze příměří mělo dle původní dohody dojít k vyjednávání o druhé fázi. K tomu ale nedošlo. Až na konci února Egypt oznámil zahájení jednání. Izraelská delegace ovšem namísto druhé fáze navrhla prodloužení první fáze o dalších 42 dní. Druhá fáze předpokládala stažení izraelské armády z Pásma Gazy a dlouhodobé přerušení bojů. I proto Hamás prodloužení odmítl a trval na původně dojednaných podmínkách druhé fáze příměří. Spojené státy americké, prostřednictvím vyslance amerického prezidenta pro Blízký východ Stevea Witkoffa, následně předložily návrh na dočasné příměří, které by platilo během muslimského postního měsíce ramadán a židovského svátku pesach. Návrh byl v podstatě prodloužením první fáze, takže izraelští zástupci s ním souhlasili, zatímco představitelé Hamásu ho odmítli. Izrael v reakci zastavil přísun mezinárodní humanitární pomoci do Pásma Gazy. Hamás to označil za vydírání. Následně Izrael tlak vystupňoval opětovným zastavením přívodu elektřiny. Během trvání první fáze klidu zbraní izraelské údery zabily nejméně 118 Palestinců a dalších více než 800 zranily.

### Porušení příměří 2025
Izraelská armáda v noci na 18. března zahájila novou ofenzívu. Při nočních izraelských leteckých úderech zemřely nižší stovky lidí a další byly zraněny. Zabit měl být také ministr vnitra Pásma Gazy Mahmúd abú Watfa z Hamásu. Armáda druhého dne nařídila Palestincům, aby se evakuovali z východní Gazy do centrální části území. Izraelští politici útoky označili za další nástroj tlaku na propuštění zbývajících rukojmí. Podle UNICEF při náletech zemřelo minimálně 130 dětí. Letecké údery pokračovaly i v dalších dnech. Během izraelských náletů bylo zasaženo označené sídlo Úřadu OSN pro projektové služby (UNOPS) ve městě Dajr al-Balah. Při úderu zemřely jednotky lidí a další byly zraněny. Mezi zabitými i zraněnými byli zahraniční pracovníci, včetně Evropanů. Útok následně odsoudila například Francie, jejíž dva občané byli zraněni.
V Tel Avivu se 19. března konala demonstrace s účastí přes 40 tisíc lidí. Ti protestovali proti Netanjahuově snaze odvolat své kritiky, šéfa Šin Bet Ronena Bara a nejvyšší státní žalobkyni Gali Baharav-Miarovou, a proti obnovení války. Další tisíce protestovaly v Jeruzalémě.
Dne 20. března izraelská armáda zahájila novou pozemní invazi do severní části Pásma Gazy, když znovu obsadila koridor Necarim. Současně izraelská vláda oznámila, že připravuje nové vysídlení Palestinců ze severu území. Poté následovaly další letecké údery na celé území Pásma Gazy. Po obnovení izraelské ofenzívy překročil počet zabitých Palestinců hranici 50 tisíc, dalších 113 tisíc lidí bylo zraněno.
Koncem března se v Pásmu Gazy konaly několikadenní palestinské protestní pochody proti Hamásu. Účastnily se jich stovky až tisíce lidí. Izraelská armáda krátce poté rozšířila ofenzívu i na jih pásma, když znovu vstoupil do Rafahu. Ministr obrany Kac současně pohrozil anexí částí Pásma Gazy a realizací plánu Donalda Trumpa na vysídlení Palestinců, pokud Hamás nepropustí zbývající rukojmí. Hamás mezitím odsouhlasil návrh příměří předložený Egyptem a Katarem. Podle něj mělo dojít k další výměně vězňů a padesátidennímu příměří. Obnovená izraelská ofenzíva si do té doby vyžádala téměř tisíc životů Palestinců. Z nich nejméně 322 dětí.
Na konci března byl u Rafahu nalezen masový hrob, ve kterém bylo pohřbeno patnáct Palestinců. K jejich zabití izraelskou armádou mělo dojít 23. března. Osm mrtvých byli pracovníci Červeného půlměsíce, šest palestinské civilní obrany a jeden byl zaměstnancem UNRWA. Jedna z obětí měla ruce svázané za zády. Sanitka Červeného půlměsíce byla nalezena zahrnuta pískem. Izraelská armáda lhala o tom, že vozidla byla zcela neoznačená. Později zveřejněný videozáznam z jednoho vozu ukázal, že sanitkám svítila výstražná světla a byla označena řádně, stejně jako zdravotníci a záchranáři, kteří měli reflexní uniformy. Satelitní snímek ukázal, že krátce po střelbě izraelská armáda povolala na místo těžkou techniku, která zabité lidi a sanitky shodila do vyhloubené jámy a zahrnula pískem.
Od porušení příměří do poloviny dubna 2025 izraelská armáda vydala 21 evakuačních příkazů k vysídlení obyvatel. K celoválečně nepřístupným zónám kolem hranic a v koridorech přibylo celé město Rafah s okolím a východní Gaza. Území, na kterém se mohli Palestinci pohybovat se zmenšilo na jednu třetinu rozlohy pásma. Na severu to byla oblast města Gazy a na jihu a ve středu pásma města Chán Júnis a Dajr al-Balah. Došlo k rozdrobení území. Město Gaza bylo od zbytku území odděleno Necarimským koridorem s rozsáhlou nepřístupnou „zemí nikoho“ na obou stranách koridoru. Město Rafah bylo poté odděleno novým koridorem Morag. Mezi městy Chán Júnis a Dajr al-Balah byl obsazen Kissufimský koridor. Na hranicích s Egyptem zase Filadelfský koridor. Přesídlit se muselo znovu téměř 500 tisíc lidí. Podle OSN od obnovení izraelských útoků došlo k 224 zásahům obytných budov. V 36 z nich byly zabity výhradně ženy a děti.

### Plán na obsazení Pásma Gazy
V květnu 2025 si izraelská vláda schválila plán na vojenské obsazení Pásma Gazy. Následně rozeslala desítky tisíc povolávacích rozkazů rezervistům. Podle plánu bude pozemní operace rozšířena v několika fázích. Vláda současně, přes odpor krajní pravice, odsouhlasila budoucí obnovu proudění mezinárodní humanitární pomoci.
Dne 12. května Hamás propustil izraelsko-amerického rukojmího. Propuštění následovalo po separátním jednání Hamásu s vyjednavači Spojených států amerických.
V polovině května izraelská armáda zahájila novou ofenzivu do Pásma Gazy. Během týdne provedla nálety na 670 cílů. Při nich zabila téměř 500 Palestinců a dalších 1418 bylo zraněno. Zasaženy byly také nemocnice, přičemž zemřelo 125 lékařů a zdravotníků. Armáda uvedla, že při náletech byly zabity desítky členů Hamásu. Izraelská ofenziva se setkala s mezinárodní kritikou. Po osmdesátidenní totální blokádě Pásma Gazy izraelská vláda schválila omezené vpuštění základní humanitární pomoci. Jelikož šlo ale jen o velmi limitované rozvolnění blokády, 22 zemí západního světa (včetně Francie, Německa, Spojeného království, Itálie, Kanady, Austrálie nebo Japonska) vyzvalo izraelskou vládu k okamžitému zrušení blokády mezinárodní humanitární pomoci.
Na konci května izraelská vláda oznámila zabití Muhammada Sinvára, kterého po zabití Jáhji Sinvára považovala za velitele Brigád Izz ad-Dína al-Kassáma, ozbrojeného křídla Hamásu. Od obnovení útoků 18. března do konce května 2025 izraelská armáda zabila 4 tisíce Palestinců a dalších 11,5 tisíce zranila. Současně v Pásmu Gazy začala působit Izraelem podporovaná organizace Humanitární nadace pro Gazu (GHF), která měla nahradit systém distribuce humanitární pomoci prováděný agenturami OSN a mezinárodními organizacemi. Během prnvího měsíce provozu ovšem GHF v celém pásmu zprovoznila jen čtyři distribuční centra. Opakovaně také docházelo ke střelbě do davů čekajících na výdej pomoci. Takto došlo podle OSN do konce července 2025 k zabití nejméně 1300 lidí a stovkám zranění u distribučních center. OSN činnost GHF kritizovala.
V červnu izraelská armáda nalezla dvě těla rukojmích zabitých 7. října 2023 v kibucu Nir Oz. V téže době izraelská média informovala o tom, že Netanjahu tajně schválil vyzbrojení palestinského klanu Šabáb lehkými palnými zbraněmi. Klan, který vytvořil milici (podle jiných zdrojů kriminální gang[zdroj⁠?!]) Lidové síly, má být konkurentní k Hamásu.[zdroj?] Podle některých zdrojů se klan hlásí k salafíji a byl spojován s přepady humanitární pomoci a napojen na organizaci Islámský stát.[zdroj⁠?!] Za tento krok byl Netanjahu kritizován, jelikož potenciálně vytvářel budoucího ozbrojeného nepřítele, přičemž bylo připomínáno, že dříve obdobně podporoval financování Hamásu v Pásmu Gazy. V polovině června se vojenská pozornost přesunula na izraelsko-íránskou válku, když izraelská armáda 13. června zaútočila na cíle íránského jaderného programu. Válka trvala dvanáct dní a poté se pozornost izraelské armády vrátila na Pásmo Gazy.
V červenci 2025 ministr obrany Jisrael Kac zveřejnil plán pro Gazu. Podle něj mělo dojít k výstavbě tábora na troskách města Rafah u hranice s Egyptem. Nejdříve by se do něj mělo přesunout 600 tisíc lidí z pobřežní oblasti Mavásí, kam byli evakuováni lidé z celého Pásma Gazy. Později i všichni ostatní. Tábor by tak měl čítat dva miliony obyvatel. Palestinci tuto zónu nebudou smět opustit a bude na ně vyvíjen tlak, aby emigrovali. Tábor bude střežen armádou. Plán, který měl stát 4,5 miliardy dolarů, zkritizovali opoziční politici i představitelé armády. Kritizován byl také eufemistický výraz „humanitární město“, který vláda pro tábor používala. Bývalý izraelský premiér Ehud Olmert eufemismus kritizoval s tím, že ve skutečnosti půjde o koncentrační tábor.
V druhé polovině července 2025 se v důsledku izraelské blokády prohloubila humanitární krize a počet zemřelých lidí na podvýživu začal narůstat. Mezinárodní společenství následně donutilo izraelskou vládu k částečnému rozvolnění poskytování mezinárodní humanitární pomoci letecky i kamiony.
V srpnu 2025 izraelský ministr obrany Jisrael Kac schválil plán nové ofenzivy do města Gaza a nařídil povolat 60 000 záložníků.

## Související konflikty

### Izrael a Západní břeh Jordánu

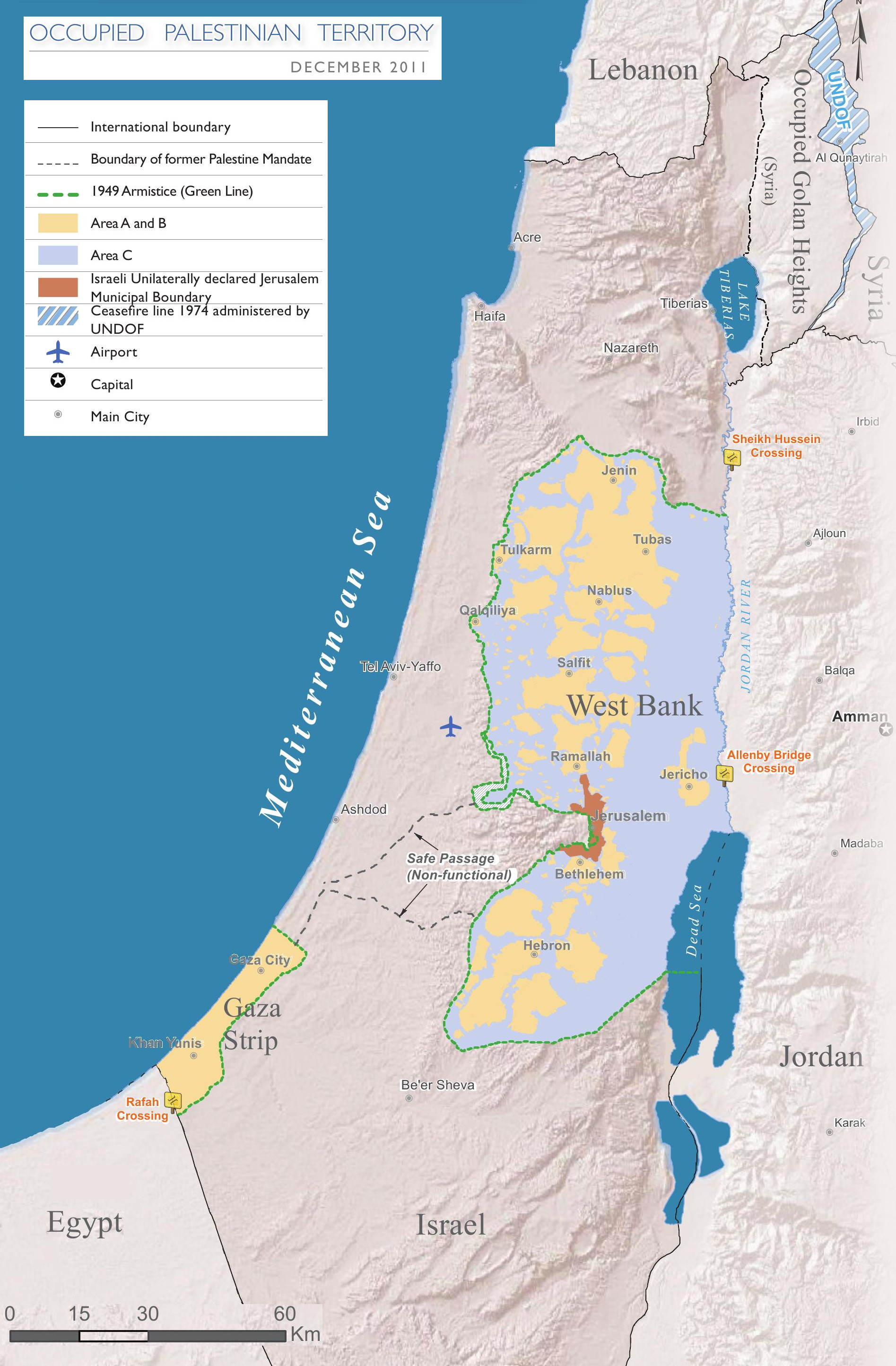
Mapa Palestiny. Území pod plnou nebo částečnou kontrolou Palestinské autonomie jsou žlutá a území pod plnou kontrolou Izraele jsou vybarvena modře.

Konflikt mezi Izraelem a Západním břehem Jordánu je dlouhodobý. Podle zprávy Amnesty International z února 2024 zde před válkou docházelo k nezákonným zabitím Palestinců ze strany izraelské armády, včetně dětí, a bránění v lékařské pomoci. V roce 2023 zahynulo v regionu 507 Palestinců, včetně 81 dětí, což bylo nejvíce za posledních dvacet let. Podle OSN k těmto násilnostem přispívali i izraelští osadníci, kteří jen v roce 2023 zabili desítky Palestinců a vyhnali tisíce z jejich domovů. Izraelská armáda opakovaně podnikla vojenské operace, včetně leteckých náletů a razií (hlavně v uprchlických táborech) proti palestinským militantům, což vedlo k dalším obětem.
Během války krajně pravicový ministr Becal'el Smotrič legalizoval dle izraelského práva desítky izraelských ilegálních osad (outpostů) a schválil výstavbu nových. Docházelo také k novému rozsáhlému záboru půdy. V roce 2024 eskalovalo násilí mezi osadníky a Palestinci, což vedlo k mezinárodním sankcím na izraelské osadníky. Mezinárodní soudní dvůr v Haagu v posudku označil izraelskou okupaci a osidlování Západního břehu (včetně Východního Jeruzaléma) a Pásma Gazy za porušení mezinárodního práva. V září 2024 Valné shromáždění OSN vyzvalo izraelské síly k opuštění okupovaných území do jednoho roku.
Od srpna 2024 došlo k nové eskalaci útoků radikálních izraelských osadníků. V období od října 2023 do začátku srpna 2024 bylo OSN zaznamenáno 1143 osadnických útoků, z nichž 120 vedlo k úmrtí nebo zranění Palestinců. Ve většině bez potrestání viníků. V reakci na násilí OSN a EU volaly po ukončení okupace, zatímco izraelská armáda pokračovala v vojenských operacích proti militantům. V říjnu 2024 byla zahájena další z několika vojenských ofenzív proti Hamásu. Vojenské operace vedly k útokům jednotlivců na izraelské cíle.
V roce 2025 situace eskalovala, kdy izraelská armáda zahájila rozsáhlou pozemní operaci v Dženínu a okolí, což vedlo k vysídlení 40 tisíc Palestinců. K 8. lednu 2025 bylo na Západním břehu a východním Jeruzalémě zabito 816 Palestinců, včetně 182 dětí a 18 žen, a dalších 6500 zraněno.
Na území bylo během války zadrženo tisíce Palestinců. Mnoho z nich skončilo v tzv. administrativní vazbě bez vznesení obvinění a soudu.  Situace se dále zhoršila v roce 2025, kdy izraelská armáda zahájila rozsáhlou pozemní operaci (operace Železná zeď) v Dženínu a okolí. Po měsíci operace, v druhé polovině února, vyslala izraelská armáda do oblasti tanky. Operace se soustředila na města Dženín, Túlkarim a Nur Šams, ze kterých vysídlila 40 tisíc Palestinců. Izraelská vláda současně uvedla, že v oblastech tamních uprchlických táborů zůstanou jednotky rok a nedovolí vysídleným Palestincům návrat.
V březnu 2025 média upozornila smrt neplnoletého chlapce ze Západního břehu Jordánu v izraelské administrativní vazbě na nevyhovující podmínky zadržených osob. Mladík byl půl roku držen ve vazbě bez vznesení obvinění či soudu. Údajně za hození kamene na izraelské vojáky. Podobně na tom byla většina ze 14 tisíc zadržených osob ze Západního břehu Jordánu, které izraelské bezpečnostní složky pozatýkaly od začátku války. Z nich ve vazbě zemřelo přes šedesát. Propuštění vězni uváděli, že se podmínky po 7. říjnu 2023 výrazně zhoršily, svědčili o mučení, přeplněných celách a špatné hygieně.

### Izrael a Hizballáh

Mapa severní hranice Izraele. Fialově je vybarven Izrael, žlutě libanonské území s přítomností Hizballáhu, světle modře Golanské výšiny okupované Izraelem, červeně Sýrie

Od října 2023 do února 2025 probíhal v Libanonu konflikt mezi Izraelem a Hizballáhem. Zahynulo v něm přes 3 000 lidí, zahrnujících civilisty i členy Hizballáhu, a tisíce dalších byly zraněny. Boje zahrnovaly raketové útoky, letecké nálety a pozemní invazi izraelské armády, která mj. zničila rozsáhlé území, včetně zemědělské půdy, a vytvořila na hranici mrtvou zónu. Významné incidenty zahrnovaly smrt vysokých představitelů Hizballáhu, hromadná exploze komunikačních zařízení a největší izraelský útok na Libanon od roku 2006. Konflikt způsobil masový přesun uprchlíků, jejichž počet dosáhl až jednoho milionu. V listopadu 2024 bylo dosaženo příměří, které začalo platit koncem měsíce. Izraelská armáda se částečně stáhla v únoru 2025, přičemž některé pozice u hranice zůstaly pod kontrolou Izraele.

### Izrael a Írán

Proíránské milice provedly od října 2023 více než 170 útoků na americké vojenské základny v Iráku, Jordánsku a Sýrii

Dne 1. dubna 2024 izraelské letectvo zaútočilo na íránský konzulát v Damašku, kde zahynulo 13 lidí včetně vysokých velitelů Islámských revolučních gard, což vyvolalo hrozby odvetných útoků Íránu. Izrael od začátku války s Hamásem zintenzivnil nálety na íránské a Hizballáhem spojené cíle v Sýrii a Libanonu. Írán odpověděl 13. dubna masivním útokem stovek dronů a raket na Izrael, většinu však Izrael společně s USA, Británií a Jordánskem sestřelil. Další eskalace přišla po atentátu na šéfa politického křídla Hamásu Ismáíla Haníju v červenci 2024 v Teheránu, po němž Írán pohrozil odvetou, kterou však odložil po srpnových jednáních o příměří v Pásmu Gazy.
Po izraelské invazi do Libanonu v říjnu 2024 Írán odpověděl raketovým útokem, který způsobil jen lehká zranění, přičemž zůstal otevřený íránský vzdušný prostor, což komplikovalo letecký provoz. V červnu 2025 propukla izraelsko-íránská válka, během níž Izrael zaútočil na íránské jaderné cíle.

### Izrael a Sýrie
Izraelské letectvo provádí nálety na cíle v Sýrii od začátku občanské války v roce 2011, zaměřené především na íránské objekty a Hizballáh. V roce 2024 uskutečnilo 51 náletů, při nichž zemřelo 176 militantů a 16 civilistů, včetně žen a dětí, především v Damašku a Dar'á. Dne 1. dubna 2024 zasáhlo izraelské letectvo íránský konzulát v Damašku, což zvýšilo napětí s Íránem. V září 2024 zahynulo při útocích na vojenské cíle v Sýrii nejméně 14 lidí; celkem za válku zemřelo kolem 250 osob.
V listopadu 2024 syrská opozice dobyla Aleppo a další města, po pádu režimu Bašára al-Asada v prosinci 2024 Izrael posílil hranice se Sýrií, obsadil demilitarizované pásmo a zahájil stovky náletů na syrské strategické cíle, zaměřené na zničení zásob zbraní a infrastruktury. Izraelská invaze a plány rozšíření osad na Golanských výšinách vyvolaly kritiku ze strany Francie, Ruska, Kataru, Turecka, Egypta, Íránu, Saúdské Arábie, Německa, Španělska a Spojeného království. V lednu 2025 izraelský ministr zahraničí oznámil, že izraelská armáda zůstane na hoře Hermon a v nárazníkové zóně neomezeně.

### Izrael a Hútíové
Jemenští povstalci Hútíové podporovaní Íránem provedli v době války Izraele s Hamásem několik náletů na Izrael. Hútíové se považují za součást takzvané „osy odporu“ proti Izraeli, která zahrnuje Íránem podporované šíitské muslimské frakce v Iráku a libanonskou skupinu Hizballáh.
V červenci 2024 vybouchl nárazem do budovy v centru Tel Avivu dron, jehož šrapnely zabily jednu osobu a čtyři další byly zraněny. K útoku se přihlásili Hútíové. Podle izraelského vyšetřování šlo o dron íránské výroby. Izraelská armáda odpověděla leteckým útokem na jemenský přístav Hudajdá (Operace Dlouhá paže). Útok si vyžádal nejméně šest mrtvých a osmdesát zraněných lidí. Současně uvedla, že Hútíové provedli na Izrael od listopadu 2023 dvě stě útoků, všechny až na výše zmíněný byly zneškodněny protivzdušnou obranou.
V prosinci 2024 konflikt eskaloval. V druhé polovině měsíce Hútíové vyslali raketu na Izrael, která byla sestřelena. Izraelské letectvo v reakci provedlo nálety na přístavy a energetickou infrastrukturu v Saná a přístavním městě Hudajdá. Krátce poté Hútíové vypálili raketu, která dopadla do města Jaffa a lehce zranila dvacet lidí. Premiér Netanjahu následně ohlásil přípravu tvrdé odvety.

## Diplomatické aktivity
Válka mezi Izraelem a Hamásem vyvolala velkou diplomatickou krizi, přičemž mnoho zemí po celém světě silně reagovalo na konflikt, který ovlivnil dynamiku regionálních vztahů. Osm zemí povolalo své velvyslance ke konzultacím, dvě země přerušily diplomatické styky s Izraelem. Konflikt také vyústil v obnovené zaměření na dvoustátní řešení probíhajícího izraelsko-palestinského konfliktu.
Ačkoliv během října a listopadu obě strany konfliktu odmítaly ustoupit ze svých požadavků pro příměří, podařilo se diplomaticky vyjednat dočasné příměří. Mezi 24. listopadem a 1. prosincem 2023 platilo příměří, během něhož Hamás propustil část izraelských rukojmích a izraelské bezpečnostní složky propustily část palestinských vězňů.
V druhé polovině února 2024 se sešli diplomaté Izraele a Spojených států amerických, Kataru a Egypta (kteří dělali zprostředkovatele) v Paříži, kde dohodli základní obrysy dohody o dočasném příměří. O dohodě se poté pravidelně jednalo každý měsíc na jednáních s Izraelem i Hamásem.
Během války několikrát zasedla Rada bezpečnosti OSN, které byly předkládány rezoluce vyzývající k příměří a propuštění rukojmích. Rezoluce opakovaně vetovaly Spojené státy americké, které je neshledávaly konstruktivními vůči situaci v regionu. Až 25. března 2024 Rada bezpečnosti OSN poprvé od vypuknutí války přijala rezoluci vyzývající k okamžitému příměří. Rezoluci předložil Mosambik. Spojené státy americké se při hlasování zdržely. Přijetí rezoluce odsoudili zástupci Izrael, naopak představitelé Hamásu ji přivítali. Izraelská vláda v reakci zrušila plánovanou diplomatickou návštěvu Washingtonu. V červnu 2024 Rada bezpečnosti OSN schválila svou první rezoluci podporující konkrétní dohodu o příměří mezi Izraelem a Hamásem. Pro návrh, který koncem května představil americký prezident Joe Biden, hlasovalo 14 z 15 členů rady (zdrželo se jen Rusko).
V dubnu 2024 Rada pro lidská práva OSN schválila rezoluci odsuzující Izrael za činy v Pásmu Gazy, které lze podle ní přirovnat k etnickým čistkám nebo za použití hladu jako způsobu boje. Rada rezolucí vyzvala k zastavení dodávek zbraní Izraeli a k okamžitému příměří. Dokument podpořilo 28 zemí, 13 se hlasování zdrželo a proti jich hlasovalo šest včetně Německa a USA.
Valné shromáždění OSN v několika rezolucích schválilo výzvy k humanitárnímu příměří, zastavení bojů a propuštění rukojmích. Ve všech případech bylo 10 až 14 států proti (vždy Izrael nebo například Česko), desítky se zdržely. Valné shromáždění OSN přijalo v květnu 2024 rezoluci, podle v níž vyzvalo Radu bezpečnosti OSN, aby uznala stát Palestina plnohodnotným členem organizace. Proti návrhu bylo devět zemí. Kromě Izraele ještě Argentina, Česko, Maďarsko, Mikronésie, Nauru, Palau, Papua Nová Guinea a USA.
Během války uznalo několik států světa nezávislost státu Palestina. Šlo o Barbados, Jamajku, Trinidad a Tobago, Bahamy, Španělsko, Irsko, Norsko, Slovinsko, Arménii a Mexiko.

## Následky

### Počet obětí

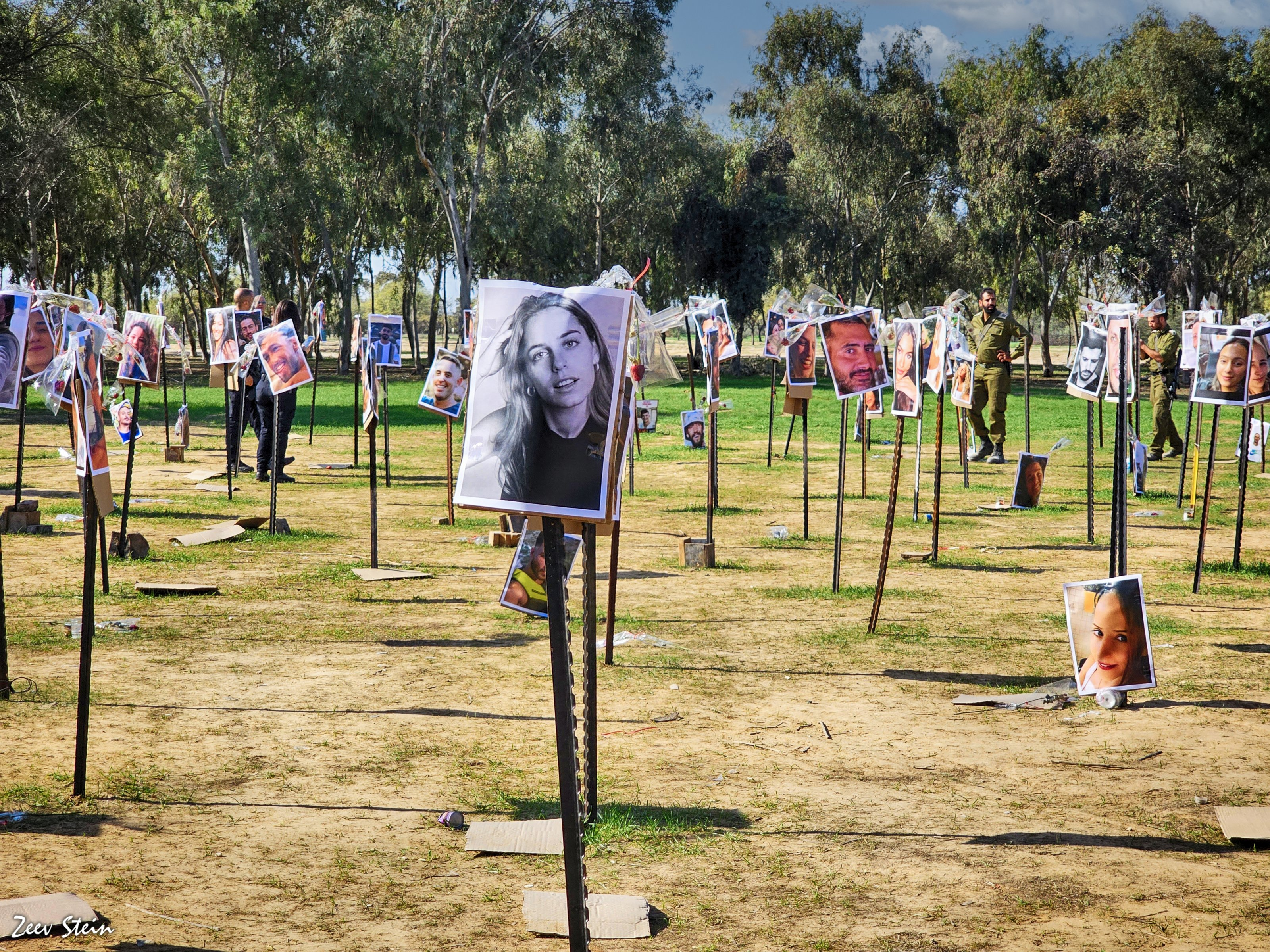
Fotografie Izraelců zabitých při útoku Hamásu 7. října 2023

K 30. červenci 2025 bylo hlášeno celkové zabití téměř 62 000 lidí (60 000 Palestinců a 1 700 Izraelců, včetně 185 novinářů (177 Palestinců, 2 Izraelci a 6 Libanonců) a přes 479  humanitárních pracovníků, včetně  326 zaměstnanců OSN. Na palestinské straně bylo zraněno 146 tisíc osob a na izraelské přes 7 tisíc. K březnu 2024 bylo izraelskými složkami zadrženo a transportováno do izraelských detenčních táborů a věznic přes 9000 Palestinců, zejména ze Západního břehu Jordánu. Značná část byla držena bez vznesení obvinění nebo byla zatčena jen preventivně. Část zadržených byla v průběhu času bez vysvětlení propuštěna. Z detenčních táborů byly hlášeny případy psychologického mučení, zneužívání a zadržené osoby měly být v otřesných podmínkách. Podle zprávy z února 2024 portálu The Times of Israel (s odvoláním na izraelskou armádu) izraelské letectvo do té doby provedlo 31 000 náletů, z většiny na Pásmo Gazy. Ze vzduchu bylo zaměřeno 29 000 cílů a v cca 7000 případech si útoky vyžádaly podpůrné pozemní jednotky. Z toho 26 000 útoků uskutečnila letadla, další tisíce pak helikoptéry a drony.
Během útoků na Izrael ze 7. října 2023 bylo zabito 1139 lidí, včetně 764 civilistů a 373 příslušníků izraelských bezpečnostních složek. Dalších 252 osob bylo zajato jako rukojmí a uneseno do Pásma Gazy. Podle výroční zprávy ke konfliktu, zpracované izraelskou armádou, bylo během prvního roku války zabito 17 000 příslušníků Hamásu, přičemž dalších 1000 militantů bylo zabito během jejich vpádu do Izraele dne 7. října 2023. Během prvotního útoku Hamásu bylo dle armády na Izrael vypáleno z Pásma Gazy 5000 raket. Během války pak dalších 7000. Izraelská armáda v Pásmu Gazy měla zadržet a vyslechnout přes 7000 Palestinců (část byla převezena na výslech do Izraele), z nichž neupřesněnou část poté propustit a vrátit do Pásma Gazy. V Pásmu Gazy armáda měla zasáhnout 40 300 cílů a nalézt 4700 tunelových šachet. Podle zprávy bylo v prvním roce pozemní operace v Gaze zabito 346 izraelských vojáků a 2299 bylo zraněno (7. října 2023 bylo zabito cca 370 vojáků a 2200 zraněno). Armáda dále uvedla, že 56 izraelských vojáků padlo při incidentech vlastní armády. Na Západním břehu Jordánu armáda měla zatknout 5250 Palestinců, z nichž dva tisíce byly podle armády spolupracovníci Hamásu. Armáda zde zabila 690 Palestinců, přičemž mezi zabitými byli členové Hamásu, ale také protestující vzbouřenci. Armáda na území Západního břehu měla provést 150 zátahů a zničit nejméně 30 domů, které spojovala s příslušníky militantních organizací.

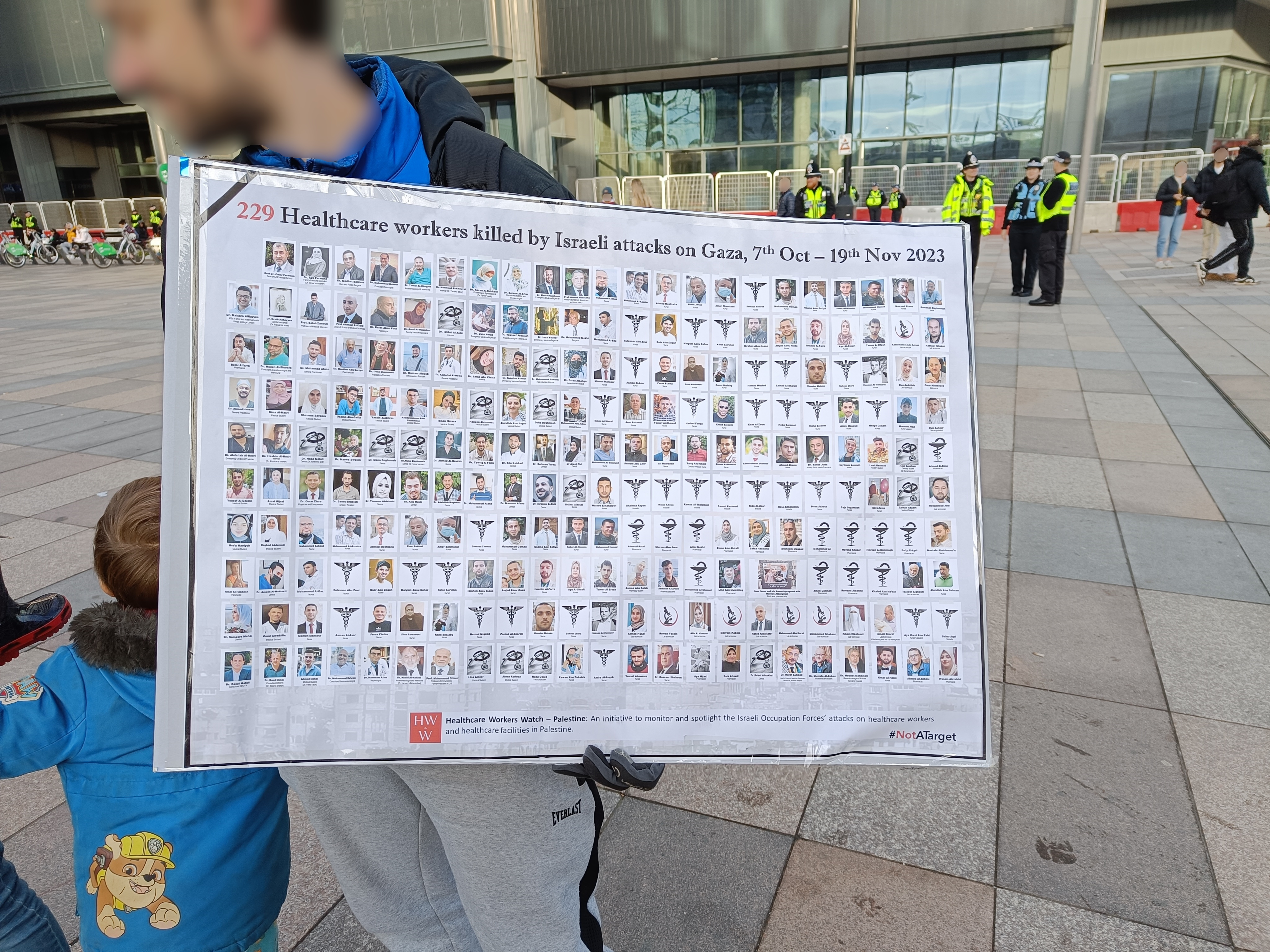
Fotografie zdravotníků zabitých v Gaze při izraelských útocích, 25. listopadu 2023

Do poloviny září 2024 bylo zabito přes 40 000 Palestinců (z nichž bylo v té době identifikováno 34 344 těl zahrnujících přes 11 tisíc dětí, 6 tisíc žen a 3 tisíce seniorů). Podle únorových dat OSN navíc již čtvrtina Palestinců čelila hladovění a 80 % populace bylo nuceno opustit svůj domov. Při útoku Hamásu na Izrael dne 7. října 2023 bylo zabito 31 izraelských dětí (z toho 7 mladších 6 let). Koncem března 2024 UNICEF uvedl, že při izraelských útocích bylo zabito více než 13 000 palestinských dětí. CNN, která provedla srovnání s dalšími souběžně probíhajícími válečnými konflikty ve světě, uvedla, že podle údajů OSN bylo během ruské invaze na Ukrajinu v roce 2022 zabito 477 dětí a za rok 2023 k 8. říjnu bylo na Ukrajině zabito 83 dětí. Podle zpravodajského webu Al-Džazíra bylo k 25. lednu 2024 v Gaze identifikováno 1 809 dětských obětí mladších 6 let. V říjnu 2024 představitelka Úřadu OSN pro koordinaci humanitárních záležitostí (UNOCHA) uvedla před Radou bezpečnosti OSN, že kvůli izraelskému postupu v Pásmu Gazy, tam v té době byl světově největší podíl dětí s podstoupenou amputací. Podle analýzy dat Světové zdravotnické organizace (WHO) z téže doby, bylo mezi 94 000 zraněnými Palestinci celkem minimálně 24 000, kteří měli zásadní zranění s dopadem na zbytek života (amputace, zásadní popáleniny, ochrnutí).
Údaje o počtech palestinských obětí pochází od ministerstva zdravotnictví v Gaze. Ministerstvo je pod kontrolou vládnoucího Hamásu, ovšem je částečně korigováno a spravováno také Fatahem ze Západního břehu Jordánu. Při zveřejňování údajů o zemřelých ministerstvo vychází z údajů vedených v tamních nemocnicích a nerozlišuje mezi zemřelými militanty a civilisty a stejně tak nerozlišuje příčiny úmrtí. Do součtu obětí války tak zahrnuje zemřelé po izraelských útocích, ale také například oběti nehod při odpálení vlastních raket proti Izraeli. Tím, jak během postupu izraelské armády v Gaze ubývaly provozuschopné nemocnice, také docházelo k méně organizovanému dodávání hlášení o zemřelých. Přesné rozdělení typu obětí je odloženo do období po válce, kdy se do stanovení počtu obětí zapojí OSN a různé humanitární organizace. Na základě předchozích konfliktů v Gaze bylo zjištěno, že údaje tamního ministerstva zdravotnictví o obětech se vždy lišily jen o nižší jednotky procent oproti zjištěním OSN. Na začátku války, v říjnu 2023, americký prezident Joe Biden důvěryhodnost těchto dat zpochybnil. Brzy poté ovšem OSN a různé humanitární organizace uvedly, že se údajům zveřejněným ministerstvem zdravotnictví v Gaze dá důvěřovat. V listopadu 2023 američtí zpravodajci z bezpečnostních složek tvrdili, že mají indicie ke konstatování, že údaje o počtech obětí zveřejněné ministerstvem zdravotnictví v Gaze zhruba odpovídají realitě. V lednu 2024 se objevila zpráva, že z dat ministerstva zdravotnictví v Gaze vychází i bezpečnostní agentury v Izraeli, které je rovněž považují za odpovídající skutečnosti. Počet palestinských obětí naopak může být ve skutečnosti ještě vyšší, než uvádí úřady v Gaze, protože mnoho obyvatel Gazy leží pohřbeno pod troskami domů a nejsou zatím započítáni mezi oběti. Lze zde podotknou, že během konfliktu také probíhala informační válka vedená oběma stranami, které shodně vypouštěly misinformace a dezinformace. Proto se objevila potřeba ověřovat také údaje zveřejněné izraelskou armádou nebo vládou.
V lednu 2025 vyšla v The Lancet studie odborníků z Londýnské školy hygieny a tropické medicíny (LSHTM), Cambridgeské univerzity a americké Yaleovy univerzity. Dle jejich výzkumu byl údaj o počtu přímých obětí uváděný hnutím Hamás podhodnocený asi o 41 %. Studie se zaměřila na období mezi říjnem 2023 a červnem 2024. Podle dat Ministerstva zdravotnictví v Gaze mělo být přes 37 tisíc obětí. Podle studie se ovšem reálný počet palestinských obětí pohyboval přes 64 tisíc. Asi 59 % obětí bojů v Gaze byly podle této studie ženy, děti a lidé starší 65 let. Podhodnocení údajů ministerstva v Gaze studie vysvětlovala tím, že Pásmo Gazy i jeho zdravotnická infrastruktura byly zdevastované izraelským masivním bombardováním, takže nebylo možné získat přesné údaje o mrtvých. Na základě této studie deník Economist odhaduje počet přímých obětí k 5. květnu 2025 v rozmezí 77 až 109 tisíc zabitých Palestinců. Podle jiného výzkumu mělo k lednu 2025 v Pásmu Gazy zemřít násilnou smrtí přes 72 tisíc lidí, což by znamenalo podhodnocení počtu obětí zveřejňovaného Ministerstvem zdravotnictví v Gaze o 40 %. Podle autora výzkumu, profesora Spagata, by válka v Pásmu Gazy na základě tohoto výzkumu byla jednou z nejkrvavějších válek 21. století dle počtu zabitých civilistů v poměru k bojovníkům a dle podílu zabité populace.
K červnu 2024 bylo hlášeno přes 500 palestinských obětí také na Západním břehu Jordánu. Většinu obětí usmrtily izraelské bezpečnostní složky. Jednotky případů ale také byly oběťmi násilí izraelských osadníků vůči Palestincům. Toto jednání odsoudil americký prezident Joe Biden, který proti čtyřem osadníkům schválil sankce.
Podle svědectví šesti důstojníků izraelských zpravodajských služeb z dubna 2024 pro The Guardian byl použit systém umělé inteligence Lavender (Levandule), který Izraelské obranné síly využívaly při výběru potenciálních cílů pro bombardování. Lavender jich v jedné fázi identifikoval až 37 000 na základě jejich vazeb na Hamás. Zpravodajci také nastavovali poměr, kolik civilistů smí při bombardování zemřít na jednoho bojovníka Hamásu. V prvních týdnech války bylo při náletech na nízko postavené bojovníky povoleno zabít vždy 15 až 20 civilistů. Preferovaný způsob bombardování byly navíc tzv. hloupé bomby. Ty jsou méně přesné, ničí celé domy a zabíjí všechny obyvatele vevnitř. Podle investigativy Izrael používal také další systém umělé inteligence nazvaný Where's Daddy? (Kde je táta?). Ten na základě sledování signálu mobilních telefonů osob podezřelých ze spojení s Hamásem vyhodnocoval, kdy se vrátí na domovskou adresu. Následně byla na jejich domov vypálena raketa. Útok na civilní objekty byl bezpečnější než na vojenské.
Nepřímý počet obětí války může být několikanásobně vyšší než přímý počet obětí, protože kolaps zdravotnictví v Gaze a nedostatek lékařské péče, neléčené nemoci, infekce, podvýživa, zranění a špatné hygienické podmínky způsobují a budou způsobovat mnohem vyšší úmrtnost mezi obyvateli Gazy. Britský medicínský týdeník The Lancet zveřejnil v červenci 2024 článek, ve kterém několik lékařských expertů odhadlo, že počet přímých i nepřímých obětí v Gaze může být až 186 000 nebo i více.
Podle izraelského listu Ha'arec, který vedl rozhovory s nejmenovanými obyvateli Pásma Gazy, nesmějí Palestinci v Pásmu Gazy zveřejňovat jména padlých příslušníků Hamásu, a to i včetně truchlících příbuzných. Zatímco na Západním břehu Jordánu Hamás jména padlých zveřejňuje, stejně jako Hizballáh v Libanonu, v Pásmu Gazy je zveřejňování jmen padlých operativců považováno za zradu či kolaboraci s nepřítelem. Podle jednoho z dotázaných jde o vytváření image Hamásu a o fakt, že pokud se nemluví o padlých ozbrojencích, tak žádní neexistují.

#### Snížení počtu ženských a dětských obětí dle OSN v květnu 2024
Úřad pro koordinaci humanitárních záležitostí (UNOCHA), který pravidelně zveřejňuje statistiky z různých konfliktů, ve své zprávě z 8. května 2024 o polovinu snížil své dříve uváděné počty ženských a dětských obětí, které si vyžádal konflikt v Pásmu Gazy (celkový počet obětí zůstal stejný). Důvodem zejména bylo, že věrohodná data byla v této době dostupná za 24 686 identifikovaných obětí, dalších přibližně 10 000 těl tehdy nebylo spolehlivě identifikováno. Ke změně UNOCHA přistoupil poté, co vyměnil zdroj dat. Místo Gazské mediální kanceláře citoval jako zdroj Ministerstvo zdravotnictví Pásma Gazy (obě spadající pod Hamás). Ve svých zprávách i infografikách úřad uvádí, že uváděné údaje nelze nezávisle ověřit, ovšem politici i úředníci OSN tato čísla běžně citují, přičemž zejména na počátku války byla věrohodná. Hamás při sdělování informací ovšem nerozlišuje mezi zabitými teroristy a civilisty. OSN považuje za dítě osobu do 18 let věku, podle představitelů Izraele v řadách Hamásu bojuje řada teenagerů. Za dětské vojáky ale OSN považuje jen bojující děti mladší 15 let, od tohoto věku mohou bojovat legálně. Izraelský deník Ha’arec na konci března 2024 zveřejnil, že izraelská armáda počítá jako bojovníky Hamásu všechny muže zabité v zónách, kde probíhají vojenské operace.

### Pásmo Gazy v humanitární krizi

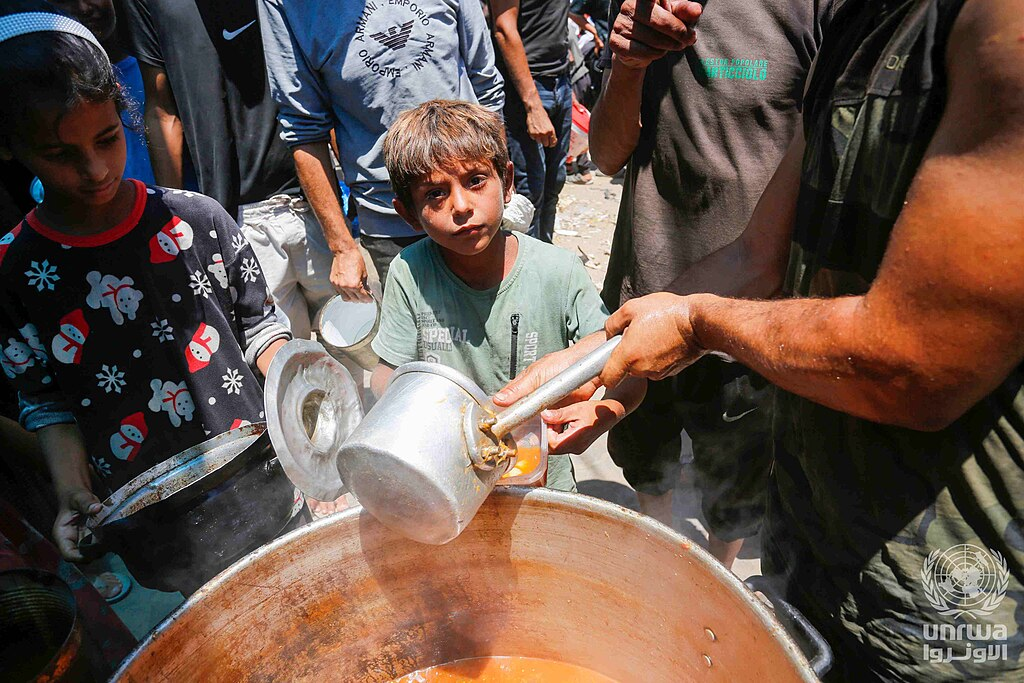
Vysídlení Palestinci čekající na jídlo rozdávané humanitárními organizacemi v Dajr al-Balah (červen 2024, UNRWA)

V důsledku blokády a po ostřelování a vpádu izraelské armády do Pásma Gazy, které si vyžádaly vedle obětí na životech také destrukci většiny budov a infrastruktury v severní části území, a také po útěku většiny obyvatel k jižní hranici území (zejm. do města Rafah), vypukla v Pásmu Gaza humanitární krize. Totální blokáda Izraelem a Egyptem umožnila využívat pouze dvou hraničních přechodů, kterými vstupovaly kamiony s humanitární pomocí, ovšem v míře nižší než před vypuknutím konfliktu (pouze cca 100 až 150 denně, oproti více než 500 denně před válkou). Od 11. října 2023 byla Gaza bez elektřiny v důsledku toho, že izraelská vláda přerušila dodávky. Ta také zcela zablokovala dovoz paliva od začátku října do 18. listopadu 2023.
Již začátkem roku 2024 znepokojila humanitární situace OSN, Evropskou unii, arabské státy a brzy poté také Spojené státy americké. Prezident Joe Biden i viceprezidentka Kamala Harris obvinili izraelskou vládu, že nedělá dost pro řešení humanitární krize v Gaze.
V červenci 2024 mezinárodní charitativní organizace Oxfam zveřejnila zprávu, v níž uvedla, že Izrael systematicky odpírá Palestincům v Gaze vodu, ničí vodní zdroje i čističky odpadních vod. Izrael podle zprávy od začátku války zničil sedmdesát procent kalových čerpadel a všechny čistírny odpadních vod. Dostupnost vody v Pásmu Gazy v důsledku klesla o 94 % oproti předválečné době.
Šéf Světové zdravotnické organizace (WHO) Tedros Adhanom Ghebreyesus v červnu 2024 uvedl, že „značná část obyvatel Gazy nyní čelí katastrofálnímu hladu a podmínkám podobným hladomoru.“ Potvrdil sice nárůst dodávané pomoci, ale kritizoval její distribuci. Dodal, že u více než 8000 dětí mladších pěti let byla diagnostikována a léčena akutní podvýživa, včetně 1600 dětí s těžkou akutní podvýživou.
V červenci 2024 izraelské složky oznámily, že začaly obnovovat část energetické infrastruktury v Pásmu Gazy poškozenou válkou, a to s cílem navýšit výkon odsolovací stanice pro dodávky pitné vody v Pásmu Gazy. Krok zkritizoval krajně pravicový ministr financí Becal'el Smotričm, který nechtěl, aby Pásmo Gazy během války obnovoval Izrael.
V polovině července 2024 byl ve vzorku z odpadních vod v Pásmu Gazy objeven poliovirus, tedy virus způsobující dětskou obrnu. Vzorky testovaly úřady v Gaze ve spolupráci s Dětským fondem OSN (UNICEF). Nález potvrdila Světová zdravotnická organizace (WHO). Izraelská armáda v reakci oznámila, že začne nabízet posilující vakcínu proti dětské obrně svým vojákům sloužícím v Pásmu Gazy. Koncem července Ministerstvo zdravotnictví Pásma Gazy vyhlásilo na území epidemii dětské obrny.  Případy byly hlášeny poprvé po dvaceti pěti letech. Důvodem šíření byly válkou zničené kanalizace a čističky odpadních vod a také pokles očkovaných.

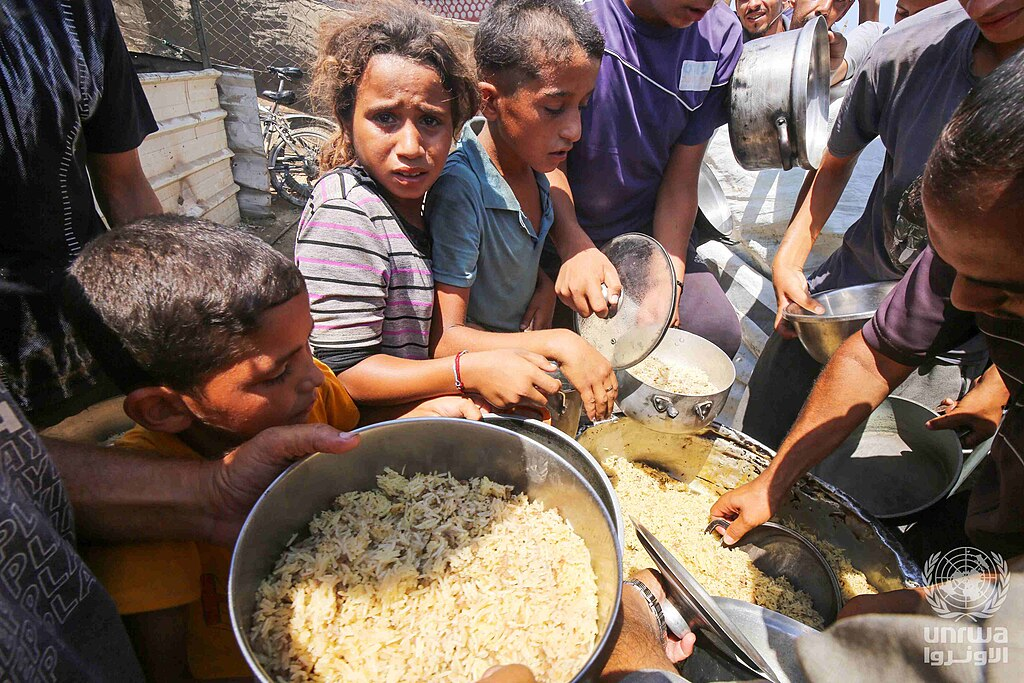
Vysídlení Palestinci čekající na jídlo rozdávané humanitárními organizacemi v Dajr al-Balah (srpen 2024, UNRWA)

V důsledku války byli obyvatelé Pásma Gazy ohroženi také infekčními nemocemi. Kvůli kolapsu základních služeb a rostoucím teplotám na jaře 2024 se začaly šířit infekce hepatitidy A, kožních chorob, střevních a žaludečních potíží. V ulicích se nahromadily desetitisíce tun odpadu, které ve vysokých teplotách rychle hnily a následně se v nich množili potkani a mouchy, kteří jsou přenašeči infekčních nemocí. Čisté vody byl přitom kritický nedostatek.
Na začátku března 2025 izraelská vláda nařídila obnovit bombardování Pásma Gazy a pokračovat v invazi a porušila tím příměří. Současně rozhodla o úplném zastavení dodávek mezinárodní humanitární pomoci. Za tento krok byla vláda kritizována mezinárodním společenstvím a humanitárními organizacemi. V březnu identifikovala OSN 3700 dětí trpících akutní podvýživou, což bylo o 80 % více než v únoru. Koncem dubna Světový potravinový program (WFP) oznámil, že jeho potravinové zásoby v Pásmu Gazy byly vyčerpány. V druhé polovině května, po téměř třech měsících blokády, izraelské složky po mezinárodním tlaku vpustily do Pásma Gazy kamiony s mezinárodní humanitární pomocí, ovšem jen velmi omezený počet. 22 západních zemí světa poté požadovalo po izraelské vládě zastavení blokování jejich humanitární pomoci.
Izraelská vláda v květnu 2025 přišla – s podporou Spojených států amerických – s plánem vlastní distribuce mezinárodní humanitární pomoci v Pásmu Gazy, kterou prováděla americká nezisková organizace Gaza Humanitarian Foundation (GHF), která byla založena v únoru 2025. Ta měla pomoc vydávat v zabezpečených oblastech na jihu Pásma Gazy. Tyto oblasti byly střežěny izraelskou armádou a americkými soukromými vojenskými organizacemi. Mezinárodní humanitární organizace tento plán odsoudily, přičemž ho považovaly za politizaci humanitární pomoci s nebezepečnými vazbami na izraelskou a americkou armádu a jejich zájmy v Pásmu Gazy. Plán odsoudila také OSN, která uvedla, že GHF není neutrální. Humanitární organizace totiž musí splňovat princip neutrality.
Organizace jako Lékaři bez hranic, Červený kříž a společné prohlášení UNICEF, Světové zdravotnické organizace, Rozvojového programu OSN, Populačního fondu OSN a Světového potravinového programu varovaly před strašlivým humanitárním kolapsem.

### Demolice a poškození budov a infrastruktury

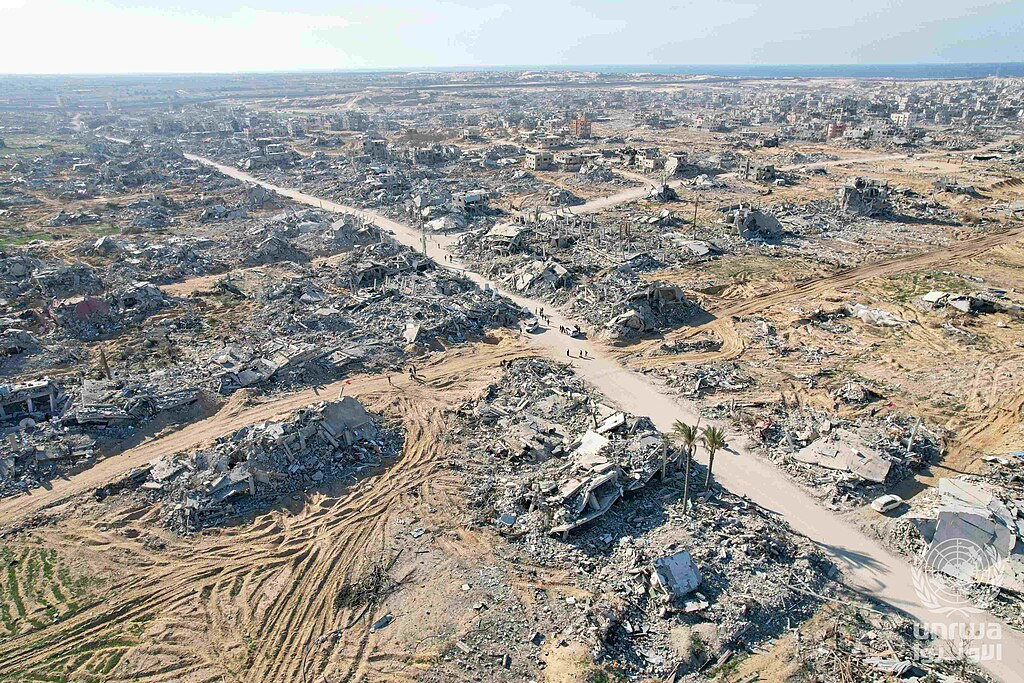
Trosky Rafahu po stažení izraelských sil v lednu 2025

Podle analýzy satelitního centra OSN (UNOSAT) zveřejněné na konci září 2024 izraelská armáda během války způsobila poškození či zničení více než 163 tisíc budov v Pásmu Gazy. Tj. zhruba dvě třetiny budov v Pásmu Gazy utrpěly nejméně poškození. Zcela zničených domů bylo asi 52 tisíc, vážně poškozených 19 tisíc, přes 56 tisíc středně a u dalších 35 tisíc byla míra poškození nejistá. K srpnu 2024 bylo zničeno 67 % vodovodní infrastruktury a čističek. K září 2024 bylo zničeno 70 % ze 400 gazských škol. Již v květnu 2024 gazské úřady hlásily, že izraelské údery zasáhly 31 z 36 nemocnic. Minimálně polovina byla zničena a tím vyřazena z provozu. V Pásmu Gazy bylo současně zaznamenáno přes 400 útoků na zdravotnická zařízení. Podle odhadů OSN ze září 2024 bylo také poškozeno 67 % zemědělské půdy. K dubnu 2024 došlo dále ke zničení jedné ze dvou požárních stanic, 8 z 11 policejních stanic a všech šesti radnic. Zničena byla také polovina pozemních komunikací a elektrické rozvodné sítě. OSN odhadla v květnu 2024 náklady na rekonstrukci pásma na 40 až 50 mld. dolarů.
V Pásmu působí technické jednotky izraelské armády zaměřené pouze na demolice budov. Během tvorby nárazníkového pásma v rozsahu 1 km od hranic Pásma byly v tomto pásmu zdemolovány všechny budovy, kterých bylo více než 3 tis. Podobně během tvorby Necarimského koridoru a nárazníkového pásma kolem něj bylo zdemolováno 750 budov, včetně Univerzity Israa a justičního paláce. Nemocnice Palestinsko-Tureckého přátelství, specializovaná na léčbu rakoviny, je používána jako vojenská základna.
Podle akademiků z CUNY Graduate Center and Oregon State University, kteří studovali satelitní snímky, bylo do ledna 2025 poškozeno nebo zničeno kolem 60 % ze všech budov v Pásmu Gazy. Podle OSN došlo během izraelského bombardování mezi říjnem 2023 a začátkem ledna 2025 k zásadnímu poškození nebo zničení 92 % obytných budov v Pásmu Gazy. Mělo jít celkem o 436 tisíc obytných budov, z nichž 160 tisíc bylo zcela zničeno. Na území mělo být nashromážděno kolem 50 milionů tun suti.

## Obvinění z válečných zločinů, zločinů proti lidskosti a genocidy
Hamás i izraelská armáda byly během války obviněny z několika válečných zločinů, zločinů proti lidskosti, případně až genocidy. Rada bezpečnosti OSN identifikovala jasné důkazy o válečných zločinech spáchaných jak Izraelskými obrannými silami, tak Hamásem. Podle komise OSN pro izraelsko-palestinský konflikt existovaly jasné důkazy o tom, že válečné zločiny mohly být během války spáchány.
Vzhledem k disproporčnosti konfliktu byla většina zločinů spojených s Hamásem hlášena v říjnu 2023, zatímco obvinění vůči Izraeli byla spojena zejména s rokem 2024 a jeho ofenzivou v Pásmu Gazy.

### Obvinění Izraele z páchání genocidy
V lednu 2024 projednal Mezinárodní soudní dvůr v Haagu žalobu Jihoafrické republiky na Izrael, ve které byl obviněn z páchání genocidy vůči Palestincům. Dne 26. ledna soud předběžným opatřením nařídil Izraeli, aby učinil veškeré kroky k zabránění genocidy a aby zlepšil humanitární situaci v Gaze. Soudkyně Joan Donoghueová navíc uvedla, že některá tvrzení Jihoafrické republiky jsou „věrohodná“. Soudkyně dodala: „Soud se domnívá, že existuje reálné a bezprostřední riziko, že než soud vydá konečné rozhodnutí, bude způsobena nenapravitelná újma na právech, která soud shledal jako hodnověrná.“ Benjamin Netanjahu podle listu The Times of Israel nařídil členům svého kabinetu, aby se zdrželi reakce na předběžné rozhodnutí soudu. On sám prohlásil, že tvrzení, že „Izrael páchá genocidu na Palestincích, je nejen nepravdivé, ale i pobuřující“. V březnu 2024 irský ministr zahraničí Micheál Martin uvedl, že se Irsko přidá k žalobě Jihoafrické republiky. V květnu 2024 Mezinárodní soudní dvůr v Haagu nařídil Izraeli zastavit vojenskou ofenzivu ve městě Rafah a otevřít hraniční přechod Rafah pro neomezený přísun humanitární pomoci. Izrael měl také umožnit do Pásma Gazy přístup vyšetřovacímu týmu, který by se zabýval sběrem důkazů v případu údajného páchání genocidy na Palestincích.

### Zatykače Mezinárodního trestního soudu
Dne 20. května 2024 hlavní prokurátor Mezinárodního trestního soudu (ICC) Karim Khan oznámil, že požádal o vydání zatykačů na lídry Hamásu a Izraele. Lídr Hamásu v Pásmu Gazy Jahjá Sinvár, šéf vojenského křídla Hamásu Muhammad Dajf, šéf politického křídla Hamásu Ismáíl Haníja, izraelský premiér Benjamin Netanjahu a izraelský ministr obrany Jo'av Galant podle prokurátora nesou odpovědnost za válečné zločiny a zločiny proti lidskosti spáchané v Pásmu Gazy a v Izraeli. Soud zatykače vydal v listopadu 2024. Vyšetřování v případu „Palestina“ probíhalo již od roku 2019 a zahrnovalo období od Operace ochranné ostří (2014). Od téže doby prováděly zpravodajské složky Izraele podle investigativní reportáže britských a izraelských novinářů špionáž v ICC.

### Zabíjení novinářů
V prosinci 2023 v předvečer mezinárodního Dne lidských práv zveřejnila Mezinárodní federace novinářů seznam 94 novinářů a pracovníků médií, kteří byli v roce 2023 zabiti v souvislosti s jejich prací. Drtivá většina zabitých novinářů (68) připadala na válku Izraele s Hamásem. Šlo o 61 palestinských novinářů zabitých v Pásmu Gazy, o 4 izraelské novináře zabité během útoků Hamásu na hudební festival Supernova a na kibuci Nahal Oz a Kfar Aza, o 3 libanonské novináře zabité izraelskými jednotkami nedaleko společné hranice obou zemí. Tento konflikt tak byl pro pracovníky médií nejsmrtelnější za více než 30 let, kdy Mezinárodní federace novinářů monitoruje oběti z řad novinářů.
K červenci 2025 se počet zabitých novinářů během konfliktu zvýšil na 185. Z nich bylo 171 Palestinců, 4 Izraelci, 9 Libanonců a jeden Syřan. Podle Výboru na ochranu novinářů nejméně ve třech případech izraelská armáda novináře zabila cíleně. V květnu 2024 udělilo UNESCO palestinským novinářům pokrývajícím válku výroční novinářskou cenu Guillermo Cano World Press Freedom Prize. Cenu převzal předseda palestinského novinářského syndikátu Nasser Abu Baker.

### Hamás a palestinské militantní skupiny
Útok Hamásu na Izrael z října 2023 byl Vyšetřovací komise OSN pro okupovaná palestinská území i dalšími označen za porušení mezinárodního práva.
Podle izraelských vojenských forenzních týmů, svědectví očitých svědků a nahlášených fotografických, dokumentárních a video důkazů militanti Hamásu znásilňovali, napadali a mrzačili izraelské ženy a dívky během útoků na Izrael dne 7. října 2023. Vojenský personál oznámil, že těla obětí útoků ze 7. října vykazovala četné známky znásilnění a „vážná stádia zneužívání“. Hamás byl obviněn z genderově podmíněného násilí, válečných zločinů a zločinů proti lidskosti.
Ze strany Hamásu mělo dojít podle EU k porušení Ženevských úmluv i Římského statutu (používání civilistů jako živých štítů). Porušením mezinárodního práva mělo být i využívání škol a nemocnic jako základen a de facto živých štítů. Podle žalobce ICC Andrewa Cayleyena však byla tvrzení o přítomnosti bojovníků Hamásu v nemocnicích obléhané izraelskou armádou „hrubě přehnaná“.
Hamás také při útoku raboval v několika kibucích a na festivalu Nova. Podle videí zveřejněných serverem Times of Israel rabování v kibucu Be'eri provedli palestinští civilisté, kteří dorazili do kibucu poté, co ozbrojenci militantního Hamásu ukradli zemědělské vybavení, motorky a televizory.
Ve zprávě expertní komise OSN z června 2024 je Hamás obviňován z masového zabíjení ve veřejných krytech, kterého se dopustil během svého útoku 7. října 2023, což naznačuje, že... příslušníci Hamásu jednali podle předem daných operačních pokynů. Příslušníci Hamásu... úmyslně zabíjeli, zraňovali, týrali rukojmí, brali rukojmí a páchali sexuální a genderově podmíněné násilí. Komise dále uvedla, že... našla významné důkazy o znesvěcování mrtvol, včetně sexualizovaného znesvěcení, stínání hlav, tržných ran, pálení, oddělování částí těl a svlékání. Ženy byly vystaveny genderově podmíněnému násilí během své popravy nebo únosu. Ženy a ženská těla byly použity jako vítězné trofeje mužskými pachateli, uvádí se ve zprávě. Mnoho dětí, které byly svědky zabíjení svých příbuzných, bylo také natáčeno pro propagandistické účely, přičemž komise shledala, že... je obzvláště nehorázné, že se děti staly cílem únosů. Podle zprávy... existují přesvědčivé důkazy, že rukojmí čelí v Gaze sexuálnímu zneužívání. Hamás na obvinění nereagoval.

### Izrael

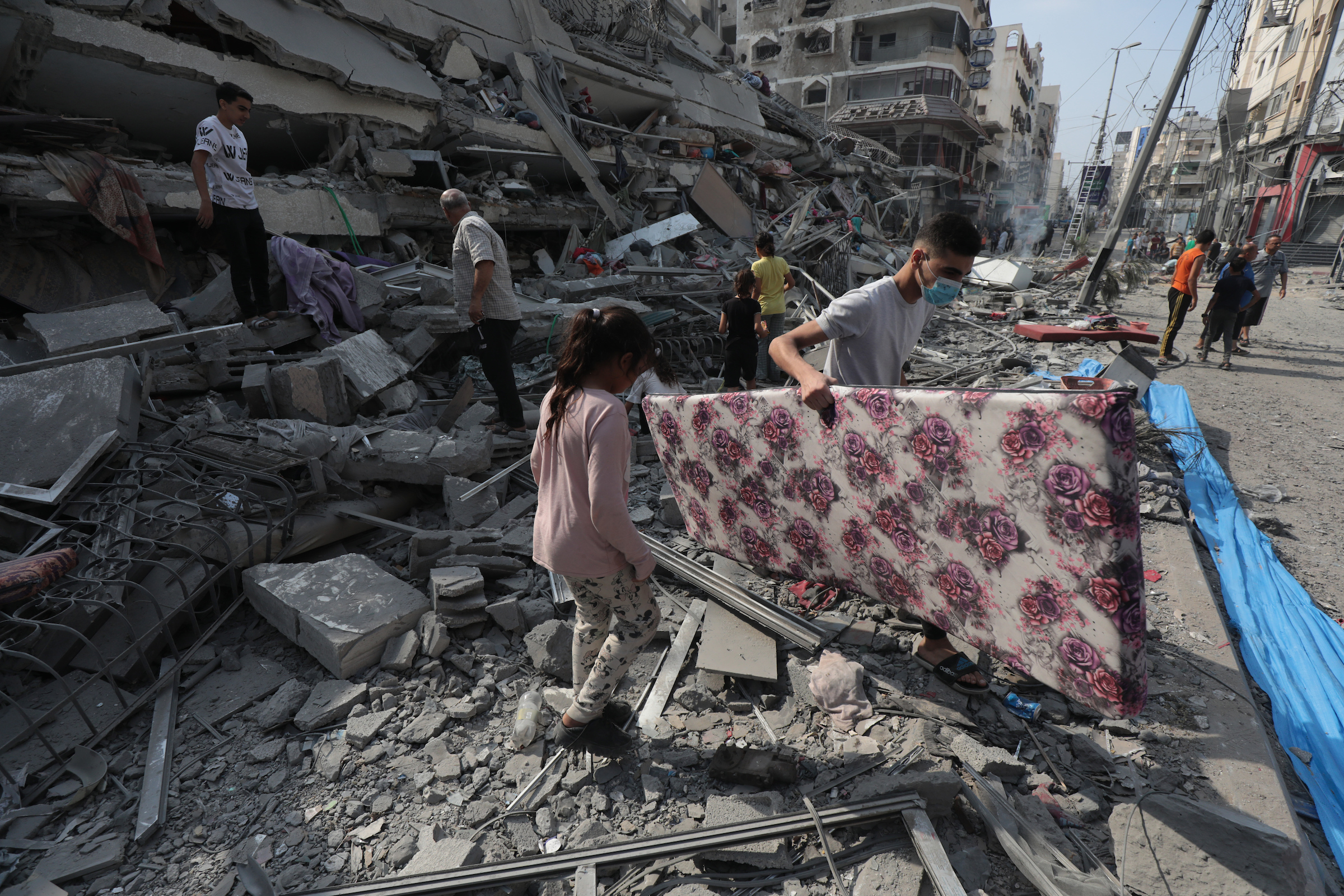
Obyvatelé Gazy prohledávají trosky domu zničeného izraelskými nálety

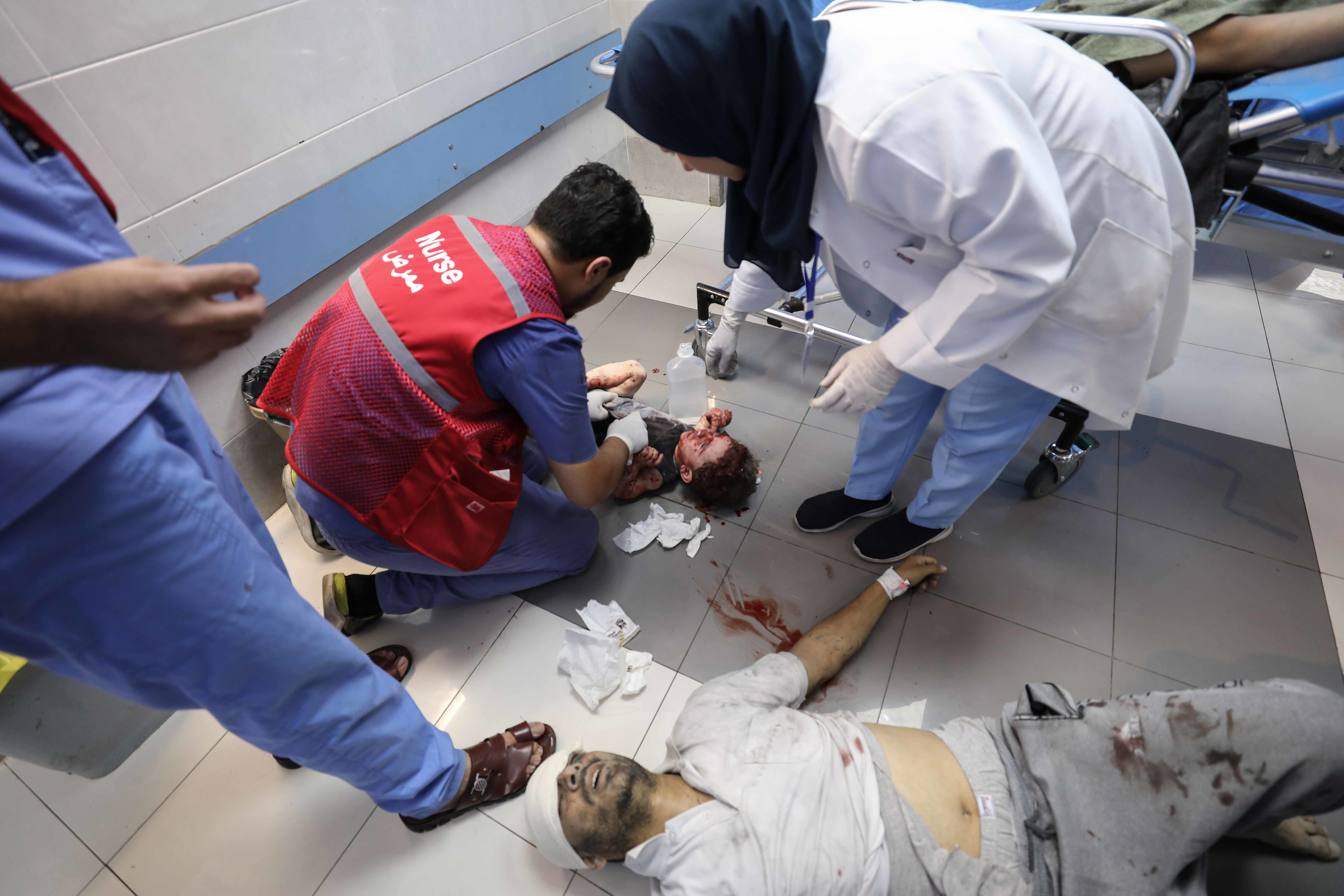
Ošetřování zraněného dítěte v nemocnici v Gaze

Izraelská armáda a vláda byly obviněny z porušení mezinárodního práva a páchání válečných zločinů, zločinů proti lidskosti a genocidy. Stejně jako proti Hamásu vznesla obvinění OSN i různé humanitární organizace. Podle Deníku Alarm izraelská armáda zabila v Pásmu Gaze za tři měsíce víc civilistů než ruská armáda na Ukrajině za skoro dva roky.
Obětí izraelských náletů a ofenziv byly vedle ozbrojenců také zdravotníci, civilisté (včetně žen a dětí), novináři nebo humanitární pracovníci. Došlo tím k porušení Ženevských úmluv.
V říjnu 2023 vydala izraelská armáda příkaz k evakuaci 1,1 milionu lidí ze severu Pásma Gazy, což někteří diplomaté označili jako násilný přesun, čímž se Izrael údajně dopustil válečného zločinu.
Během izraelské ofenzivy došlo rovněž k poškození a zničení až 80 % budov ve městě Gaze a k 50 % v celém Pásmu Gazy. Více než 1,9 milionu lidí, tedy kolem 85 % všech obyvatel Gazy, bylo takto vyhnáno ze svých domovů.
Izrael byl také OSN kritizován za blokádu přísunu potravin, vody, paliv a elektřiny. A dále také z uplatňování principu kolektivní viny. Z podezření z válečného zločinu využívání hladovění jako zbraně byl v souvislosti se zavedením blokády Mezinárodním trestním soudem vydán zatykač na izraelské představitele.
Podle Světového potravinového programu (WFP) trpělo v prosinci 2023 extrémním hladem 25 % rodin v Gaze a u tisíců dětí byla diagnostikována podvýživa. V polovině prosince OSN odhadovala, že okolo 90 % obyvatel Gazy má zajištěno méně než jedno jídlo denně.
Izrael byl rovněž kritizován za nakládání s palestinskými zajatci, které držel bez soudu v údajně otřesných podmínkách.
V neposlední řadě byl Izrael obviněn z cíleného ničení životního prostředí Pásma Gazy. Všechna obvinění ovšem vládní představitelé odmítali.
Ve zprávě expertní komise OSN z června 2024 byly Izrael a IOS viněny z... rozsáhlého nebo systematického útoku namířeného proti civilnímu obyvatelstvu v Gaze. Izraelská armáda je viněna ze zločinů jako je vražda, pronásledování na základě pohlaví, mučení a nelidské zacházení. Dále je viněna ze zločinu vyhlazování, hladovění jako způsobu vedení války. Obrovské množství civilních obětí v Gaze a rozsáhlé ničení civilních objektů a infrastruktury byly nevyhnutelným důsledkem strategie prováděné s úmyslem způsobit maximální škody, bez ohledu na principy rozlišování, proporcionality a adekvátních preventivních opatření, píše se ve zprávě. Během akcí Západním břehu Jordánu se IOS, podle zprávy dopustily... sexuálního násilí, mučení a nelidského nebo krutého zacházení a urážek osobní důstojnosti, což jsou všechno válečné zločiny. Izraelská vláda a ozbrojené síly umožnily, podporovaly a podněcovaly kampaň násilí osadníků proti palestinským komunitám na tomto území, tvrdí dále zpráva. Izrael označil obvinění za... nehorázná a která se... pobuřujícím a odporným způsobem pokoušejí načrtnout falešnou rovnítko mezi vojáky IOS a teroristy Hamásu.

## Reakce

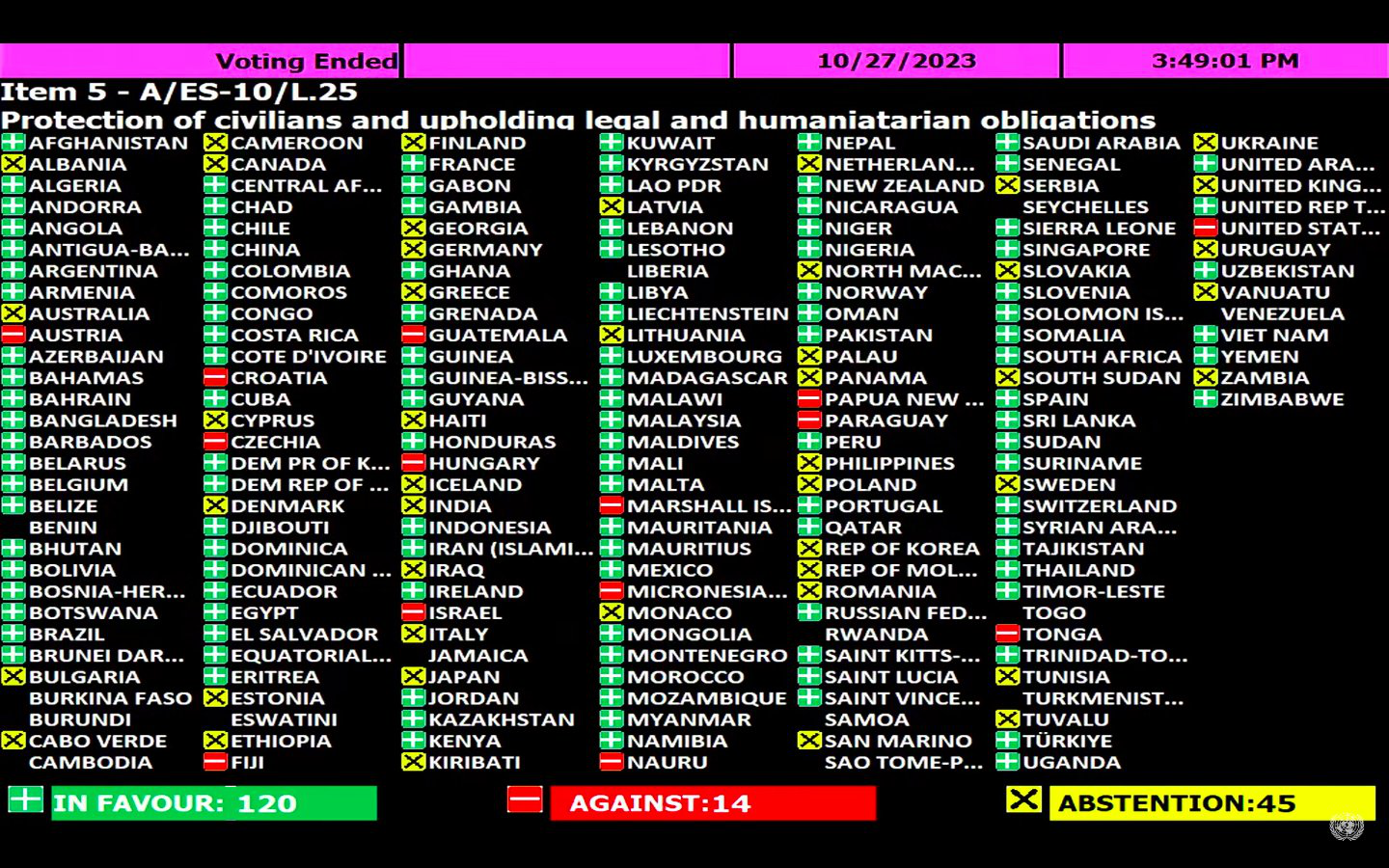
Hlasování (proběhlo 27.10.2023) o rezoluci OSN, vyžadující humanitární příměří mezi oběma stranami konfliktu. Česká republika byla proti, Slovensko se zdrželo hlasování

### Reakce států a mezinárodních organizací
Reakce států a mezinárodních organizací zveřejněné ihned po teroristickém útoku Hamásu na Izrael ze 7. října 2023 byly zejména odsouzením činu Hamásu. Arabské země volaly po zdrženlivosti, zatímco Západ vyjadřoval Izraeli podporu při obraně země. Írán, tradiční spojenec šíitských islamistů, vyjádřil z teroristického činu potěšení.
Během následné války mezi Izraelem a Hamásem se ovšem podpora Izraele na mezinárodním poli začala snižovat, a to zejména od jara 2024, kdy na území Pásma Gazy začala propukat vážná humanitární krize. Postup Izraele postupně několikrát odsoudilo OSN, Evropská unie i jednotlivé země celého světa. Některé země (jako Česko, Rakousko nebo Maďarsko) však zůstávaly spojencem Izraele i v mezinárodních organizacích. Jiné, jako například Spojené státy americké, zůstávaly jasným izraelským spojencem na poli zbrojení a hlasování v Radě bezpečnosti OSN, i když ho diplomaticky kritizovaly za jeho postup v Pásmu Gazy.
Na Summitu EU v březnu 2024 jednohlasně vyzvali šéfové států a vlád členských zemí EU k okamžité humanitární pauze vedoucí k udržitelnému příměří v Pásmu Gazy. Šlo o první jednomyslné rozhodnutí EU od vypuknutí války. V březnu 2024 Rada bezpečnosti OSN poprvé od vypuknutí války přijala rezoluci vyzývající k okamžitému příměří. Valné shromáždění OSN většinově přijalo dne 10. května 2024 rezoluci, podle níž by se Palestina měla stát plnohodnotným členem organizace.
Česká zahraniční politika podporovala Izrael coby svého strategického partnera. Česká republika chce být podle českého premiéra Petra Fialy „hlasem Izraele v Evropské unii“. Česko hlasovalo ve Valném shromáždění OSN stejně jako Izrael a odmítlo řadu rezolucí vyzývajících k příměří. Stejně tak Česko hlasovalo proti rezoluci vyzývající Radu OSN k přijetí státu Palestina mezi stálé členy OSN. Všechny rezoluce i přes záporné stanovisko Česka byly přijaty. Ministryně obrany Černochová se kriticky vyjadřovala k postupu OSN, a poté, kdy Mezinárodní soudní dvůr v Haagu vydal nařízení k zastavení ofenzivy Izraele v Rafahu a prokurátor Mezinárodního trestního soudu v Haagu požádal o zatykač na představitele Hamásu, ale také na vládní představitele Izraele, kritizoval premiér Petr Fiala i rozhodnutí mezinárodních soudů.

### Veřejnost

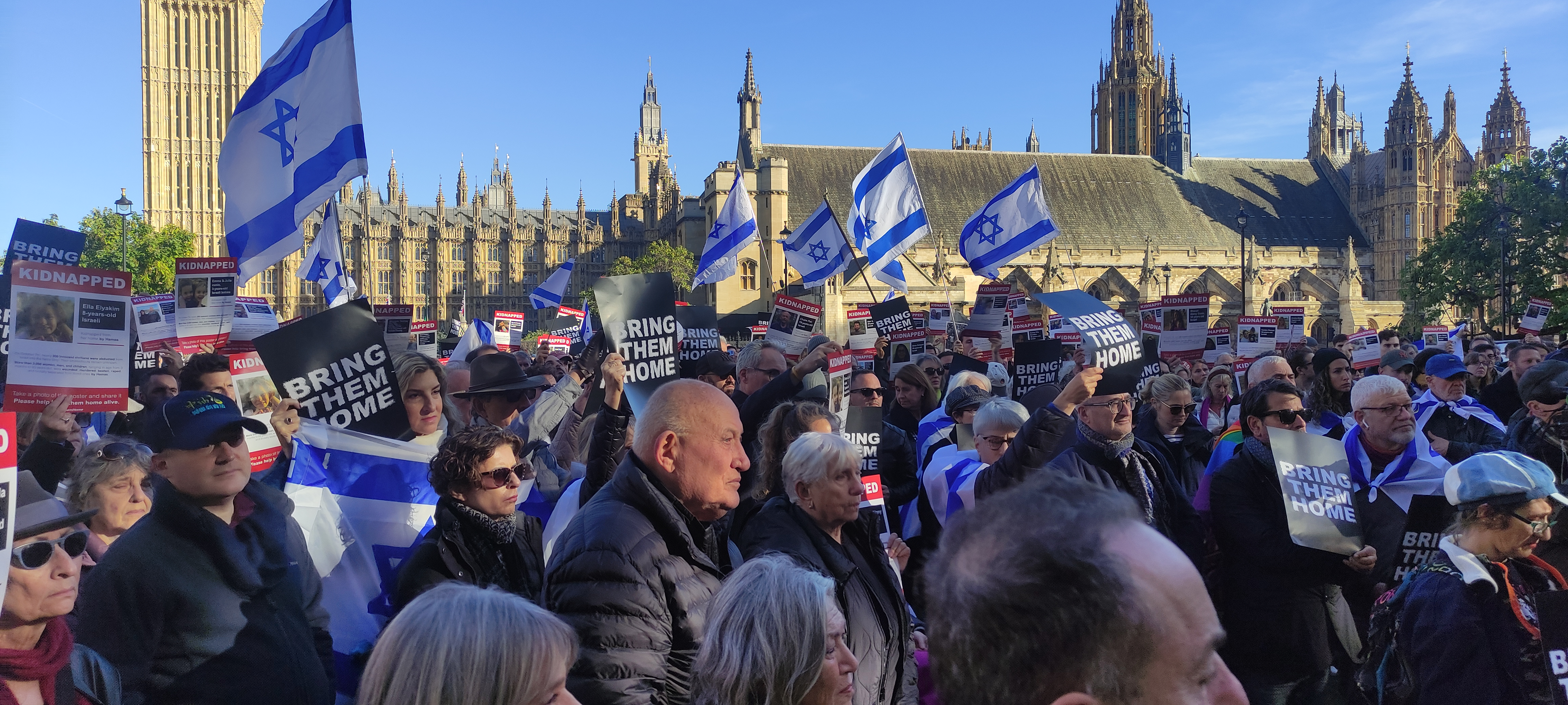
Proizraelská demonstrace v Londýně 15. října 2023

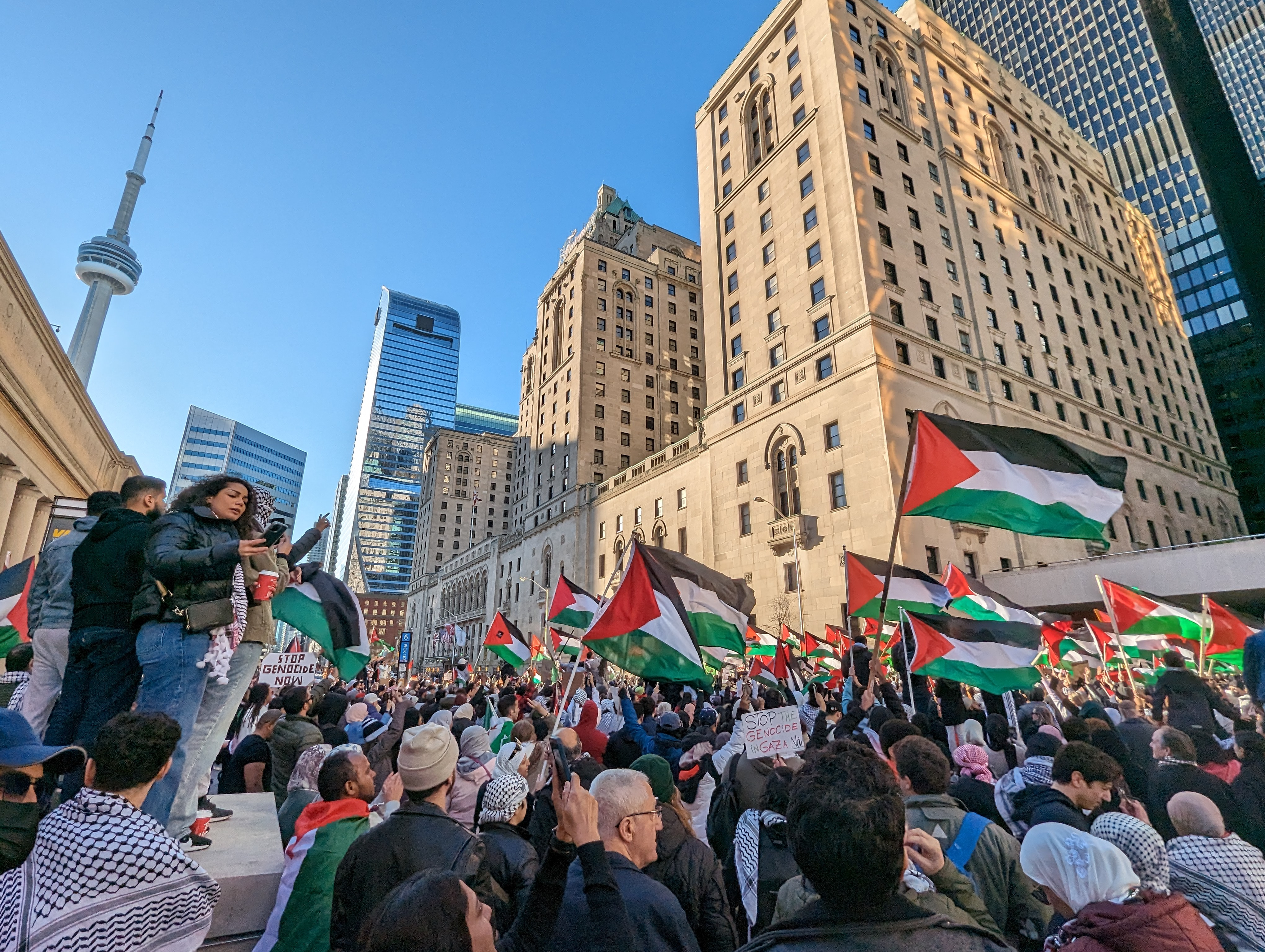
Propalestinská demonstrace v Torontu v Kanadě 28. října 2023

V mnoha městech po celém světě se konaly demonstrace na podporu Izraele i Palestiny.

#### Reakce v Izraeli
Útok Hamásu na Izrael z října 2023 vedl k výraznému propadu podpory veřejnosti pro vládu Netanjahua. Podle prvních průzkumů ještě z roku 2023 téměř polovina izraelských respondentů preferovala vyjednání propuštění rukojmích před zničením Hamásu. Právě otázka vyjednání propuštění rukojmích se stala klíčovou v masových demonstracích v Tel Avivu a dalších městech Izraele, během kterých demonstranti vyzývali vládu k orientaci na rukojmí spíše než na zničení Hamásu. Postupně se přidával také apel na podání demise vlády a předčasné volby.
Vedle protivládních protestů se ale konaly také pravidelné demonstrace proti humanitární pomoci Palestincům v Pásmu Gazy. Ke konci prosince 2023 izraelští demonstranti blokovali konvoj humanitární pomoci u přechodu Kerem Šalom. Během následujících měsíců se opakovaly další a další protesty proti dodávání humanitární pomoci (včetně blokád a ničení nákladu). Řadu z nich vedly rodiny izraelských rukojmích. V květnu byli zadrženi čtyři Izraelci během ničení nákladu humanitární pomoci u hraničního přechodu na Západním břehu Jordánu.
Dne 9. června 2024 Binjamin Ganc (Státní tábor) opustil izraelský válečný kabinet. Učinil tak po vypršení ultimáta, které v květnu dal premiérovi Netanjahuovi k představení kroků k ukončení války. Zároveň Netanjahua vyzval ke stanovení data předčasných voleb. Premiér byl podle Gance překážkou vítězství ve válce proti Hamásu. Válečný kabinet opustil také Gadi Eizenkot (Státní tábor), který v něm měl roli pozorovatele. Dne 17. června 2024 premiér Netanjahu válečný kabinet rozpustil.
Na konci června 2024 potvrdil Nejvyšší soud Izraele svůj dřívější verdikt z roku 2017, který označil výjimku pro odvod ultraortodoxních židů (charedim) do armády za ilegální. Nejvyšší soud tak nařídil, že vláda musí povolat ultraortodoxní židovské studenty do armády. Charedim měli v zemi výjimku z branné služby od založení Izraele v roce 1948 (tehdy jich bylo 5 %, přičemž v roce 2024 tvořili již 13 % populace). Rozsudek soudu zkritizoval Likud i jeho krajně pravicoví vládní partneři, kteří se často opírali o hlasy ultraortodoxních židů. Vynesení rozsudku vyvolalo davové protesty charedim. Na konci června při protestech tisíců charedim například došlo ke střetům s policií a k napadení vozu s ministrem Jicchakem Goldknopfem, který předsedal ultraortodxní straně Agudat Jisra'el.
Průzkum zadaný Pensylvánskou státní univerzitou a provedený v březnu 2025 mezi reprezentativním vzorkem 1005 izraelských Židů zjistil, že 82 % z nich podpořilo násilné vyhoštění obyvatel Gazy. Navíc 47 % odpovědělo kladně na otázku: „Měla by izraelská armáda při dobývání nepřátelského města jednat jako Izraelité vedení Jozuem, když dobyli Jericho, tedy zabít všechny jeho obyvatele?“

#### Reakce ve světě

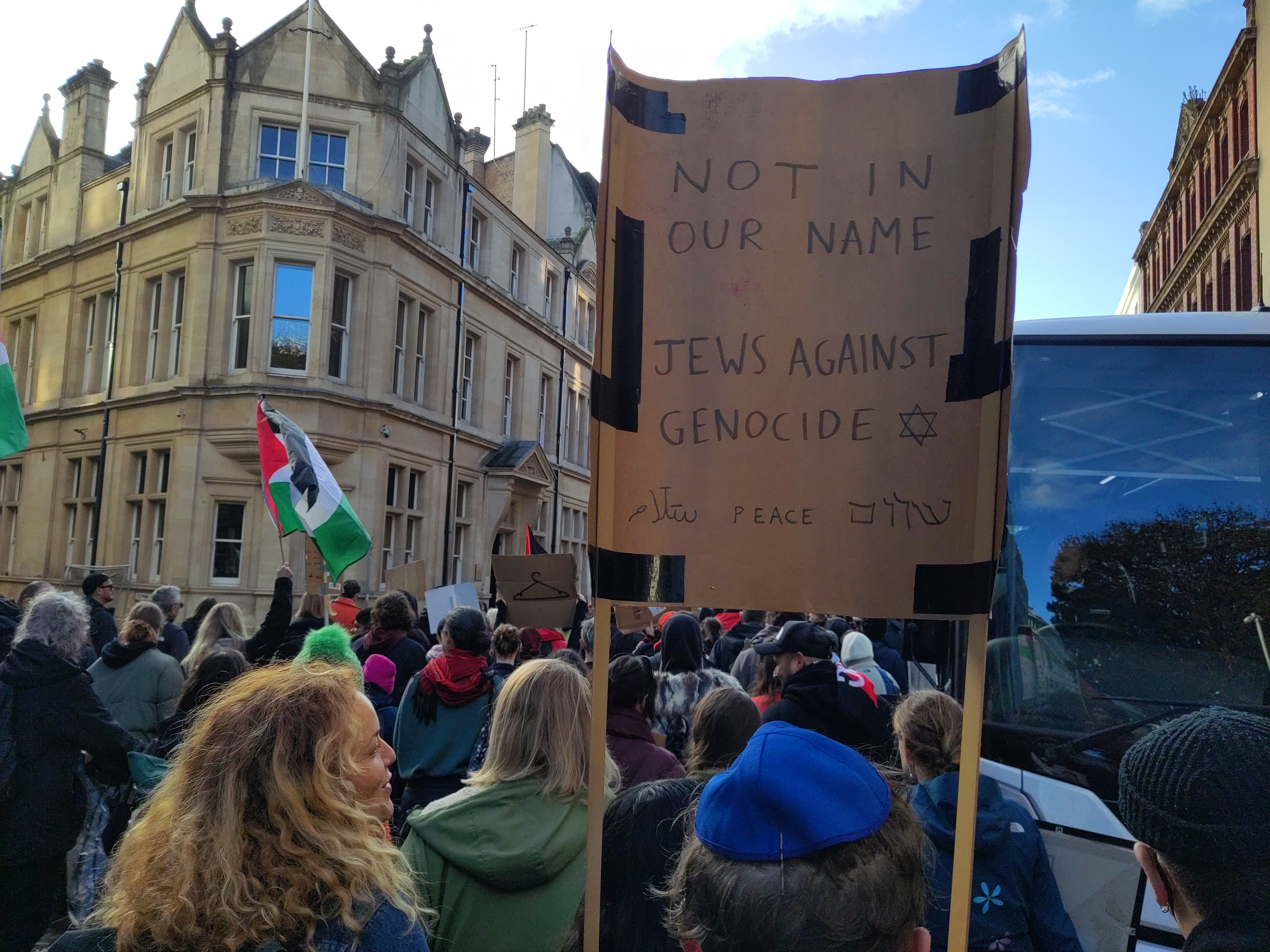
Propalestinský protest v Bristolu, 4. listopadu 2023

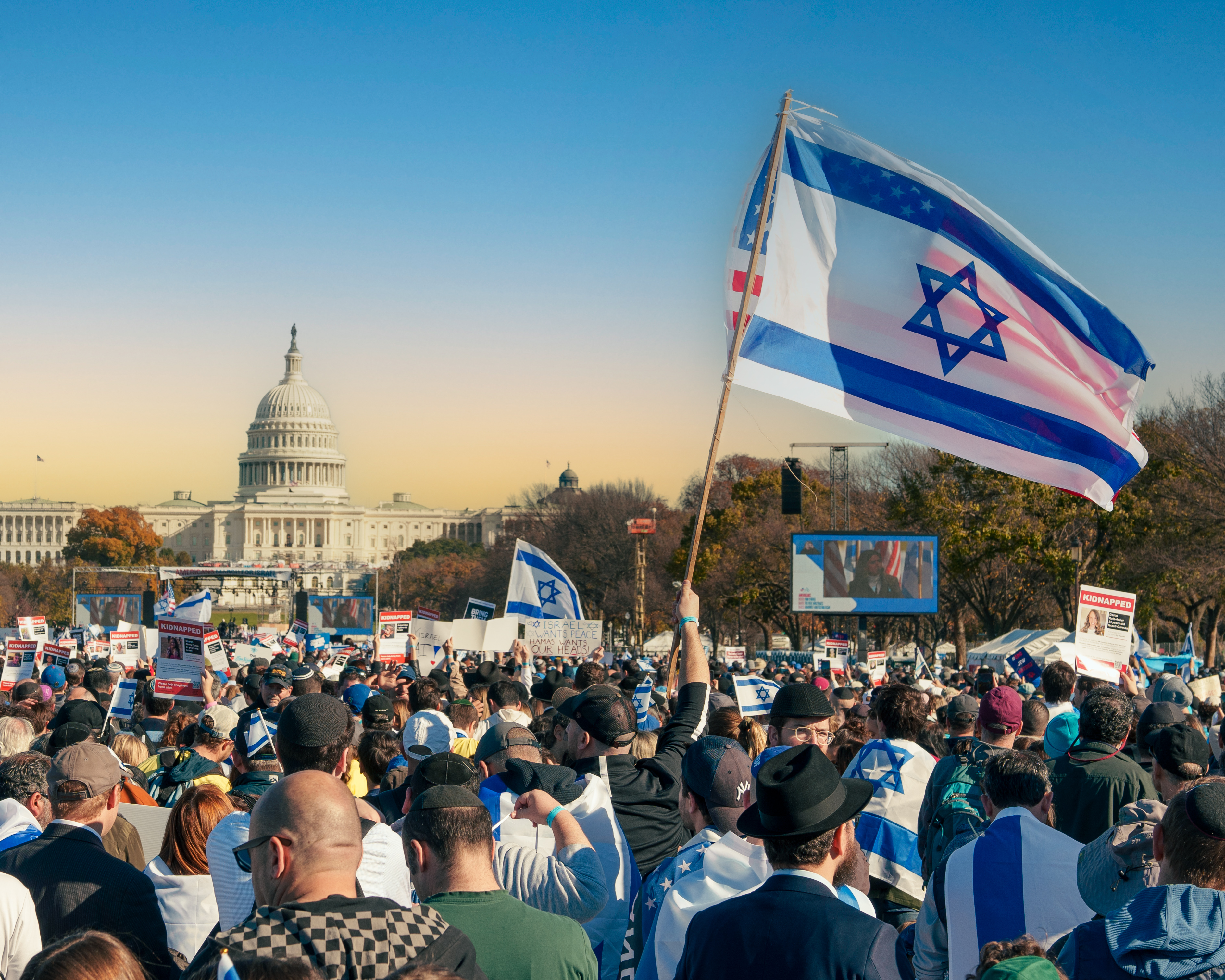
Proizraelský protest ve Washingtonu, D.C., 14. listopadu 2023

Zejména v západním světě se konaly masivní demonstrace jak na podporu Izraele, tak na podporu Palestinců (zejména v souvislosti s vysokým počtem zabitých civilistů). Šlo o téma, které značně štěpilo společnost a vedlo k radikalizaci obou táborů.
Protesty a blokády postihly také zbrojařské firmy, a to hlavně ve Spojených státech a Spojeném království (například firmy Lockheed Martin, General Dynamics, Textron, Boeing, Raytheon Technologies a Northrop Grumman).
V arabských zemích bylo v roce 2024 zaznamenáno několik případů potírání demonstrací souvisejících s válkou Izraele s Hamásem, a to z důvodu obavy z přelivu demonstrací do protistátních (například v Jordánsku, Maroku nebo v Egyptě).
Protesty měly dopad i do kulturní sféry. Tam se zformovala zejména propalestinská hnutí, jako Artists4Ceasefire, která usilují o okamžité a trvalé příměří v Gaze.

#### Studentské protesty

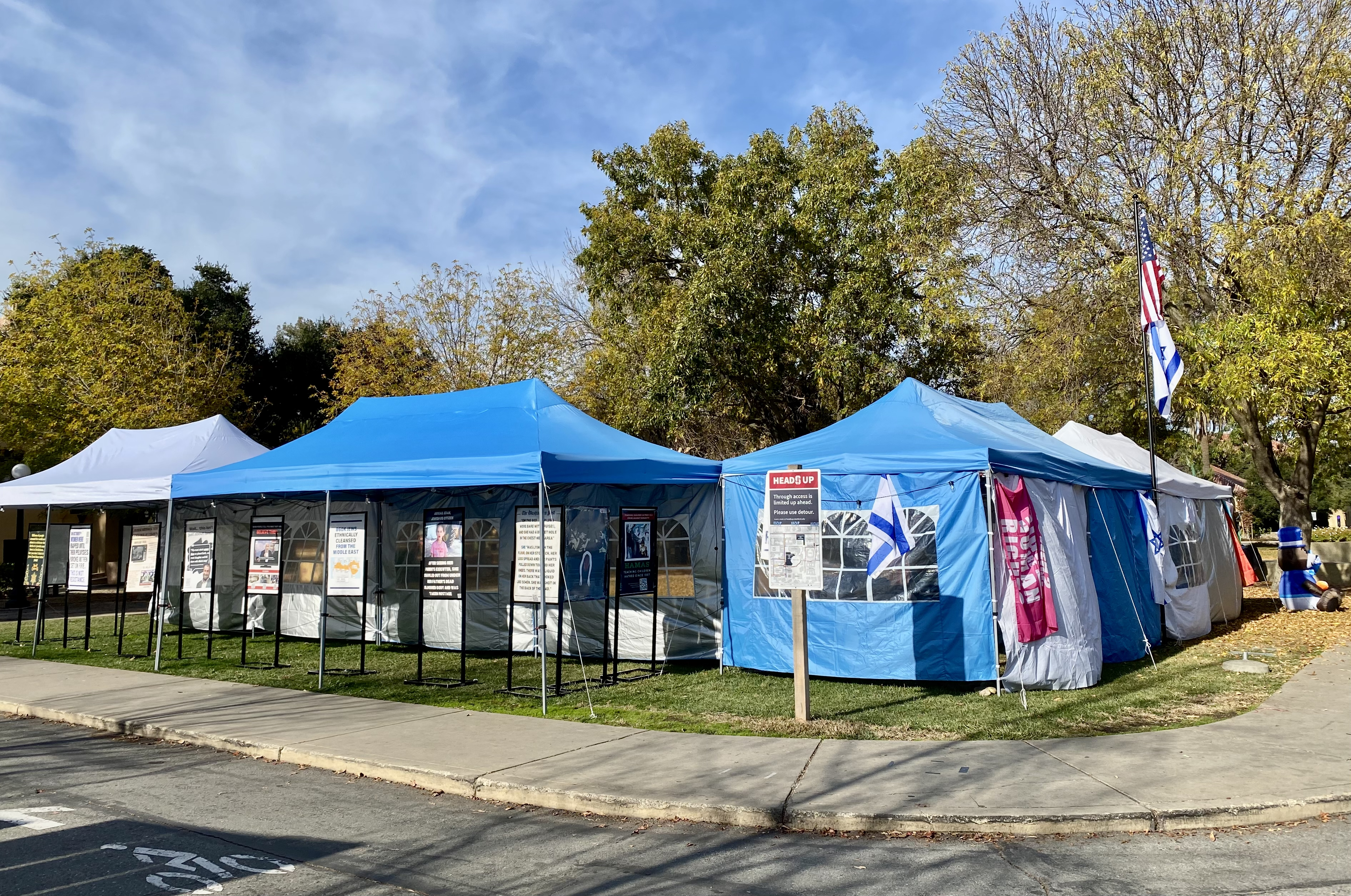
Stánky na podporu Izraele na kampusu Stanfordovy univerzity, prosinec 2023

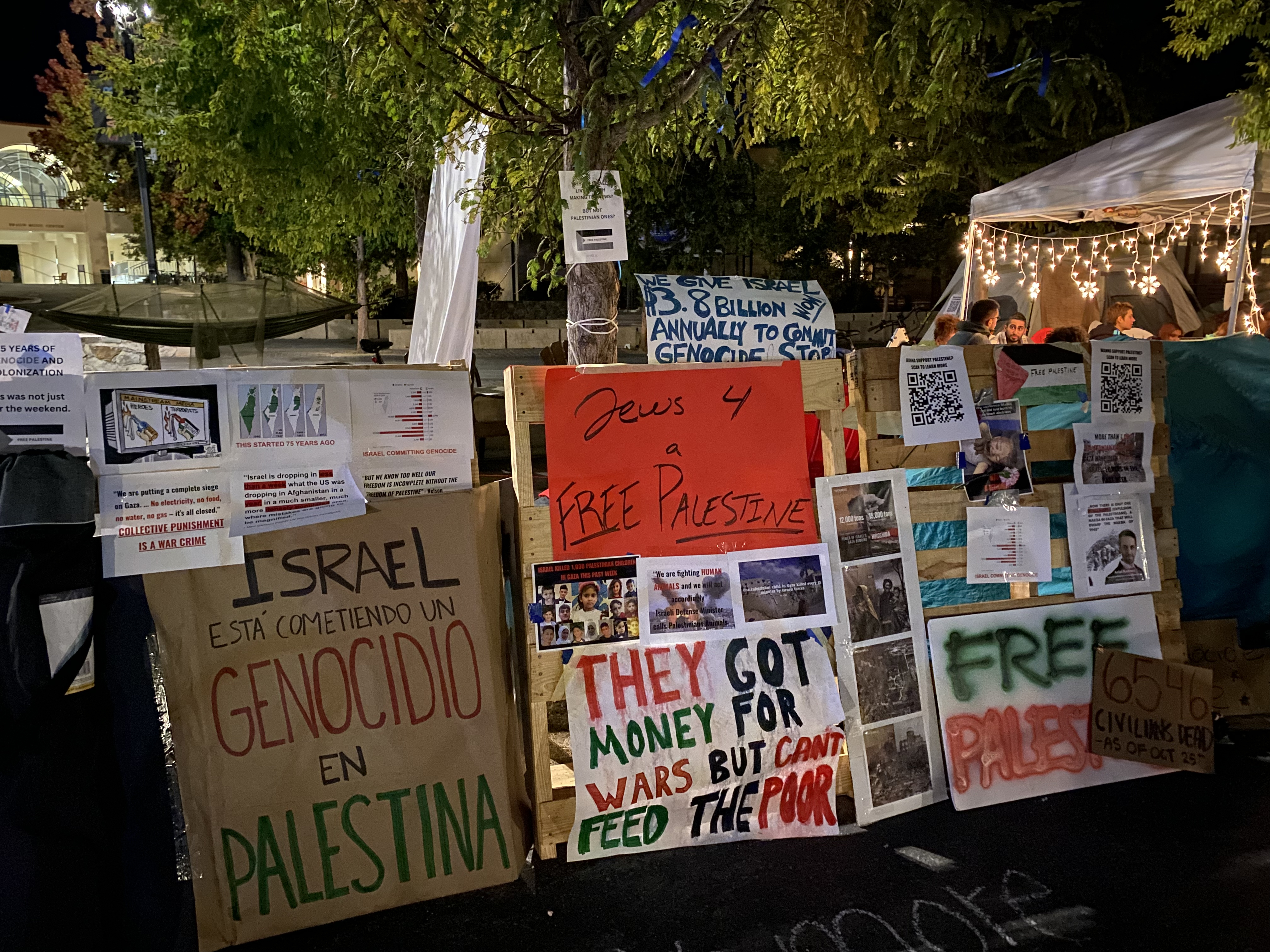
Stánek s transparenty na podporu Palestiny na kampusu Stanfordovy univerzity, prosinec 2023

Válka vedla k organizaci největších studentských protestů ve Spojených státech amerických od války ve Vietnamu (v roce 1969). V říjnu 2023 vydali palestinští studenti Harvardovy univerzity v Bostonu prohlášení, ve kterém uvedli, že za válku je odpovědný stát Izrael. Tento dokument podepsalo 4000 studentů. Vedení univerzity se od prohlášení distancovalo.
Protesty měly často formu okupace kampusů. Celkem bylo od 18. dubna do 4. června policií zadrženo 3100 studentů protestujících na amerických kampusech. Protesty se konaly na 70 vysokých školách nejméně v 30 státech USA. Americký prezident Donald Trump v roce 2025 uvedl, že nechá deportovat všechny zahraniční studenty, kteří se účastnili propalestinských protestů. Současně odebral granty univerzitám, které proti protestujícím nezasáhly.
Studentské protesty se koncem dubna 2024 rozšířily také do dalších zemí západní Evropy.

## Mediální pokrytí
Konflikt byl široce pokrýván médii od tradičních mediálních domů po sociální sítě. Objevovaly se nestranné informace, ale také misinformace, dezinformace, hoaxy a propagandu. Účty Hamásu byly většinou blokovány, pozornost si získali obyvatelé Gazy dokumentující situaci.
Vlády Izraele a Egypta zakázaly na začátku války zahraničním novinářům vstup do Pásma Gazy, což znemožnilo nezávislé ověřování informací a vyvolalo mezi novináři kritiku. Někteří novináři byli vpuštěni pod dohledem izraelské armády. Izraelská vojenská cenzura omezovala obsah, například americká CNN konzultovala vydávání zpráv s izraelskou armádou. Kritici upozorňovali na jednostrannost některých médií a silnou proizraelskou orientaci českých médií.
Izrael obvinil novináře katarské Al-Džazíry z napojení na Hamás. Podle ředitelky Výboru na ochranu novinářů (CPJ) Jodie Ginsbergové, „Izrael často postupuje tak, že zabije novináře, a teprve potom tvrdí, že byl terorista, aniž by předložil dostatek důkazů.“ V roce 2024 Kneset zakázal vysílání Al-Džazíry na svém území. V lednu 2025 dočasně pozastavila její vysílání i Palestinská samospráva. Al-Džazíra je kritizována za manipulaci a rozdělování palestinského hnutí.
Odborníci z projektu Bellingcat, think tanku Atlantic Council nebo Kalifornské univerzity v Berkeley od počátku konfliktu upozorňovali na rozsáhlé šíření dezinformací, často reálných obrázků s vymyšleným kontextem či AI generovaných snímků. Konflikt výrazně polarizoval veřejnost, což zhoršilo přehlednost a důvěryhodnost informací.
Sociální sítě čelily kritice za slabou regulaci falešných účtů a šíření nenávistných či zkreslených narativů, včetně zmanipulovaných videí státníků.

## Plány na uspořádání po ukončení války

### Plány Izraele

#### Varianta nuceného vysídlení palestinského obyvatelstva Gazy

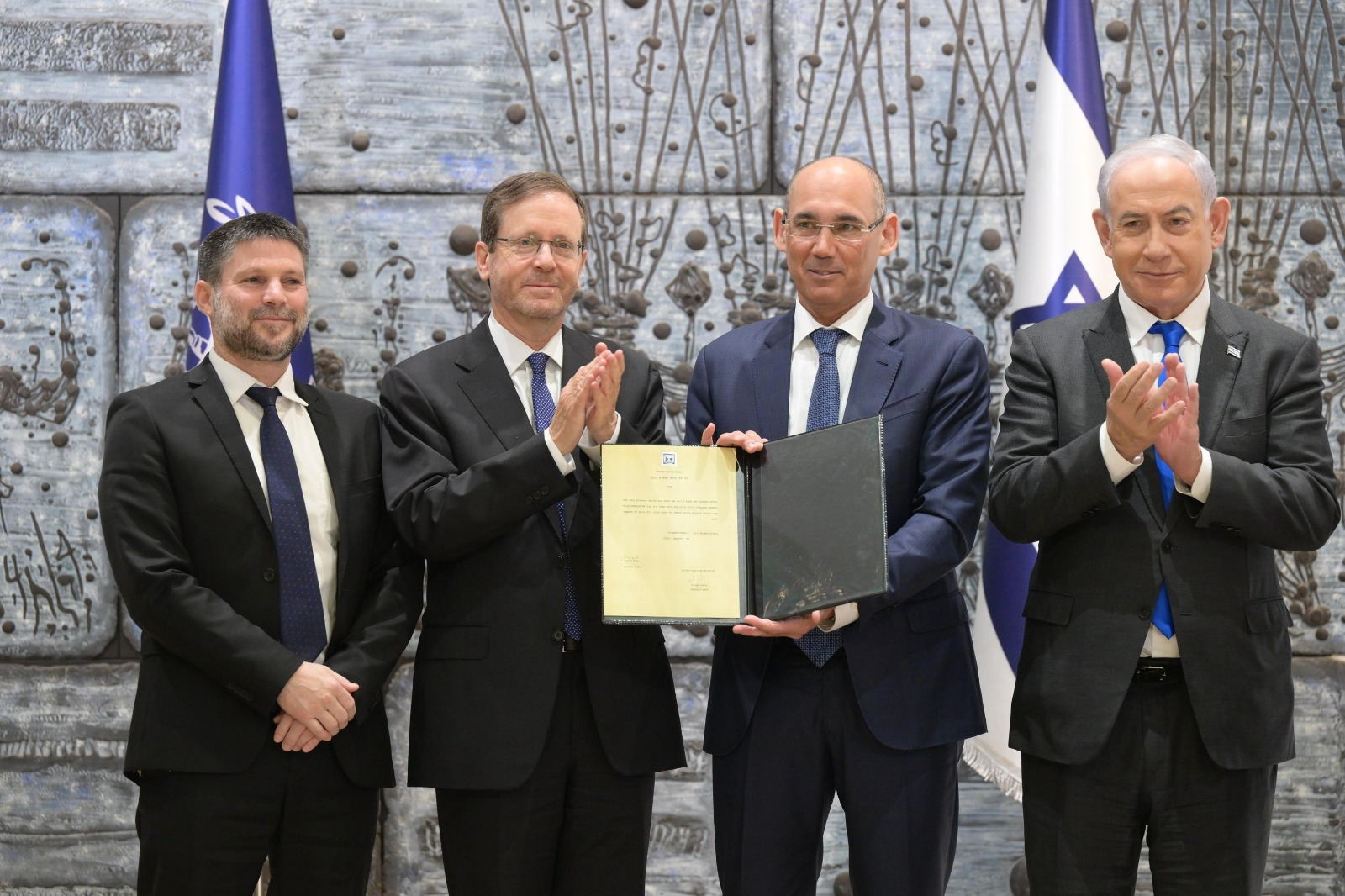
Izraelský premiér Netanjahu, prezident Herzog a krajně pravicový ministr Becal'el Smotrič (vlevo), který vyzval k vysídlení Palestinců z Gazy, 18. prosince 2023

Izraelské ministerstvo zpravodajských služeb v reakci vypracovalo dokument doporučující nucené vysídlení Palestinců z Pásma Gazy, kterých zda žije asi 2,3 milionu, do Egypta, na Sinajský poloostrov. Dokument upozorňuje na předpokládané obtíže mezinárodního schválení, ale vyhnání ospravedlňuje jako řešení problému uprchlíků hledajících úkryt před válkou. Informaci přinesl server The Times of Israel. Palestinci plán odmítají, stejně jako Egypt. Izraelská vláda význam dokumentu snižuje, premiér Benjamin Netanjahu tvrdí, že materiál představuje „počáteční úvahy“ týkající se této otázky, kterými se teď úřady nezabývají.

#### Návrh na vytvoření civilní správy pod patronátem Izraele
Izraelský ministr obrany Jo'av Galant v lednu 2024 nastínil plán vývoje poválečného Pásma Gazy, které si měli spravovat Palestinci, ovšem za přítomnosti izraelské armády. Plán měl čtyři zásadní podmínky: 1) Izrael si zachová dohled nad civilní vládou Pásma Gazy a bude kontrolovat dovoz, 2) mezinárodní speciální jednotka, vedená USA v partnerství s evropskými a umírněnými arabskými státy, převezme odpovědnost za řízení veřejných služeb a ekonomickou obnovu, 3) Egypt převezme odpovědnost za svůj hraniční přechod a bude spolupracovat s Izraelem a 4) samospráva Pásma Gazy bude zachována v předválečném rozsahu, její členové ale nebudou moci být napojeni na Hamás. Současně Izrael požadoval zrušení úřadu UNRWA a neplánoval do správy Gazy zapojovat představitele palestinské autonomie.
V únoru 2024 byl představen plán premiéra Netanjahua (šlo o dokončený plán nastíněný Galantem). Izrael by podle něj udržoval bezpečnostní kontrolu nad veškerým územím západně od řeky Jordán, tedy včetně okupovaného Západního břehu a Pásma Gazy. V Pásmu Gazy by vznikla civilní samospráva prostřednictvím nespecifikovaných „nezávislých palestinských zástupců“. Silnou skepsi vůči plánu vyjádřili analytici, neboť bylo pravděpodobné, že lídři palestinské komunity, kteří by otevřeně a jednostranně spolupracovali s Izraelem by rychle ztratili legitimitu a jejich životy by mohly být ohroženy. Návrh jednoznačně odmítli jako de facto novou okupaci Gazy zástupci palestinské autonomie.
O návrhu se znovu jednalo v červenci 2024 v Abú Zabí, kde plán oživily Spojené arabské emiráty. Na jednání byli přítomni zástupci Izraele a Spojených států amerických. Tento návrh ovšem již připouštěl vládu palestinské autonomie, čímž by znovu administrativně-správně došlo k sjednocení palestinských území. Podmínkou však bylo, že by byl zvolen nový nezávislý premiér, který by neměl vazby na křídlo prezidenta Abbáse. Nová vláda pak oficiálně měla pozvat mezinárodní misi, která by řídila obnovu země. Izrael by musel souhlasit s rolí palestinské autonomie a postupně směřovat ke dvoustátnímu řešení.

#### Plán rozdělení Pásma Gazy
V říjnu 2024 Izrael představil Egyptu plán na rozdělení Pásma Gazy. Izrael navrhl rozdělit severní část Pásma Gazy na pět bezpečnostních zón, které by spadaly pod správu izraelské armády. Armáda by spolupracovala s místními milicemi rekrutovanými z klanů nepřátelských vůči Hamásu. Tyto palestinské milice by zajišťovaly rozdělování humanitární pomoci. V oblasti by se ale zatím neprováděla žádná obnova infrastruktury a vrátit by se do ní mohli jen muži starší 60 let a ženy. Egypt částečný návrh odmítl. Podle deníku The National tento návrh zahrnoval mimo jiné vytvoření nárazníkové zóny na severu Pásma Gazy a vytlačení statisíců Palestinců na jih blíže k egyptské hranici.

### Plány Palestiny

#### Prozatímní vláda národního usmíření
V červenci 2024 dvanáct palestinských politických stran a frakcí (včetně Fatahu a Hamásu) podepsaly na jednání v čínském Pekingu dohodu o vytvoření takzvané prozatímní vlády národního usmíření, která by měla v Pásmu Gazy vládnout po ukončení války. Za Hamás dohodu podepsal vůdce politického křídla hnutí Ismáíl Haníja a za stranu Fatah její místopředseda Mahmúd Alúl.
V listopadu 2024 spolu jednali zástupci Hamásu a Fatahu. Strany se na jednání dohodly na vytvoření takzvaného technokratického výboru tvořeného politicky nezávislými palestinskými osobnostmi. Ty by měly spravovat Pásmo Gazy po konci války. V prosinci se zástupci Hamásu a Fatahu sešli na jednání v Káhiře, kde souhlasili s návrhem vytvoření výboru, který by se skládal až z 15 nestranických osobností s pravomocemi v záležitostech týkajících se hospodářství, vzdělávání, zdravotnictví, humanitární pomoci a obnovy. Návrh má být následně představen i zbylým frakcím v Palestině.

### Plán Donalda Trumpa

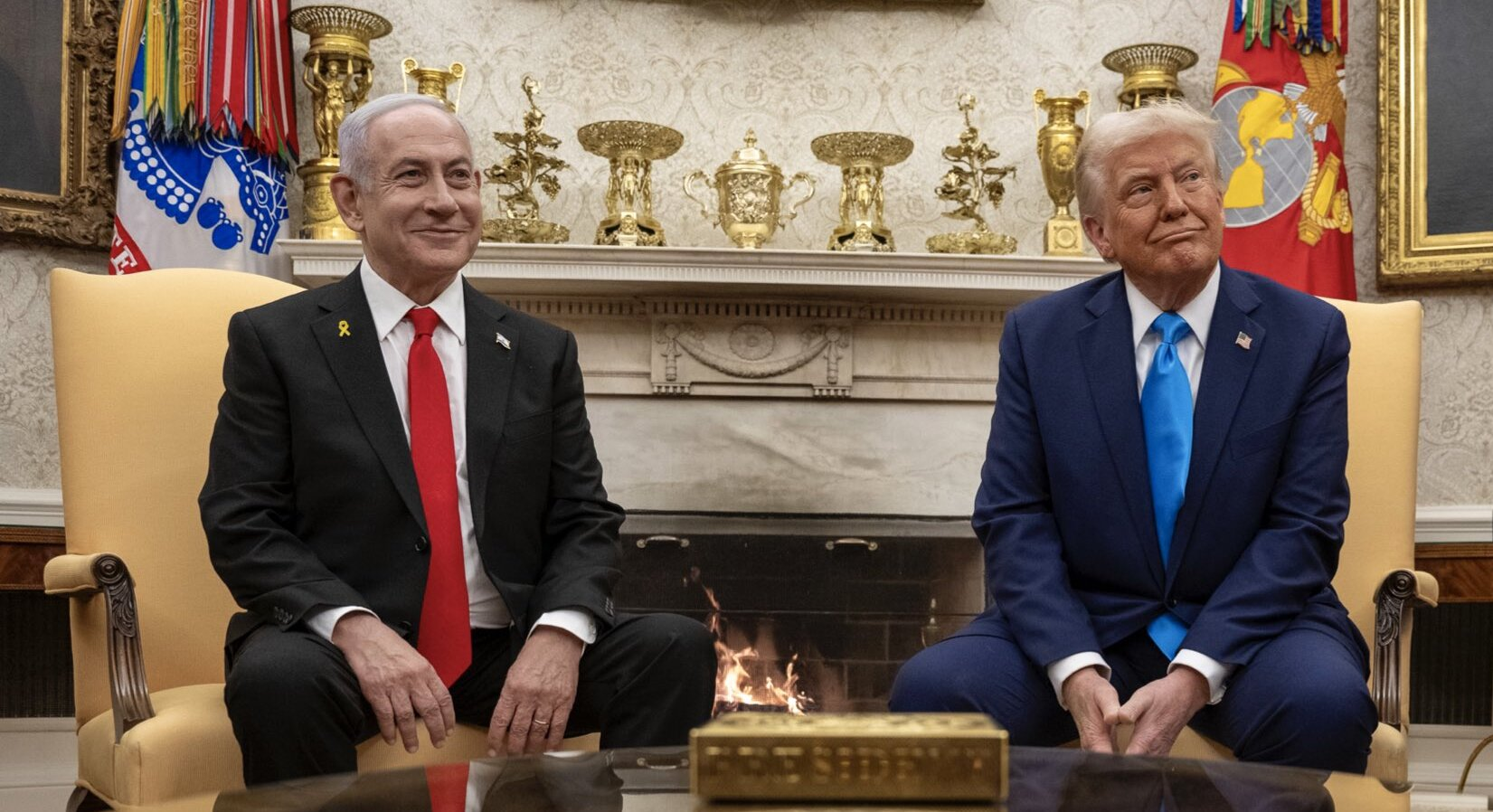
Americký prezident Donald Trump a izraelský premiér Netanjahu v Bílém domě 4. února 2025

Po své inauguraci v lednu 2025 americký prezident Donald Trump přes média navrhl, aby Jordánsko a Egypt přijaly „dočasně či dlouhodobě“ Palestince z Pásma Gazy. Egypt i Jordánsko takové řešení odmítly. Při státní návštěvě Netanjahua ve Washingtonu Trump upřesnil, že by Spojené státy americké mohly převzít kontrolu nad Pásmem Gazy a developersky ji obnovit. Podmínkou ale bylo vysídlení Palestinců do okolních arabských zemí. Netanjahu médiím uvedl, že o Trumpově vizi „je potřeba přemýšlet“.
Návrh přivítal izraelský ministr obrany Jisra'el Kac (Likud), který nařídil armádě, aby připravila plán umožňující odchod Palestinců z Pásma Gazy. Trumpův plán označil za „odvážný“. Podle expertů na mezinárodní právo a odborníků z OSN by však Trumpova americká okupace Pásma Gazy a nucené vysídlení Palestinců bylo závažným porušením mezinárodního práva. Nucené vysídlování civilistů je například zásadním porušením Ženevských úmluv. Podle Římského statutu, což je zakládající smlouva Mezinárodního trestního soudu, lze vysídlení civilistů považovat za válečný zločin a zločin proti lidskosti. OSN zase charakterizovala etnické čistky jako úmyslné odstranění etnické nebo náboženské skupiny z určitého území, a to buď násilím, nebo jinými donucovacími prostředky (včetně například ničením kulturní identity nebo zastrašováním).
Trump později dodal, že dle jeho plánu Palestinci nebudou mít právo na návrat do Pásma Gazy. Současně vytvářel tlak na  Jordánsko a Egypt, aby Palestince z Gazy přijaly.

### Egyptský plán
V reakci na kontroverzní plán Donalda Trump připravil Egypt ve spolupráci s Ligou arabských států vlastní plán obnovy Pásma Gazy, který by se obešel bez vysídlení Palestinců. Dle návrhu by oblast mohla být spravována nezávislou komisí palestinských odborníků bez účasti Hamásu. Obnova Pásma Gazy má podle plánu stát 53 miliard dolarů (více než 1,2 bilionu korun). První fáze potrvá do roku 2027, druhá fáze do roku 2030. Součástí obnovy mělo být i pořádání parlamentních a prezidentských voleb. Egyptský plán podpořil generální tajemník OSN António Guterres, země Ligy arabských států, palestinský prezident Abbás i mluvčí Hamásu. Naopak k němu byl skeptický Izrael, který preferoval Trumpův plán zahrnující vysídlení Palestinců. Trumpova administrativa i nadále podporovala svou vizi developerské rekonstrukce Pásma Gazy ve vlastnictví USA a bez Palestinců.

## Podporovatelé

### Dodávky zbraní

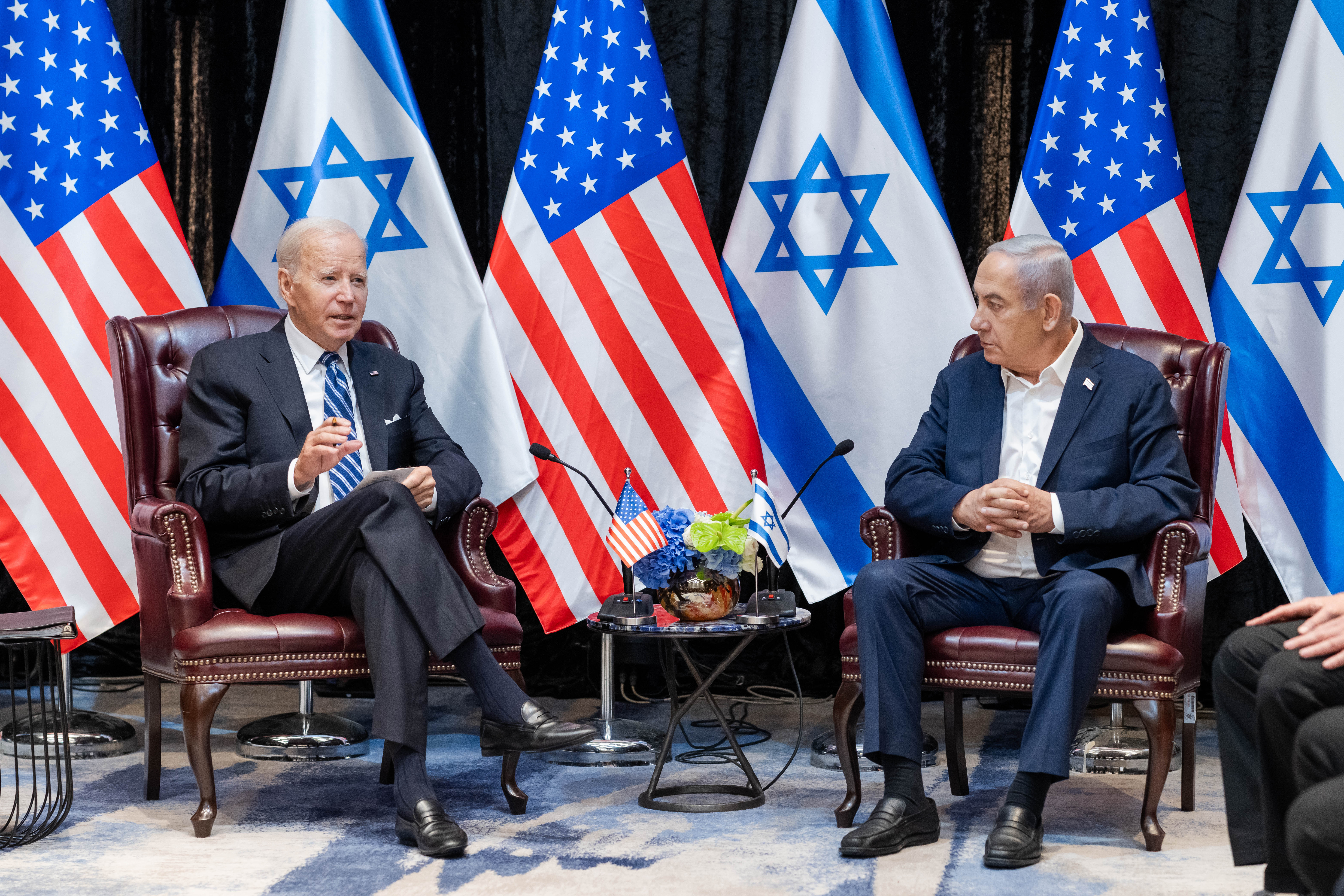
Americký prezident Joe Biden a izraelský prezident Netanjahu v Tel Avivu 18. října 2023

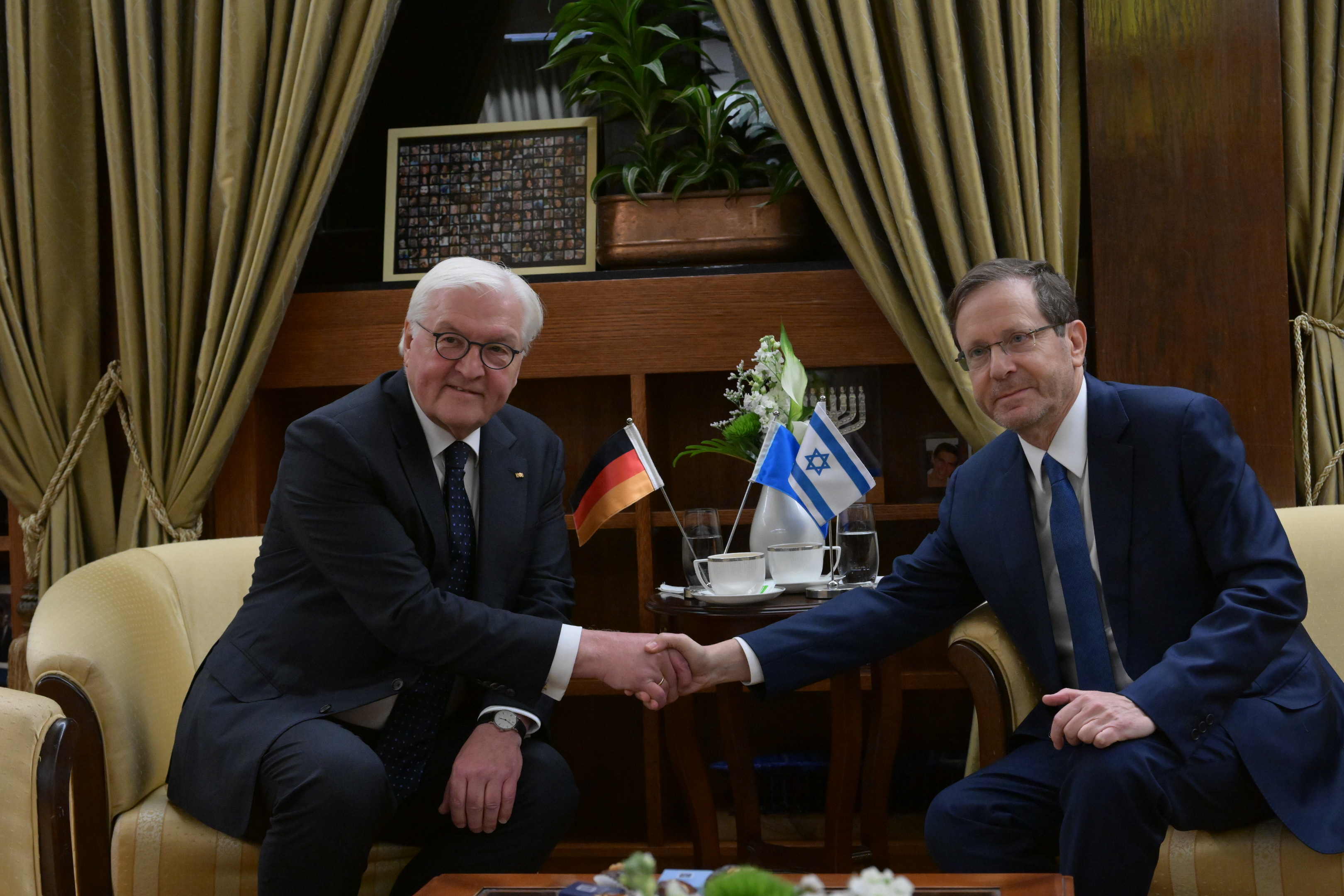
Izraelský prezident Herzog a německý prezident Frank-Walter Steinmeier v Jeruzalémě 26. listopadu 2023

Válka v Pásmu Gazy vedla k výraznému zvýšení vojenských výdajů Izraele. Podle Stockholmského mezinárodního ústavu pro výzkum míru (SIPRI) vzrostly výdaje na zbrojení o 24 % na 27,5 miliardy dolarů. V prvním roce konfliktu Spojené státy poskytly Izraeli rekordní vojenskou pomoc ve výši 17,9 miliardy dolarů. Dlouhodobě největším dodavatelem zbraní pro Izrael jsou USA (podíl 69 %), Německo (30 %) a Itálie (necelé 1 %). USA v roce 2016 uzavřely již třetí desetileté memorandum o vojenské pomoci v hodnotě 38 miliard dolarů, přičemž většina této pomoci směřuje na nákup vojenského vybavení a systémy protiraketové obrany. USA také poskytuje Izraeli letouny F-35. V roce 2023 německý vývoz zbraní do Izraele vzrostl desetinásobně (na 326,5 milionu eur), zatímco Itálie zvýšila své dodávky trojnásobně. Spojené království udělilo vývozní licence na prodej obranného vybavení do Izraele v hodnotě nejméně 42 milionů liber.
Česká republika vyvezla v roce 2024 do Izraele zbraně v hodnotě více než 1,2 miliardy korun, čímž podle kritiků porušila své závazky vyplývající ze Smlouvy o obchodu se zbraněmi (ATT).
V dubnu 2024 schválily USA dodatečnou vojenskou pomoc ve výši 26 miliard dolarů, která zahrnovala i humanitární pomoc pro Palestince. Některé evropské státy, včetně Kanady, Nizozemska a Německa, však v průběhu války pozastavily dodávky zbraní Izraeli kvůli eskalující humanitární krizi v Gaze. V červnu 2024 izraelský premiér Netanjahu veřejně oznámil pokles dodávek zbraní od USA, což americká strana popřela, s výjimkou pozastavení dodávek těžkotonážních bomb. V červenci USA uvolnily polovinu zadržované dodávky bomb a munice. Stále ovšem neodeslaly bomby s největší tonáží. Tyto zablokované dodávky obnovil Donald Trump v lednu 2025 po své inauguraci prezidentem USA.
V srpnu 2024 USA schválily prodej vojenské techniky Izraeli v hodnotě 20 miliard dolarů, včetně stíhaček F-15 a munice do tanků a minometů. V říjnu 2024 USA nasadily v Izraeli protiraketové systémy THAAD i s příslušnou americkou vojenskou posádkou (100 osob) jako reakci na íránské raketové útoky. Stejný systém byl v Izraeli dočasně nasazen již v říjnu 2023.
V říjnu 2024 francouzský prezident Emmanuel Macron vyzval k zastavení dodávek zbraní do konfliktu v Pásmu Gazy, přičemž Francie v roce 2023 dodala Izraeli vojenský materiál v hodnotě 30 milionů eur. O podobný krok se pokusily i další země, včetně Španělska a Kanady, které vyzvaly k zastavení vývozu zbraní do Izraele. V roce 2024 výrazně omezily prodej zbraní Izraeli země Spojené království, Itálie, Kanada a Nizozemsko, úplně ho zakázala Belgie. Již od začátku války byl prodej zbraní Izraeli zakázán ve Španělsku, které také zakázalo převoz takových zbraní přes své území.

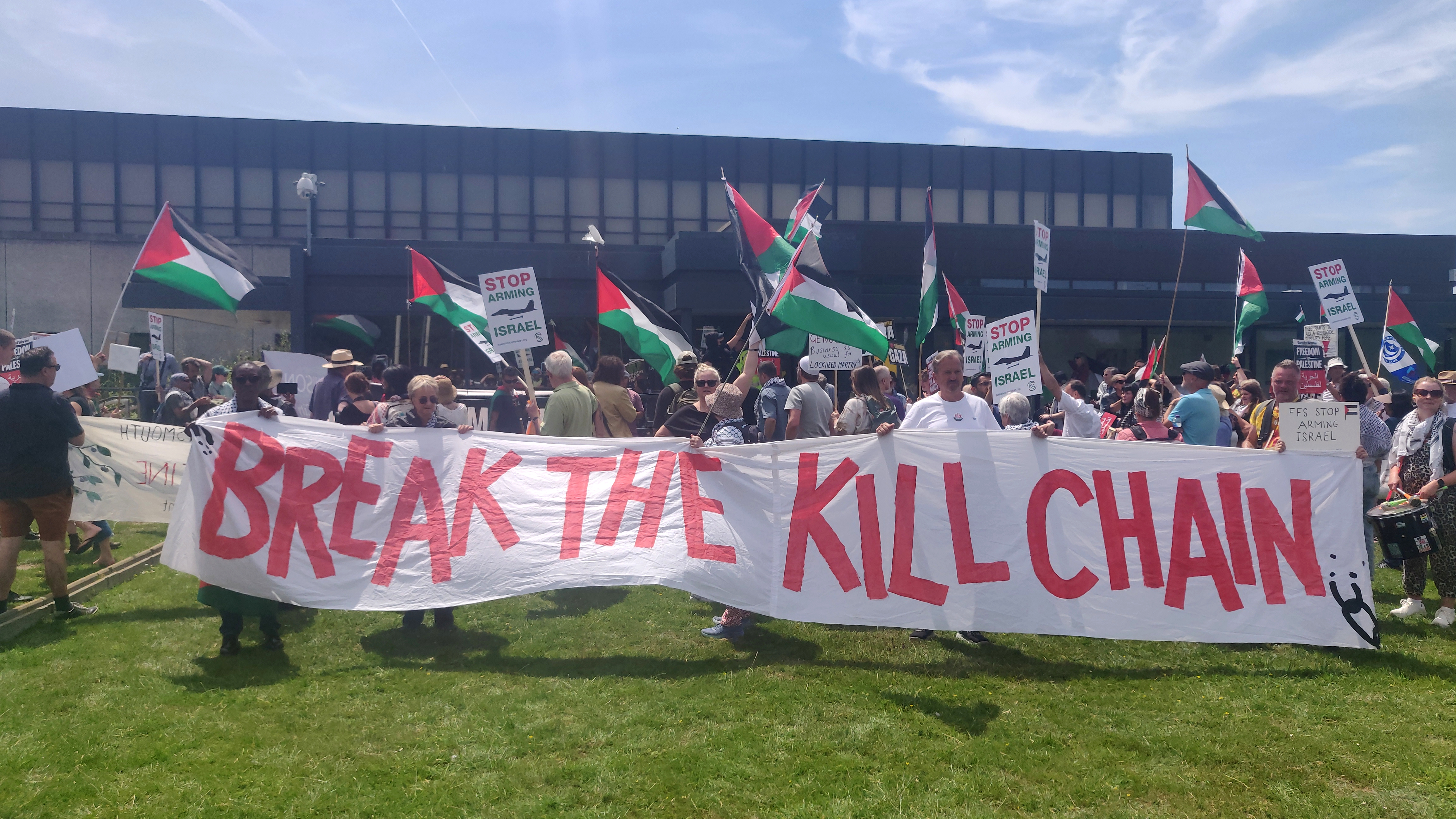
Protest volající po zbrojním embargu na Izrael před továrnou Lockheed Martin v Havantu, Anglii, 17. června 2025

Izrael spolu s Egyptem v roce 2007, po vítězství Hamásu ve volbách v Pásmu Gazy, zavedl blokádu Pásma Gazy s odůvodněním zabránění dovozu zbraní do tohoto území. Během růstu násilí při druhé intifádě začal Hamás vyrábět rakety Kassám, které jsou částečně poháněny roztaveným cukrem. Po stažení Izraele z Gazy v roce 2005 se Hamásu podařilo vytvořit pašerácké cesty s Íránem a Sýrií. Podle izraelské armády zbraně do Pásma Gazy proudily právě z těchto zemí přes překladiště v Súdánu a dále přes hranici s Egyptem. Následně byla v roce 2007 spuštěna zmíněná blokáda. Izrael tvrdil, že blokáda byla porušena v roce 2012 zvolením Muhammada Mursího egyptským prezidentem. Ten byl ovšem krátce poté svržen ve vojenském puči, přičemž egyptská armáda zničila velké množství pašeráckých tunelů do Gazy. Hamás tak byl do té doby vyzbrojen například raketomety Kaťuša nebo íránskými raketami Fajr-5. Od roku 2013 dochází zejména k lokální výrobě výbušnin za pomoci hnojiv a okysličovadel. Hlavním podporovatelem zůstal Írán, který podle Izraele poskytuje „palestinským islamistickým teroristům“ pomoc v hodnotě až sta milionů dolarů ročně.